# Delfine

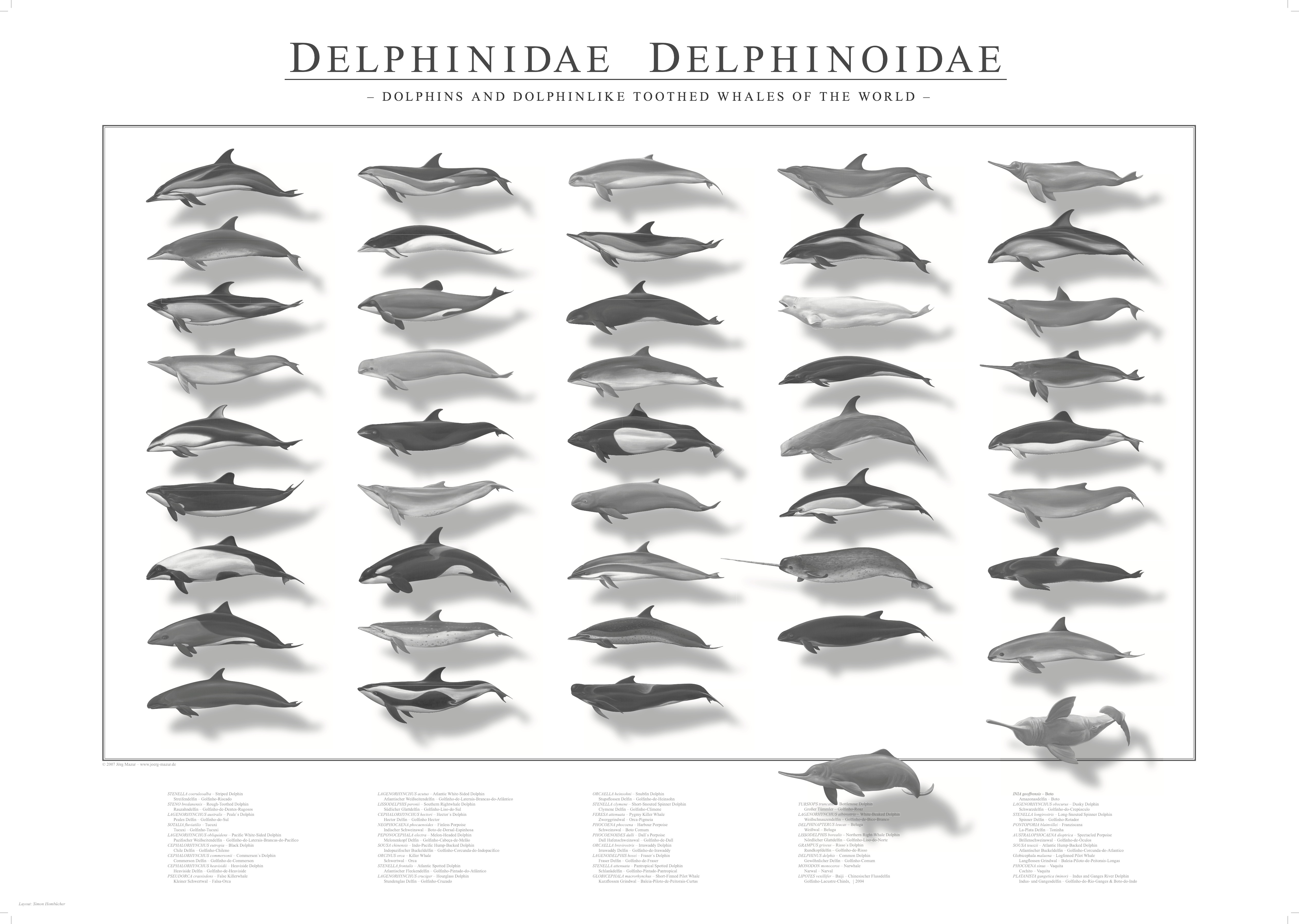
Übersicht über Delphine und delphinähnliche Zahnwale

Die Delfine oder Delphine (Delphinidae) gehören zu den Zahnwalen (Odontoceti) und sind somit Säugetiere (Mammalia), die im Wasser leben (Meeressäuger). Delfine sind die vielfältigste und mit fast 40 Arten größte Familie der Wale (Cetacea). Sie sind in allen Meeren verbreitet, einige Arten kommen auch in Flüssen vor.

## Anatomie

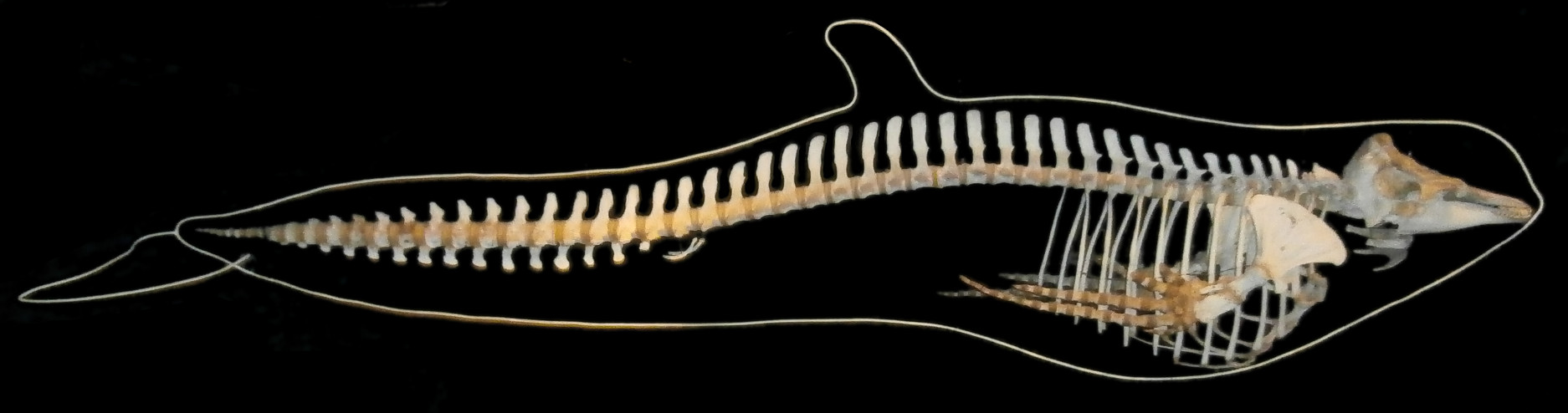
Delphinskelett

Delfine sind meist zwischen eineinhalb und vier Meter lang, der Große Schwertwal erreicht als größter Delfin sogar acht Meter. Sie haben einen stromlinienförmigen Körper, der an die hohen Schwimmgeschwindigkeiten angepasst ist. Im Kopf befindet sich ein rundes Organ, die Melone. Sie spielt eine Rolle bei der Echoortung. Bei vielen Arten sind die Kiefer klar abgesetzt und bilden einen langgezogenen Schnabel. Die Schnauze kann bei mehreren Arten sehr viele Zähne enthalten.
Das Gehirn der Delfine ist groß und besitzt eine komplexe Hirnrinde, was ein Grund für viele Zoologen ist, sie zu den intelligentesten Tieren zu zählen. Es gibt aber auch die umstrittene Theorie, dass das große Gehirn lediglich eine Anpassung an das Leben im Wasser ist und dazu dient, den Wärmeverlust an das Wasser besser regulieren zu können. Grundlage dieser Theorie ist die Tatsache, dass das Gehirn der Delfine sehr viele Gliazellen und im Verhältnis dazu wenige Nervenzellen besitzt. Laut Annahme helfen die Gliazellen bei der Wärmeisolation. Delfine können Bewegungsfolgen und Reaktionen auf akustische Reize schnell erlernen, bei abstrakten Gegenständen wie Drei- oder Vierecken liegt ihre Lerngeschwindigkeit jedoch unter der von Tauben und Ratten.
Die Körperfarbe setzt sich meist von Schwarz bis Weiß zusammen, wobei die Unterseite meist heller ist und sich der Rücken durch eine dunklere Färbung, das Cape, deutlich abgrenzt. Zu den farblichen Ausnahmen gehören der bläuliche Blau-Weiße Delfin und der braun-gelbe Gemeine Delfin. Darüber hinaus unterscheiden sich die Arten durch Linien und Felder in verschiedenen Farbtönen und Kontrasten.
Delfine haben einen sehr guten Gehör- und Gesichtssinn. Zwar existieren äußere Ohröffnungen, doch diese sind wahrscheinlich nicht funktional. Geräusche gelangen über den Unterkiefer und das Mittelohr zum Innenohr. Ihr Hörbereich reicht in Frequenzen bis zu 220 kHz und sie können damit Töne bis weit in den Ultraschallbereich wahrnehmen. Die Augen sind hauptsächlich an das Sehen unter Wasser angepasst, haben aber auch außerhalb des Wassers eine hohe Funktionsfähigkeit. Eine große Rolle für die Wahrnehmung spielt die Echoortung mittels Ultraschall.
Von anderen Zahnwalen unterscheiden sich Delfine durch folgende Merkmale: Verschmelzung der ersten beiden Halswirbel, eine geringere Anzahl von Rippen, Fusion der beiden Unterkieferhälften auf höchstens einem Drittel der Kieferlänge und stumpfe Zähne.
Alle Delfine stoßen etwa alle zwei Stunden die äußeren Hautzellen ab. Diese permanente Regeneration reduziert den Strömungswiderstand und findet auch in der Regenerationsforschung für den Menschen und im Schiffbau Beachtung. Die Haut der Delfine fördert ihr schnelles Schwimmen durch geringen Strömungswiderstand über feines Relief und Wirbeldämpfung durch Plastizität, typisch für die Haut der Wale.

## Verhalten

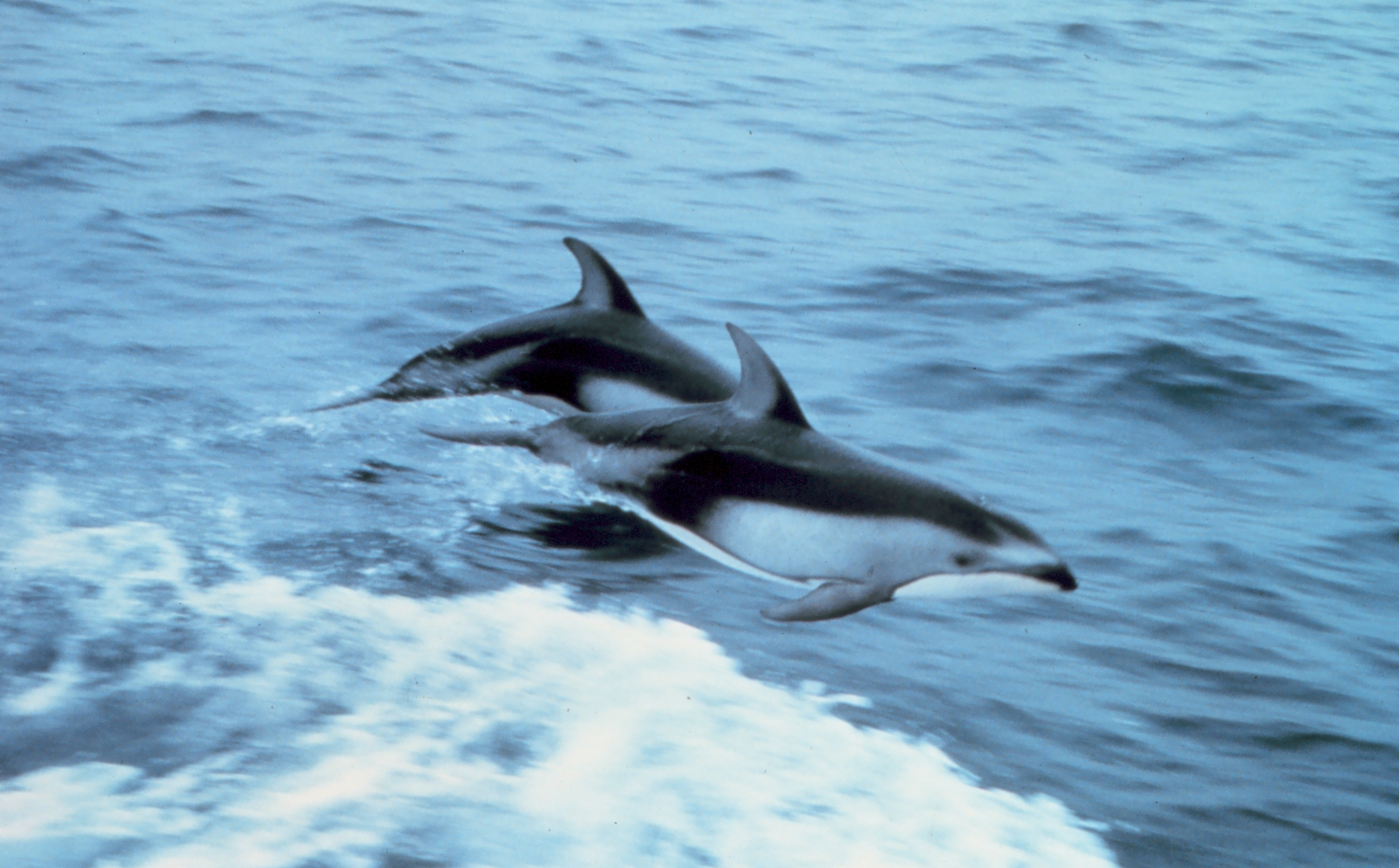
Weißstreifendelfine (Lagenorhynchus obliquidens)

Delfine sind schnelle Schwimmer, sie erreichen Geschwindigkeiten bis zu 55 Kilometer pro Stunde. Oft springen sie aus dem Wasser, zuweilen akrobatische Figuren ausführend (z. B. der Spinner-Delfin). Solche Sprünge werden als Spielverhalten und Kommunikation interpretiert. Daneben ermöglichen die Sprünge den Delfinen aber auch eine kraftsparendere Fortbewegung. Möglicherweise helfen Sprünge auch bei der Suche nach Futterplätzen, da sich Delfine damit an Möwenansammlungen orientieren können. Auf der Jagd können sie bis zu 300 Meter tief und 15 Minuten lang tauchen; die meisten Tauchzüge dauern jedoch wenige Minuten. Delfine sind bekannt dafür, dass sie sich Schiffen nähern, um auf den Wellen zu reiten.
Delfine sind soziale Tiere, die in Gruppen zusammenleben. Diese sogenannten Schulen können sich an Stellen mit viel Nahrung vorübergehend zu Ansammlungen von über 1000 Tieren zusammenschließen. Die Individuen verständigen sich mit Klicklauten, Pfeifen, Schnattern und anderen Geräuschen untereinander. Sie kommunizieren aber auch durch Körperkontakt mit ihren Artgenossen.
Durch hochfrequente Töne sind sie zudem in der Lage, ihre Umwelt mittels Echoortung wahrzunehmen.
Die Mitgliedschaft in den Gruppen ist nicht sehr fest, Wechsel zwischen ihnen kommen häufig vor. Dennoch können die Tiere starke Bindungen aneinander entwickeln, was sich besonders in der Unterstützung für verletzte oder kranke Artgenossen äußert.
Delfine schlafen, indem sie immer eine Gehirnhälfte einschlafen lassen und mit der anderen wach bleiben (Halbhirnschlaf). Dadurch wird die Atmung aufrechterhalten. Außerdem bleibt ein Auge beim Schlafen stets geöffnet, sodass Umgebung und mögliche Angreifer wahrgenommen werden können. In den Schlafphasen ist die Mobilität der Delfine eingeschränkt.
Wie alle Wale bringen Delfine stets nur ein Junges zur Welt. Die Tragzeit beträgt im Durchschnitt ein Jahr, variiert aber von Art zu Art. Die Kälber bleiben bis zu sechs Jahren bei ihren Muttertieren; sie beginnen im Alter von wenigen Monaten, selbstständig Nahrung zu suchen.
Erkenntnisse eines meeresbiologischen Forschungsteams deuten seit 2006 darauf hin, dass sich Große Tümmler mittels persönlicher Pfeiflaute identifizieren können. Damit geben sich die Tiere nicht nur individuell zu erkennen, sondern werden von Mitgliedern ihrer Gruppe mit diesem Pfeiflaut „angerufen“ und antworten auch darauf. Dieser Laut ist durch die Lautfolge und nicht durch die Charakteristik der Stimme definiert und wird daher wie ein Name verwendet, ein bis heute einzigartiges Phänomen im Tierreich.

## Ernährung

Delfinecho

Delfine sind schnelle Raubtiere, die ihre Beute aktiv jagen. Sie finden ihre Beute durch Echoortung und haben hierfür ein spezialisiertes Organ, die Melone. Im Allgemeinen besitzen Delfine gleichförmige konische Zähne, die dazu dienen, die Beute lediglich festzuhalten. Gefressen werden die gefangenen Fische oder Kalmare fast immer in einem Stück. Die Zähne sind an die jeweiligen Beutetiere angepasst: Arten mit sehr vielen Zähnen ernähren sich hauptsächlich von Fischen, während Arten mit weniger Zähnen meistens Kalmare jagen. Einige Delfine fangen manchmal Krustentiere. Als einziger Delfin ernährt sich der Schwertwal auch von anderen Meeressäugern wie Robben oder anderen Wal- und Delfinarten. Manche Delfine nutzen kooperative Strategien zur Jagd, wobei ein Beuteschwarm von der ganzen Schule umkreist oder an die Küste getrieben wird.
Das Säugen funktioniert wie bei allen Walen: Die Delfinmutter spritzt die fettreiche Milch aktiv durch die Muskulatur der Milchdrüsen in das Maul des Jungen, da dieses keine Lippen hat, mit denen es saugen könnte.

## Systematik

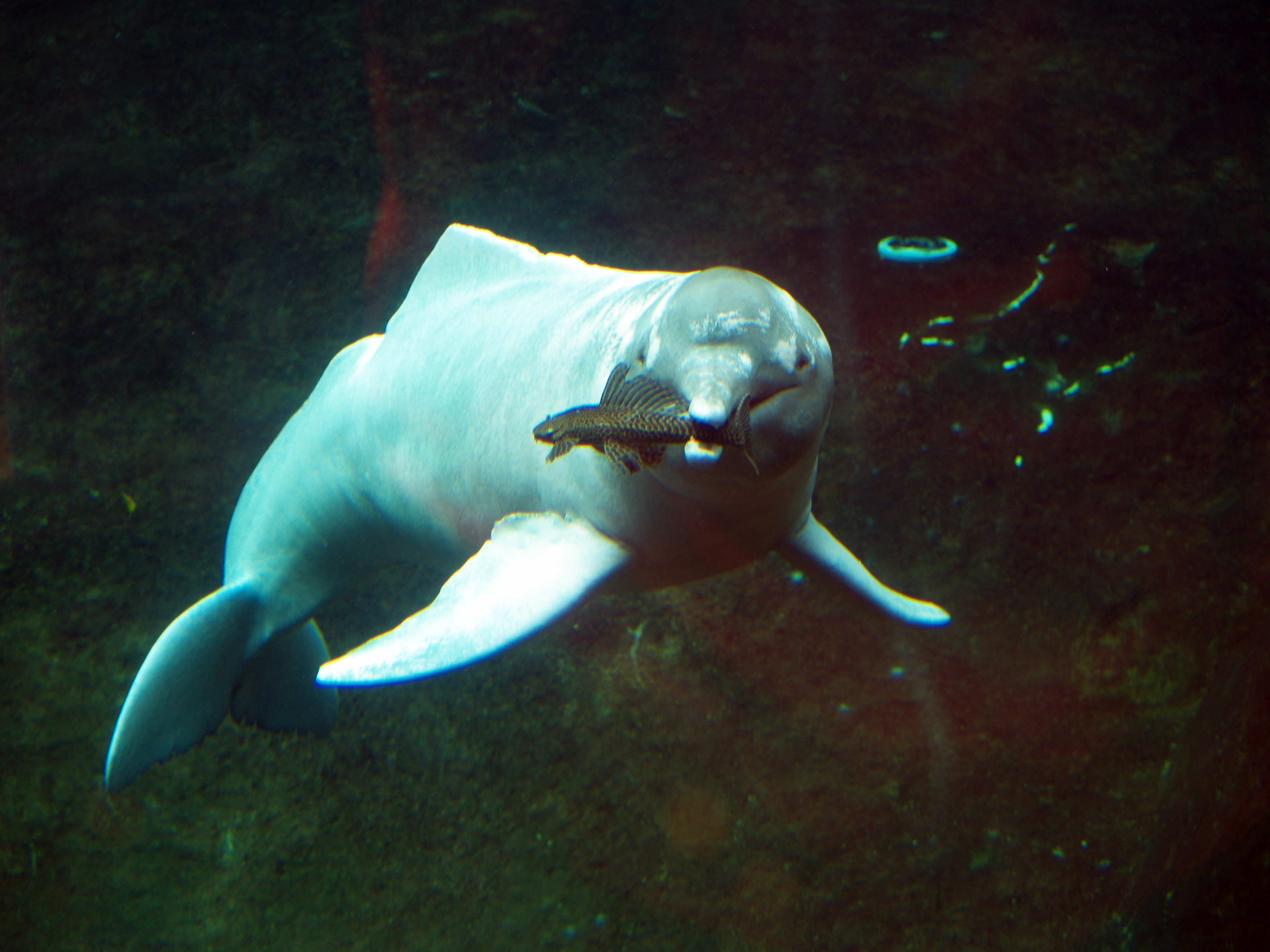
Amazonasdelfin (Inia geoffrensis)

### Äußere Systematik

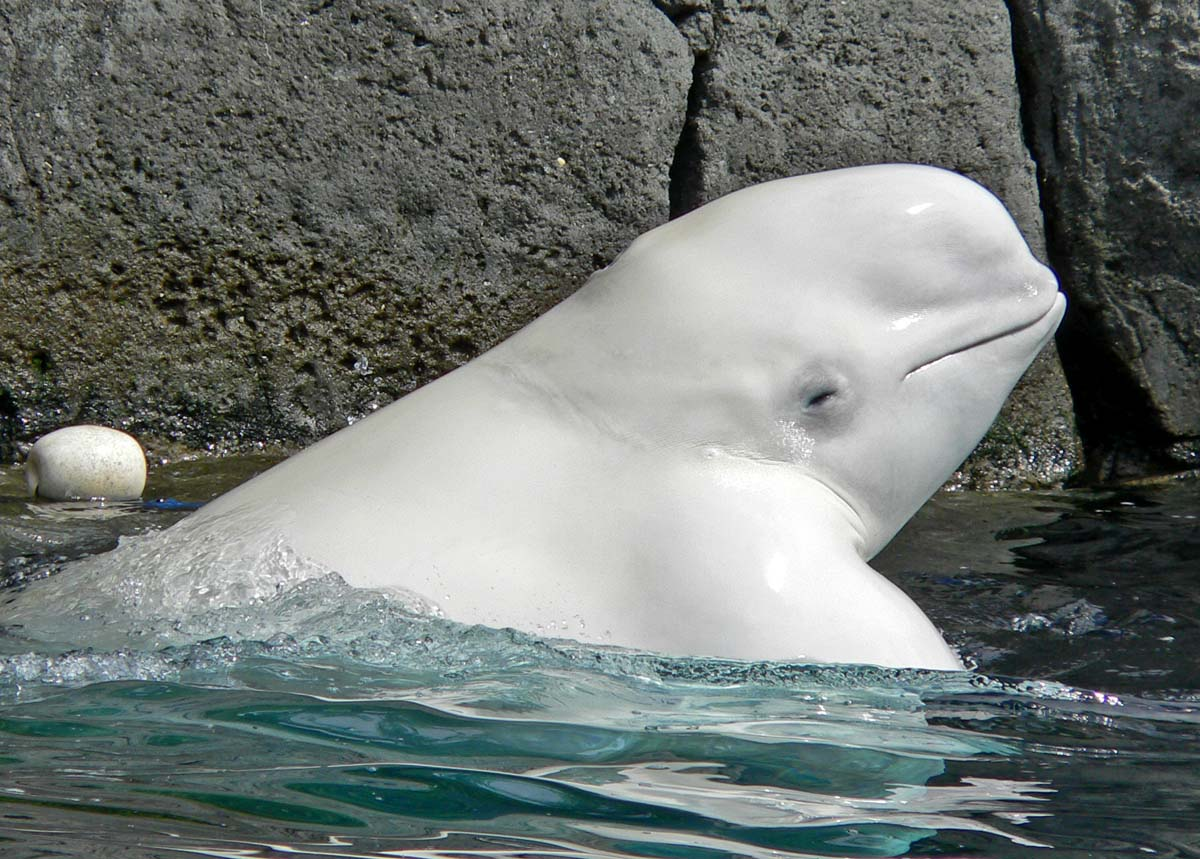
Weißwal (Delphinapterus leucas)

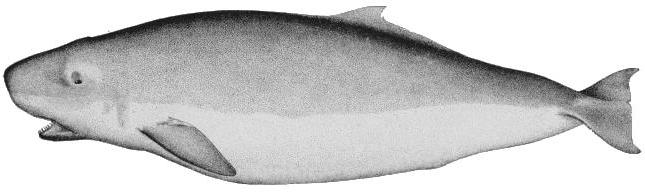
Zwergpottwal (Kogia breviceps)

Die Delfine sind Teil der Ordnung der Wale, innerhalb derer sie den Zahnwalen angehören. Dabei werden zehn Familien unterschieden.
Mit den Gründelwalen, zu denen der bekannte Weißwal und der Narwal zählen, und den Schweinswalen, deren Vertreter in den europäischen Gewässern auch als Kleiner Tümmler bezeichnet wurde, werden die Delfine in der Überfamilie Delfinartige (Delphinoidea) zusammengefasst. Das Schwestertaxon zu den Delfinartigen bilden die Flussdelfine (Amazonas-Flussdelfine, Chinesischer Flussdelfin und La-Plata-Delfin). Die zwei Arten der Gangesdelfine nehmen eine Sonderstellung ein und sind nicht näher mit den Delfinen oder Flussdelfinen verwandt. Die Verwandtschaftsverhältnisse, insbesondere der Flussdelfine untereinander, waren lange umstritten.
Phylogenetische Systematik der Zahnwale nach McGowen et al. (2020):
|  | Delfine (Delphinidae)                                                                     |
|  |                                                                                           |
|  | \| \| Gründelwale (Monodontidae) \| \| \| \| \| \| Schweinswale (Phocoenidae) \| \| \| \| |
|  |                                                                                           |
|  | Gründelwale (Monodontidae)                                                                |
|  |                                                                                           |
|  | Schweinswale (Phocoenidae)                                                                |
|  |                                                                                           |

|  | Gründelwale (Monodontidae) |
|  |                            |
|  | Schweinswale (Phocoenidae) |
|  |                            |

|  | \| \| La-Plata-Delfin (Pontoporiidae) \| \| \| \| \| \| Amazonas-Flussdelfine (Iniidae) \| \| \| \| |
|  | |
|  | Chinesischer Flussdelfin (Lipotidae)                                                                |
|  | |
|  | La-Plata-Delfin (Pontoporiidae)                                                                     |
|  | |
|  | Amazonas-Flussdelfine (Iniidae)                                                                     |
|  | |

|  | La-Plata-Delfin (Pontoporiidae) |
|  |                                 |
|  | Amazonas-Flussdelfine (Iniidae) |
|  |                                 |

|  | Delfine (Delphinidae)                                                                     |
|  |                                                                                           |
|  | \| \| Gründelwale (Monodontidae) \| \| \| \| \| \| Schweinswale (Phocoenidae) \| \| \| \| |
|  |                                                                                           |
|  | Gründelwale (Monodontidae)                                                                |
|  |                                                                                           |
|  | Schweinswale (Phocoenidae)                                                                |
|  |                                                                                           |

|  | Gründelwale (Monodontidae) |
|  |                            |
|  | Schweinswale (Phocoenidae) |
|  |                            |

|  | \| \| La-Plata-Delfin (Pontoporiidae) \| \| \| \| \| \| Amazonas-Flussdelfine (Iniidae) \| \| \| \| |
|  | |
|  | Chinesischer Flussdelfin (Lipotidae)                                                                |
|  | |
|  | La-Plata-Delfin (Pontoporiidae)                                                                     |
|  | |
|  | Amazonas-Flussdelfine (Iniidae)                                                                     |
|  | |

|  | La-Plata-Delfin (Pontoporiidae) |
|  |                                 |
|  | Amazonas-Flussdelfine (Iniidae) |
|  |                                 |

|  | Delfine (Delphinidae)                                                                     |
|  |                                                                                           |
|  | \| \| Gründelwale (Monodontidae) \| \| \| \| \| \| Schweinswale (Phocoenidae) \| \| \| \| |
|  |                                                                                           |
|  | Gründelwale (Monodontidae)                                                                |
|  |                                                                                           |
|  | Schweinswale (Phocoenidae)                                                                |
|  |                                                                                           |

|  | Gründelwale (Monodontidae) |
|  |                            |
|  | Schweinswale (Phocoenidae) |
|  |                            |

|  | \| \| La-Plata-Delfin (Pontoporiidae) \| \| \| \| \| \| Amazonas-Flussdelfine (Iniidae) \| \| \| \| |
|  | |
|  | Chinesischer Flussdelfin (Lipotidae)                                                                |
|  | |
|  | La-Plata-Delfin (Pontoporiidae)                                                                     |
|  | |
|  | Amazonas-Flussdelfine (Iniidae)                                                                     |
|  | |

|  | La-Plata-Delfin (Pontoporiidae) |
|  |                                 |
|  | Amazonas-Flussdelfine (Iniidae) |
|  |                                 |

|  | Delfine (Delphinidae)                                                                     |
|  |                                                                                           |
|  | \| \| Gründelwale (Monodontidae) \| \| \| \| \| \| Schweinswale (Phocoenidae) \| \| \| \| |
|  |                                                                                           |
|  | Gründelwale (Monodontidae)                                                                |
|  |                                                                                           |
|  | Schweinswale (Phocoenidae)                                                                |
|  |                                                                                           |

|  | Gründelwale (Monodontidae) |
|  |                            |
|  | Schweinswale (Phocoenidae) |
|  |                            |

|  | \| \| La-Plata-Delfin (Pontoporiidae) \| \| \| \| \| \| Amazonas-Flussdelfine (Iniidae) \| \| \| \| |
|  | |
|  | Chinesischer Flussdelfin (Lipotidae)                                                                |
|  | |
|  | La-Plata-Delfin (Pontoporiidae)                                                                     |
|  | |
|  | Amazonas-Flussdelfine (Iniidae)                                                                     |
|  | |

|  | La-Plata-Delfin (Pontoporiidae) |
|  |                                 |
|  | Amazonas-Flussdelfine (Iniidae) |
|  |                                 |

|  | Delfine (Delphinidae)                                                                     |
|  |                                                                                           |
|  | \| \| Gründelwale (Monodontidae) \| \| \| \| \| \| Schweinswale (Phocoenidae) \| \| \| \| |
|  |                                                                                           |
|  | Gründelwale (Monodontidae)                                                                |
|  |                                                                                           |
|  | Schweinswale (Phocoenidae)                                                                |
|  |                                                                                           |

|  | Gründelwale (Monodontidae) |
|  |                            |
|  | Schweinswale (Phocoenidae) |
|  |                            |

|  | \| \| La-Plata-Delfin (Pontoporiidae) \| \| \| \| \| \| Amazonas-Flussdelfine (Iniidae) \| \| \| \| |
|  | |
|  | Chinesischer Flussdelfin (Lipotidae)                                                                |
|  | |
|  | La-Plata-Delfin (Pontoporiidae)                                                                     |
|  | |
|  | Amazonas-Flussdelfine (Iniidae)                                                                     |
|  | |

|  | La-Plata-Delfin (Pontoporiidae) |
|  |                                 |
|  | Amazonas-Flussdelfine (Iniidae) |
|  |                                 |

|  | Delfine (Delphinidae)                                                                     |
|  |                                                                                           |
|  | \| \| Gründelwale (Monodontidae) \| \| \| \| \| \| Schweinswale (Phocoenidae) \| \| \| \| |
|  |                                                                                           |
|  | Gründelwale (Monodontidae)                                                                |
|  |                                                                                           |
|  | Schweinswale (Phocoenidae)                                                                |
|  |                                                                                           |

|  | Gründelwale (Monodontidae) |
|  |                            |
|  | Schweinswale (Phocoenidae) |
|  |                            |

|  | \| \| La-Plata-Delfin (Pontoporiidae) \| \| \| \| \| \| Amazonas-Flussdelfine (Iniidae) \| \| \| \| |
|  | |
|  | Chinesischer Flussdelfin (Lipotidae)                                                                |
|  | |
|  | La-Plata-Delfin (Pontoporiidae)                                                                     |
|  | |
|  | Amazonas-Flussdelfine (Iniidae)                                                                     |
|  | |

|  | La-Plata-Delfin (Pontoporiidae) |
|  |                                 |
|  | Amazonas-Flussdelfine (Iniidae) |
|  |                                 |

|  | Delfine (Delphinidae)                                                                     |
|  |                                                                                           |
|  | \| \| Gründelwale (Monodontidae) \| \| \| \| \| \| Schweinswale (Phocoenidae) \| \| \| \| |
|  |                                                                                           |
|  | Gründelwale (Monodontidae)                                                                |
|  |                                                                                           |
|  | Schweinswale (Phocoenidae)                                                                |
|  |                                                                                           |

|  | Gründelwale (Monodontidae) |
|  |                            |
|  | Schweinswale (Phocoenidae) |
|  |                            |

|  | \| \| La-Plata-Delfin (Pontoporiidae) \| \| \| \| \| \| Amazonas-Flussdelfine (Iniidae) \| \| \| \| |
|  | |
|  | Chinesischer Flussdelfin (Lipotidae)                                                                |
|  | |
|  | La-Plata-Delfin (Pontoporiidae)                                                                     |
|  | |
|  | Amazonas-Flussdelfine (Iniidae)                                                                     |
|  | |

|  | La-Plata-Delfin (Pontoporiidae) |
|  |                                 |
|  | Amazonas-Flussdelfine (Iniidae) |
|  |                                 |

|  | Delfine (Delphinidae)                                                                     |
|  |                                                                                           |
|  | \| \| Gründelwale (Monodontidae) \| \| \| \| \| \| Schweinswale (Phocoenidae) \| \| \| \| |
|  |                                                                                           |
|  | Gründelwale (Monodontidae)                                                                |
|  |                                                                                           |
|  | Schweinswale (Phocoenidae)                                                                |
|  |                                                                                           |

|  | Gründelwale (Monodontidae) |
|  |                            |
|  | Schweinswale (Phocoenidae) |
|  |                            |

|  | \| \| La-Plata-Delfin (Pontoporiidae) \| \| \| \| \| \| Amazonas-Flussdelfine (Iniidae) \| \| \| \| |
|  | |
|  | Chinesischer Flussdelfin (Lipotidae)                                                                |
|  | |
|  | La-Plata-Delfin (Pontoporiidae)                                                                     |
|  | |
|  | Amazonas-Flussdelfine (Iniidae)                                                                     |
|  | |

|  | La-Plata-Delfin (Pontoporiidae) |
|  |                                 |
|  | Amazonas-Flussdelfine (Iniidae) |
|  |                                 |

|  | Zwergpottwale (Kogiidae) |
|  |                          |
|  | Pottwale (Physeteridae)  |
|  |                          |

|  | Delfine (Delphinidae)                                                                     |
|  |                                                                                           |
|  | \| \| Gründelwale (Monodontidae) \| \| \| \| \| \| Schweinswale (Phocoenidae) \| \| \| \| |
|  |                                                                                           |
|  | Gründelwale (Monodontidae)                                                                |
|  |                                                                                           |
|  | Schweinswale (Phocoenidae)                                                                |
|  |                                                                                           |

|  | Gründelwale (Monodontidae) |
|  |                            |
|  | Schweinswale (Phocoenidae) |
|  |                            |

|  | \| \| La-Plata-Delfin (Pontoporiidae) \| \| \| \| \| \| Amazonas-Flussdelfine (Iniidae) \| \| \| \| |
|  | |
|  | Chinesischer Flussdelfin (Lipotidae)                                                                |
|  | |
|  | La-Plata-Delfin (Pontoporiidae)                                                                     |
|  | |
|  | Amazonas-Flussdelfine (Iniidae)                                                                     |
|  | |

|  | La-Plata-Delfin (Pontoporiidae) |
|  |                                 |
|  | Amazonas-Flussdelfine (Iniidae) |
|  |                                 |

|  | Delfine (Delphinidae)                                                                     |
|  |                                                                                           |
|  | \| \| Gründelwale (Monodontidae) \| \| \| \| \| \| Schweinswale (Phocoenidae) \| \| \| \| |
|  |                                                                                           |
|  | Gründelwale (Monodontidae)                                                                |
|  |                                                                                           |
|  | Schweinswale (Phocoenidae)                                                                |
|  |                                                                                           |

|  | Gründelwale (Monodontidae) |
|  |                            |
|  | Schweinswale (Phocoenidae) |
|  |                            |

|  | \| \| La-Plata-Delfin (Pontoporiidae) \| \| \| \| \| \| Amazonas-Flussdelfine (Iniidae) \| \| \| \| |
|  | |
|  | Chinesischer Flussdelfin (Lipotidae)                                                                |
|  | |
|  | La-Plata-Delfin (Pontoporiidae)                                                                     |
|  | |
|  | Amazonas-Flussdelfine (Iniidae)                                                                     |
|  | |

|  | La-Plata-Delfin (Pontoporiidae) |
|  |                                 |
|  | Amazonas-Flussdelfine (Iniidae) |
|  |                                 |

|  | Delfine (Delphinidae)                                                                     |
|  |                                                                                           |
|  | \| \| Gründelwale (Monodontidae) \| \| \| \| \| \| Schweinswale (Phocoenidae) \| \| \| \| |
|  |                                                                                           |
|  | Gründelwale (Monodontidae)                                                                |
|  |                                                                                           |
|  | Schweinswale (Phocoenidae)                                                                |
|  |                                                                                           |

|  | Gründelwale (Monodontidae) |
|  |                            |
|  | Schweinswale (Phocoenidae) |
|  |                            |

|  | \| \| La-Plata-Delfin (Pontoporiidae) \| \| \| \| \| \| Amazonas-Flussdelfine (Iniidae) \| \| \| \| |
|  | |
|  | Chinesischer Flussdelfin (Lipotidae)                                                                |
|  | |
|  | La-Plata-Delfin (Pontoporiidae)                                                                     |
|  | |
|  | Amazonas-Flussdelfine (Iniidae)                                                                     |
|  | |

|  | La-Plata-Delfin (Pontoporiidae) |
|  |                                 |
|  | Amazonas-Flussdelfine (Iniidae) |
|  |                                 |

|  | Delfine (Delphinidae)                                                                     |
|  |                                                                                           |
|  | \| \| Gründelwale (Monodontidae) \| \| \| \| \| \| Schweinswale (Phocoenidae) \| \| \| \| |
|  |                                                                                           |
|  | Gründelwale (Monodontidae)                                                                |
|  |                                                                                           |
|  | Schweinswale (Phocoenidae)                                                                |
|  |                                                                                           |

|  | Gründelwale (Monodontidae) |
|  |                            |
|  | Schweinswale (Phocoenidae) |
|  |                            |

|  | \| \| La-Plata-Delfin (Pontoporiidae) \| \| \| \| \| \| Amazonas-Flussdelfine (Iniidae) \| \| \| \| |
|  | |
|  | Chinesischer Flussdelfin (Lipotidae)                                                                |
|  | |
|  | La-Plata-Delfin (Pontoporiidae)                                                                     |
|  | |
|  | Amazonas-Flussdelfine (Iniidae)                                                                     |
|  | |

|  | La-Plata-Delfin (Pontoporiidae) |
|  |                                 |
|  | Amazonas-Flussdelfine (Iniidae) |
|  |                                 |

|  | Delfine (Delphinidae)                                                                     |
|  |                                                                                           |
|  | \| \| Gründelwale (Monodontidae) \| \| \| \| \| \| Schweinswale (Phocoenidae) \| \| \| \| |
|  |                                                                                           |
|  | Gründelwale (Monodontidae)                                                                |
|  |                                                                                           |
|  | Schweinswale (Phocoenidae)                                                                |
|  |                                                                                           |

|  | Gründelwale (Monodontidae) |
|  |                            |
|  | Schweinswale (Phocoenidae) |
|  |                            |

|  | \| \| La-Plata-Delfin (Pontoporiidae) \| \| \| \| \| \| Amazonas-Flussdelfine (Iniidae) \| \| \| \| |
|  | |
|  | Chinesischer Flussdelfin (Lipotidae)                                                                |
|  | |
|  | La-Plata-Delfin (Pontoporiidae)                                                                     |
|  | |
|  | Amazonas-Flussdelfine (Iniidae)                                                                     |
|  | |

|  | La-Plata-Delfin (Pontoporiidae) |
|  |                                 |
|  | Amazonas-Flussdelfine (Iniidae) |
|  |                                 |

|  | Delfine (Delphinidae)                                                                     |
|  |                                                                                           |
|  | \| \| Gründelwale (Monodontidae) \| \| \| \| \| \| Schweinswale (Phocoenidae) \| \| \| \| |
|  |                                                                                           |
|  | Gründelwale (Monodontidae)                                                                |
|  |                                                                                           |
|  | Schweinswale (Phocoenidae)                                                                |
|  |                                                                                           |

|  | Gründelwale (Monodontidae) |
|  |                            |
|  | Schweinswale (Phocoenidae) |
|  |                            |

|  | \| \| La-Plata-Delfin (Pontoporiidae) \| \| \| \| \| \| Amazonas-Flussdelfine (Iniidae) \| \| \| \| |
|  | |
|  | Chinesischer Flussdelfin (Lipotidae)                                                                |
|  | |
|  | La-Plata-Delfin (Pontoporiidae)                                                                     |
|  | |
|  | Amazonas-Flussdelfine (Iniidae)                                                                     |
|  | |

|  | La-Plata-Delfin (Pontoporiidae) |
|  |                                 |
|  | Amazonas-Flussdelfine (Iniidae) |
|  |                                 |

|  | Delfine (Delphinidae)                                                                     |
|  |                                                                                           |
|  | \| \| Gründelwale (Monodontidae) \| \| \| \| \| \| Schweinswale (Phocoenidae) \| \| \| \| |
|  |                                                                                           |
|  | Gründelwale (Monodontidae)                                                                |
|  |                                                                                           |
|  | Schweinswale (Phocoenidae)                                                                |
|  |                                                                                           |

|  | Gründelwale (Monodontidae) |
|  |                            |
|  | Schweinswale (Phocoenidae) |
|  |                            |

|  | \| \| La-Plata-Delfin (Pontoporiidae) \| \| \| \| \| \| Amazonas-Flussdelfine (Iniidae) \| \| \| \| |
|  | |
|  | Chinesischer Flussdelfin (Lipotidae)                                                                |
|  | |
|  | La-Plata-Delfin (Pontoporiidae)                                                                     |
|  | |
|  | Amazonas-Flussdelfine (Iniidae)                                                                     |
|  | |

|  | La-Plata-Delfin (Pontoporiidae) |
|  |                                 |
|  | Amazonas-Flussdelfine (Iniidae) |
|  |                                 |

|  | Delfine (Delphinidae)                                                                     |
|  |                                                                                           |
|  | \| \| Gründelwale (Monodontidae) \| \| \| \| \| \| Schweinswale (Phocoenidae) \| \| \| \| |
|  |                                                                                           |
|  | Gründelwale (Monodontidae)                                                                |
|  |                                                                                           |
|  | Schweinswale (Phocoenidae)                                                                |
|  |                                                                                           |

|  | Gründelwale (Monodontidae) |
|  |                            |
|  | Schweinswale (Phocoenidae) |
|  |                            |

|  | \| \| La-Plata-Delfin (Pontoporiidae) \| \| \| \| \| \| Amazonas-Flussdelfine (Iniidae) \| \| \| \| |
|  | |
|  | Chinesischer Flussdelfin (Lipotidae)                                                                |
|  | |
|  | La-Plata-Delfin (Pontoporiidae)                                                                     |
|  | |
|  | Amazonas-Flussdelfine (Iniidae)                                                                     |
|  | |

|  | La-Plata-Delfin (Pontoporiidae) |
|  |                                 |
|  | Amazonas-Flussdelfine (Iniidae) |
|  |                                 |

|  | Zwergpottwale (Kogiidae) |
|  |                          |
|  | Pottwale (Physeteridae)  |
|  |                          |

### Innere Systematik
Die innere Systematik der Delfine ist noch nicht restlos geklärt. Anhand genetischer Unterschiede können drei Unterfamilien unterschieden werden, die den tatsächlichen Abstammungsverhältnissen entsprechen dürften.
Nicht monophyletisch ist die Gattung Stenella (Fleckendelfine). Umstritten und Gegenstand aktueller Forschung ist die Systematik der Gattung Tursiops (Große Tümmler). Die Society for Marine Mammalogy geht aktuell von drei Arten aus, wobei der ebenfalls nach genetischen Tests beschriebene Burrunan-Delfin nicht berücksichtigt wird.

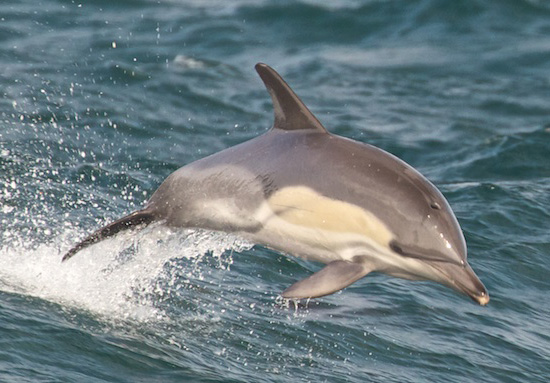
Gemeiner Delfin

Borneodelfin

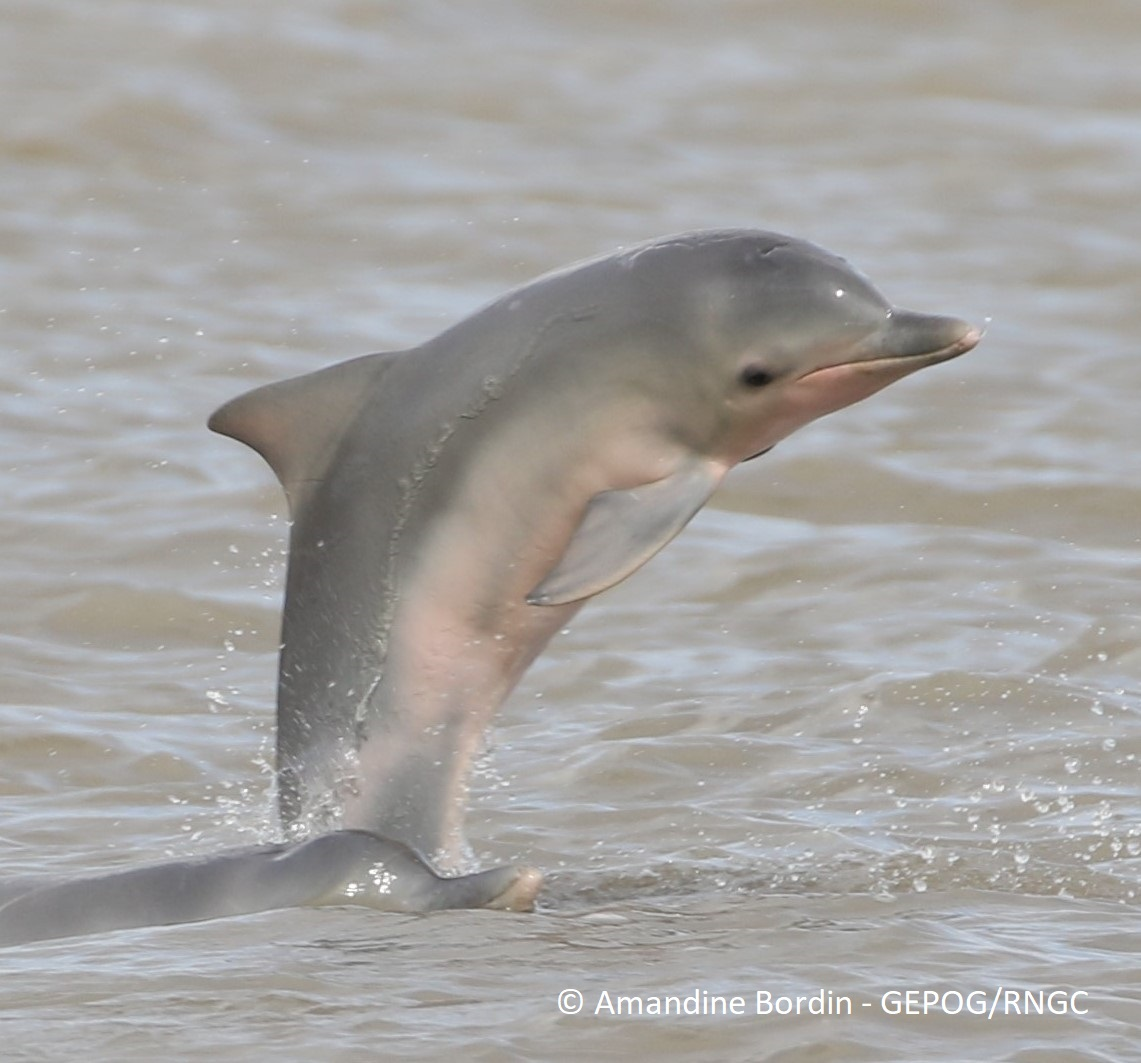
Guyana-Delfin

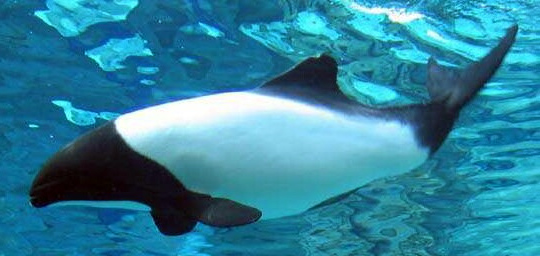
Commerson-Delfin

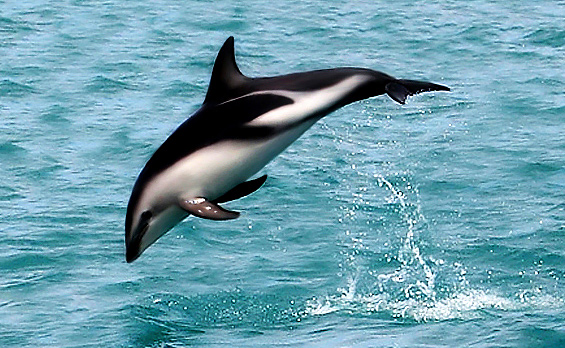
Schwarzdelfin

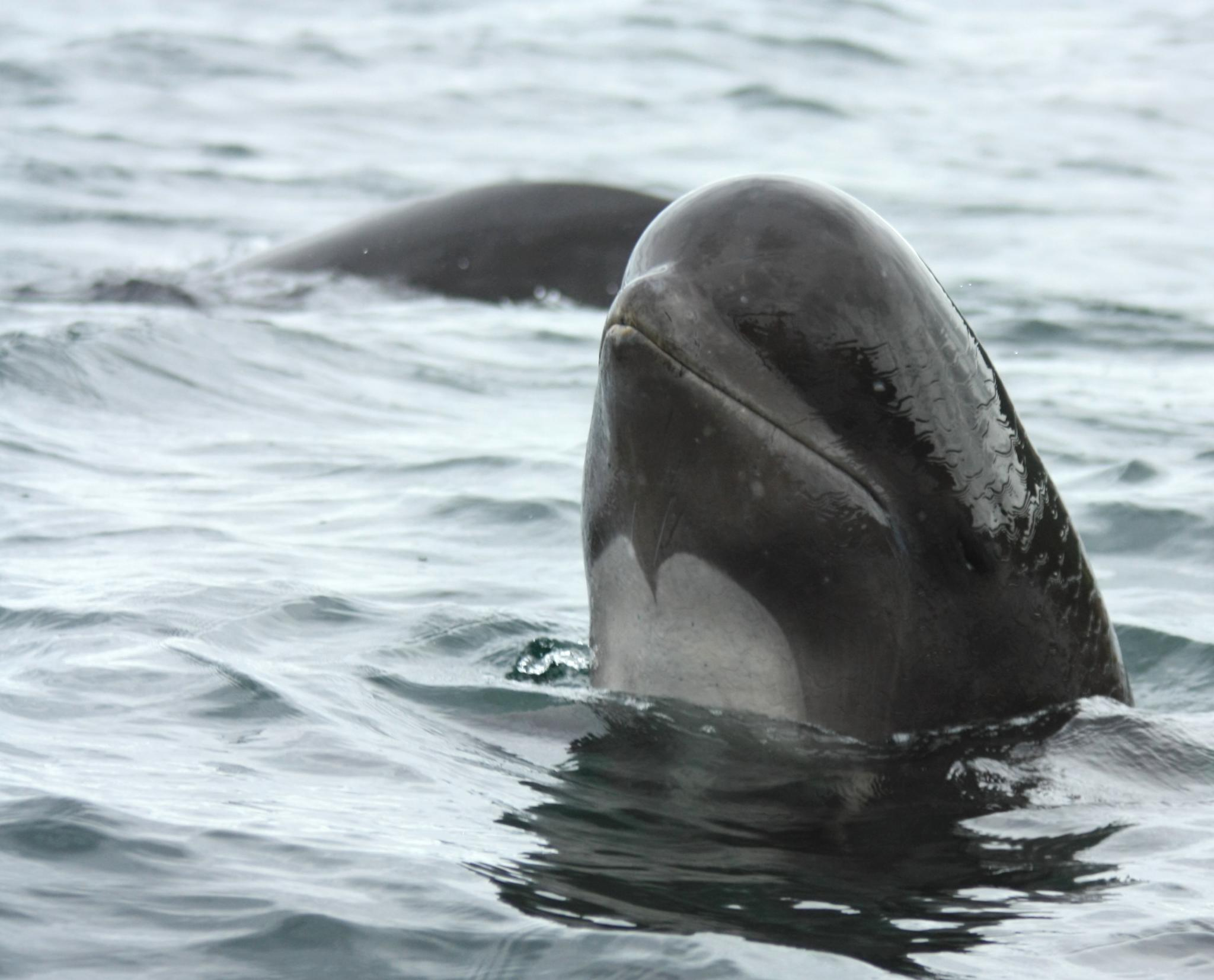
Grindwal

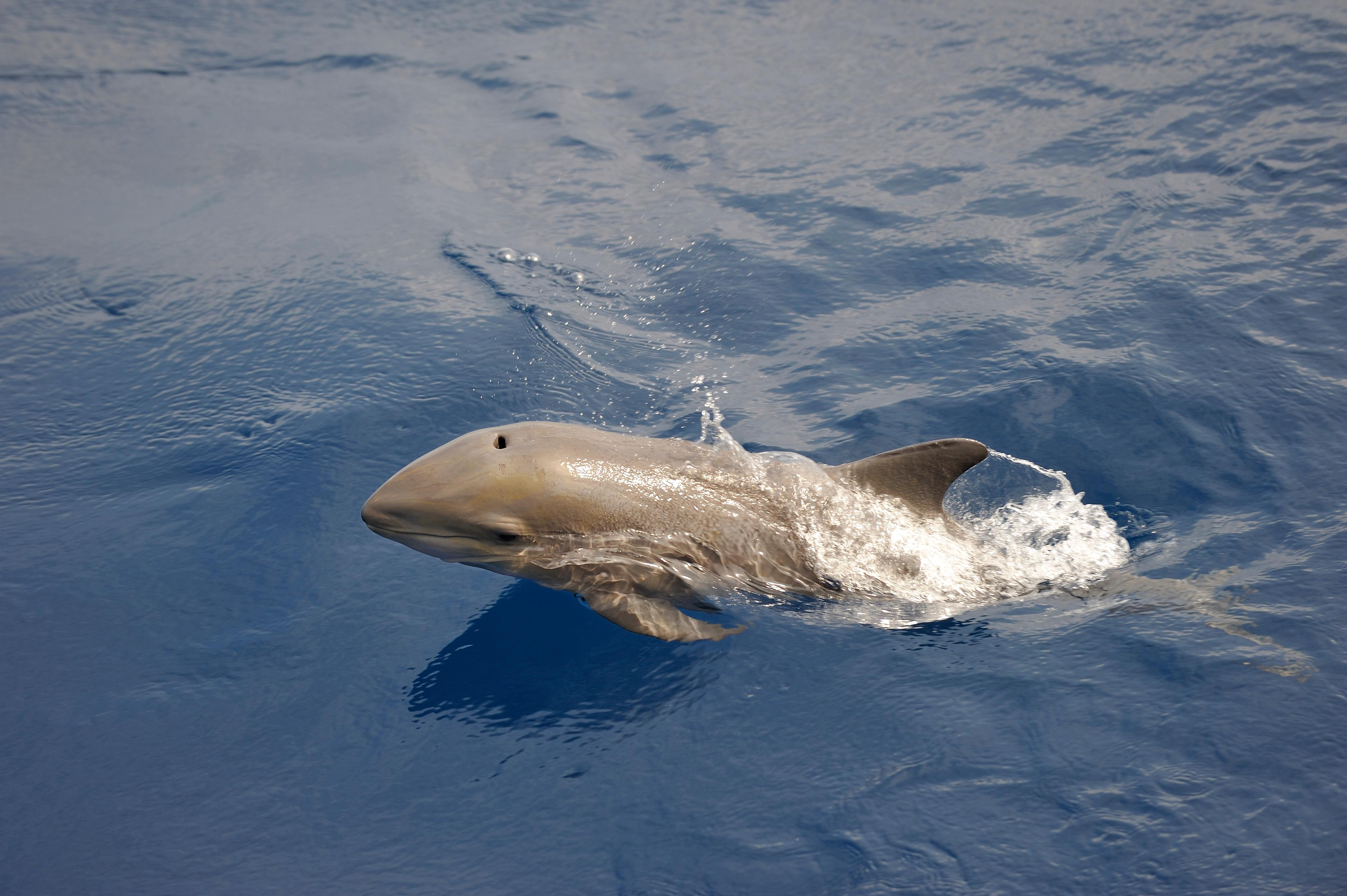
Breitschnabeldelfin

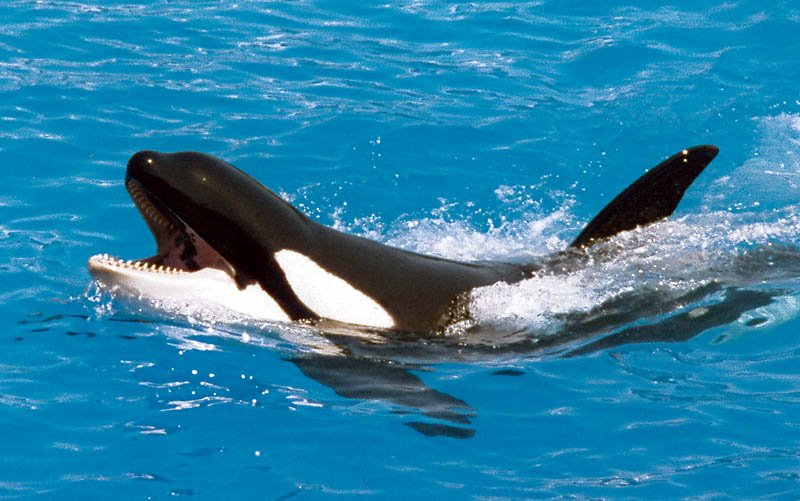
Orca oder Großer Schwertwal

Folgende Unterfamilien, Gattungen und Arten werden unterschieden:
- Unterfamilie Delphininae
  - Gattung Delphinus
    - Gemeiner Delfin (Delphinus delphis)

  - Gattung Lagenodelphis
    - Borneodelfin (Lagenodelphis hosei)

  - Gattung Fleckendelfine (Stenella)
    - Schlankdelfin (Stenella attenuata)
    - Clymene-Delfin (Stenella clymene)
    - Blau-Weißer Delfin (Stenella coeruleoalba)
    - Zügeldelfin (Stenella frontalis)
    - Ostpazifischer Delfin (Stenella longirostris)

  - Gattung Sotalia
    - Amazonas-Sotalia (Sotalia fluviatilis)
    - Guyana-Delfin (Sotalia guianensis)

  - Gattung Sousa
    - Chinesischer Weißer Delfin (Sousa chinensis)
    - Bleifarbener Delfin (Sousa plumbea)
    - Australischer Buckeldelfin (Sousa sahulensis)
    - Kamerunflussdelfin (Sousa teuszii)

  - Gattung Tursiops
    - Indopazifischer Großer Tümmler (Tursiops aduncus)
    - Tamanends Großer Tümmler (Tursiops erebennus)
    - Gewöhnlicher Großer Tümmler (Tursiops truncatus)
    - Burrunan-Delfin (Tursiops australis)
- Unterfamilie Lissodelphininae
  - Gattung Aethalodelphis[13]
    - Schwarzdelfin (Aethalodelphis obscurus)
    - Weißstreifendelfin (Aethalodelphis obliquidens)

  - Gattung Schwarz-Weiß-Delfine (Cephalorhynchus)
    - Peale-Delfin (Cephalorhynchus australis)
    - Stundenglasdelfin (Cephalorhynchus cruciger)
    - Hector-Delfin (Cephalorhynchus hectori) mit dem Maui-Delfin (C. hectori maui) als Unterart
    - Heaviside-Delfin (Cephalorhynchus heavisidii)
    - Weißbauchdelfin (Cephalorhynchus eutropia)
    - Commerson-Delfin (Cephalorhynchus commersonii)

  - Gattung Glattdelfine (Lissodelphis)
    - Nördlicher Glattdelfin (Lissodelphis borealis)
    - Südlicher Glattdelfin (Lissodelphis peronii)
- Unterfamilie Globicephalinae
  - Gattung Feresa
    - Zwerggrindwal (Feresa attenuata)

  - Gattung Grampus
    - Rundkopfdelfin (Grampus griseus)

  - Gattung Grindwale (Globicephala)
    - Gewöhnlicher Grindwal (Globicephala melas)
    - Kurzflossen-Grindwal (Globicephala macrorhynchus)

  - Gattung Orcaella
    - Irawadidelfin (Orcaella brevirostris)
    - Australischer Stupsfinnendelfin (Orcaella heinsohni)

  - Gattung Peponocephala
    - Breitschnabeldelfin (Peponocephala electra)

  - Gattung Pseudorca
    - Kleiner Schwertwal (Pseudorca crassidens)

  - Gattung Steno
    - Rauzahndelfin (Steno bredanensis)
- Unterfamilie incertae sedis
  - Gattung Orcinus
    - Großer Schwertwal oder Orca (Orcinus orca)

  - Weißschnauzendelfin (Lagenorhynchus albirostris)
  - Weißseitendelfin (Leucopleurus acutus)

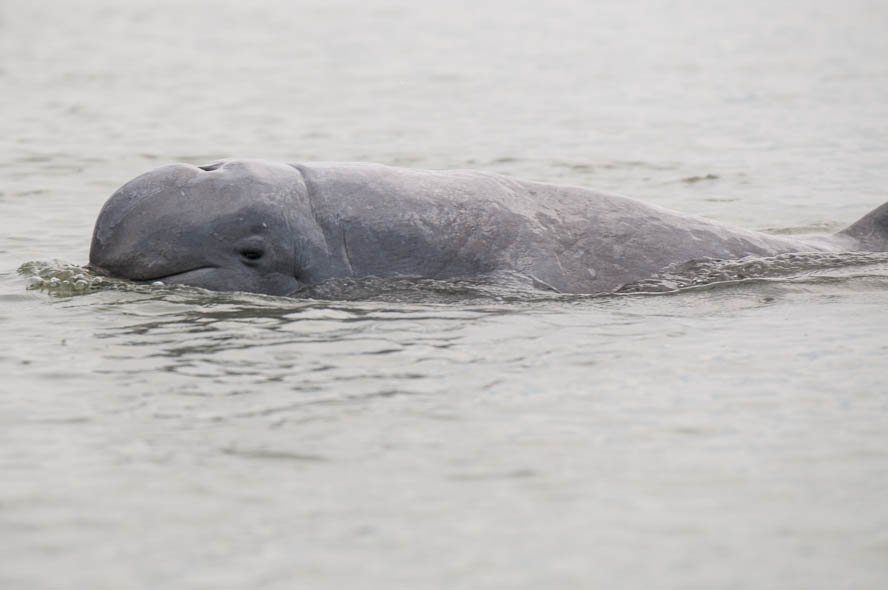
Irawadidelfin

Das folgende Kladogramm beruht auf den Vergleich von über 3000 Kerngenen und dem vollständigen mitochondrialen Genom:
|  | Glattdelfine (Lissodelphis)                                                               |
|  |                                                                                           |
|  | \| \| Aethalodelphis \| \| \| \| \| \| Schwarz-Weiß-Delfine (Cephalorhynchus) \| \| \| \| |
|  |                                                                                           |
|  | Aethalodelphis                                                                            |
|  |                                                                                           |
|  | Schwarz-Weiß-Delfine (Cephalorhynchus)                                                    |
|  |                                                                                           |

|  | Aethalodelphis                         |
|  |                                        |
|  | Schwarz-Weiß-Delfine (Cephalorhynchus) |
|  |                                        |

|  | Rundkopfdelfin (Grampus griseus)                                                                         |
|  | |
|  | \| \| Breitschnabeldelfin (Peponocephala electra) \| \| \| \| \| \| Grindwale (Globicephala) \| \| \| \| |
|  | |
|  | Breitschnabeldelfin (Peponocephala electra)                                                              |
|  | |
|  | Grindwale (Globicephala)                                                                                 |
|  | |

|  | Breitschnabeldelfin (Peponocephala electra) |
|  |                                             |
|  | Grindwale (Globicephala)                    |
|  |                                             |

|  | Rundkopfdelfin (Grampus griseus)                                                                         |
|  | |
|  | \| \| Breitschnabeldelfin (Peponocephala electra) \| \| \| \| \| \| Grindwale (Globicephala) \| \| \| \| |
|  | |
|  | Breitschnabeldelfin (Peponocephala electra)                                                              |
|  | |
|  | Grindwale (Globicephala)                                                                                 |
|  | |

|  | Breitschnabeldelfin (Peponocephala electra) |
|  |                                             |
|  | Grindwale (Globicephala)                    |
|  |                                             |

|  | Rundkopfdelfin (Grampus griseus)                                                                         |
|  | |
|  | \| \| Breitschnabeldelfin (Peponocephala electra) \| \| \| \| \| \| Grindwale (Globicephala) \| \| \| \| |
|  | |
|  | Breitschnabeldelfin (Peponocephala electra)                                                              |
|  | |
|  | Grindwale (Globicephala)                                                                                 |
|  | |

|  | Breitschnabeldelfin (Peponocephala electra) |
|  |                                             |
|  | Grindwale (Globicephala)                    |
|  |                                             |

|  | Rundkopfdelfin (Grampus griseus)                                                                         |
|  | |
|  | \| \| Breitschnabeldelfin (Peponocephala electra) \| \| \| \| \| \| Grindwale (Globicephala) \| \| \| \| |
|  | |
|  | Breitschnabeldelfin (Peponocephala electra)                                                              |
|  | |
|  | Grindwale (Globicephala)                                                                                 |
|  | |

|  | Breitschnabeldelfin (Peponocephala electra) |
|  |                                             |
|  | Grindwale (Globicephala)                    |
|  |                                             |

|  | Tursiops                                                                                                   |
|  | |
|  | \| \| Borneodelfin (Lagenodelphis hosei) \| \| \| \| \| \| Gemeiner Delfin (Delphinus delphis) \| \| \| \| |
|  | |
|  | Borneodelfin (Lagenodelphis hosei)                                                                         |
|  | |
|  | Gemeiner Delfin (Delphinus delphis)                                                                        |
|  | |

|  | Borneodelfin (Lagenodelphis hosei)  |
|  |                                     |
|  | Gemeiner Delfin (Delphinus delphis) |
|  |                                     |

|  | Tursiops                                                                                                   |
|  | |
|  | \| \| Borneodelfin (Lagenodelphis hosei) \| \| \| \| \| \| Gemeiner Delfin (Delphinus delphis) \| \| \| \| |
|  | |
|  | Borneodelfin (Lagenodelphis hosei)                                                                         |
|  | |
|  | Gemeiner Delfin (Delphinus delphis)                                                                        |
|  | |

|  | Borneodelfin (Lagenodelphis hosei)  |
|  |                                     |
|  | Gemeiner Delfin (Delphinus delphis) |
|  |                                     |

|  | Tursiops                                                                                                   |
|  | |
|  | \| \| Borneodelfin (Lagenodelphis hosei) \| \| \| \| \| \| Gemeiner Delfin (Delphinus delphis) \| \| \| \| |
|  | |
|  | Borneodelfin (Lagenodelphis hosei)                                                                         |
|  | |
|  | Gemeiner Delfin (Delphinus delphis)                                                                        |
|  | |

|  | Borneodelfin (Lagenodelphis hosei)  |
|  |                                     |
|  | Gemeiner Delfin (Delphinus delphis) |
|  |                                     |

|  | Tursiops                                                                                                   |
|  | |
|  | \| \| Borneodelfin (Lagenodelphis hosei) \| \| \| \| \| \| Gemeiner Delfin (Delphinus delphis) \| \| \| \| |
|  | |
|  | Borneodelfin (Lagenodelphis hosei)                                                                         |
|  | |
|  | Gemeiner Delfin (Delphinus delphis)                                                                        |
|  | |

|  | Borneodelfin (Lagenodelphis hosei)  |
|  |                                     |
|  | Gemeiner Delfin (Delphinus delphis) |
|  |                                     |

|  | Rundkopfdelfin (Grampus griseus)                                                                         |
|  | |
|  | \| \| Breitschnabeldelfin (Peponocephala electra) \| \| \| \| \| \| Grindwale (Globicephala) \| \| \| \| |
|  | |
|  | Breitschnabeldelfin (Peponocephala electra)                                                              |
|  | |
|  | Grindwale (Globicephala)                                                                                 |
|  | |

|  | Breitschnabeldelfin (Peponocephala electra) |
|  |                                             |
|  | Grindwale (Globicephala)                    |
|  |                                             |

|  | Rundkopfdelfin (Grampus griseus)                                                                         |
|  | |
|  | \| \| Breitschnabeldelfin (Peponocephala electra) \| \| \| \| \| \| Grindwale (Globicephala) \| \| \| \| |
|  | |
|  | Breitschnabeldelfin (Peponocephala electra)                                                              |
|  | |
|  | Grindwale (Globicephala)                                                                                 |
|  | |

|  | Breitschnabeldelfin (Peponocephala electra) |
|  |                                             |
|  | Grindwale (Globicephala)                    |
|  |                                             |

|  | Rundkopfdelfin (Grampus griseus)                                                                         |
|  | |
|  | \| \| Breitschnabeldelfin (Peponocephala electra) \| \| \| \| \| \| Grindwale (Globicephala) \| \| \| \| |
|  | |
|  | Breitschnabeldelfin (Peponocephala electra)                                                              |
|  | |
|  | Grindwale (Globicephala)                                                                                 |
|  | |

|  | Breitschnabeldelfin (Peponocephala electra) |
|  |                                             |
|  | Grindwale (Globicephala)                    |
|  |                                             |

|  | Rundkopfdelfin (Grampus griseus)                                                                         |
|  | |
|  | \| \| Breitschnabeldelfin (Peponocephala electra) \| \| \| \| \| \| Grindwale (Globicephala) \| \| \| \| |
|  | |
|  | Breitschnabeldelfin (Peponocephala electra)                                                              |
|  | |
|  | Grindwale (Globicephala)                                                                                 |
|  | |

|  | Breitschnabeldelfin (Peponocephala electra) |
|  |                                             |
|  | Grindwale (Globicephala)                    |
|  |                                             |

|  | Tursiops                                                                                                   |
|  | |
|  | \| \| Borneodelfin (Lagenodelphis hosei) \| \| \| \| \| \| Gemeiner Delfin (Delphinus delphis) \| \| \| \| |
|  | |
|  | Borneodelfin (Lagenodelphis hosei)                                                                         |
|  | |
|  | Gemeiner Delfin (Delphinus delphis)                                                                        |
|  | |

|  | Borneodelfin (Lagenodelphis hosei)  |
|  |                                     |
|  | Gemeiner Delfin (Delphinus delphis) |
|  |                                     |

|  | Tursiops                                                                                                   |
|  | |
|  | \| \| Borneodelfin (Lagenodelphis hosei) \| \| \| \| \| \| Gemeiner Delfin (Delphinus delphis) \| \| \| \| |
|  | |
|  | Borneodelfin (Lagenodelphis hosei)                                                                         |
|  | |
|  | Gemeiner Delfin (Delphinus delphis)                                                                        |
|  | |

|  | Borneodelfin (Lagenodelphis hosei)  |
|  |                                     |
|  | Gemeiner Delfin (Delphinus delphis) |
|  |                                     |

|  | Tursiops                                                                                                   |
|  | |
|  | \| \| Borneodelfin (Lagenodelphis hosei) \| \| \| \| \| \| Gemeiner Delfin (Delphinus delphis) \| \| \| \| |
|  | |
|  | Borneodelfin (Lagenodelphis hosei)                                                                         |
|  | |
|  | Gemeiner Delfin (Delphinus delphis)                                                                        |
|  | |

|  | Borneodelfin (Lagenodelphis hosei)  |
|  |                                     |
|  | Gemeiner Delfin (Delphinus delphis) |
|  |                                     |

|  | Tursiops                                                                                                   |
|  | |
|  | \| \| Borneodelfin (Lagenodelphis hosei) \| \| \| \| \| \| Gemeiner Delfin (Delphinus delphis) \| \| \| \| |
|  | |
|  | Borneodelfin (Lagenodelphis hosei)                                                                         |
|  | |
|  | Gemeiner Delfin (Delphinus delphis)                                                                        |
|  | |

|  | Borneodelfin (Lagenodelphis hosei)  |
|  |                                     |
|  | Gemeiner Delfin (Delphinus delphis) |
|  |                                     |

|  | Glattdelfine (Lissodelphis)                                                               |
|  |                                                                                           |
|  | \| \| Aethalodelphis \| \| \| \| \| \| Schwarz-Weiß-Delfine (Cephalorhynchus) \| \| \| \| |
|  |                                                                                           |
|  | Aethalodelphis                                                                            |
|  |                                                                                           |
|  | Schwarz-Weiß-Delfine (Cephalorhynchus)                                                    |
|  |                                                                                           |

|  | Aethalodelphis                         |
|  |                                        |
|  | Schwarz-Weiß-Delfine (Cephalorhynchus) |
|  |                                        |

|  | Rundkopfdelfin (Grampus griseus)                                                                         |
|  | |
|  | \| \| Breitschnabeldelfin (Peponocephala electra) \| \| \| \| \| \| Grindwale (Globicephala) \| \| \| \| |
|  | |
|  | Breitschnabeldelfin (Peponocephala electra)                                                              |
|  | |
|  | Grindwale (Globicephala)                                                                                 |
|  | |

|  | Breitschnabeldelfin (Peponocephala electra) |
|  |                                             |
|  | Grindwale (Globicephala)                    |
|  |                                             |

|  | Rundkopfdelfin (Grampus griseus)                                                                         |
|  | |
|  | \| \| Breitschnabeldelfin (Peponocephala electra) \| \| \| \| \| \| Grindwale (Globicephala) \| \| \| \| |
|  | |
|  | Breitschnabeldelfin (Peponocephala electra)                                                              |
|  | |
|  | Grindwale (Globicephala)                                                                                 |
|  | |

|  | Breitschnabeldelfin (Peponocephala electra) |
|  |                                             |
|  | Grindwale (Globicephala)                    |
|  |                                             |

|  | Rundkopfdelfin (Grampus griseus)                                                                         |
|  | |
|  | \| \| Breitschnabeldelfin (Peponocephala electra) \| \| \| \| \| \| Grindwale (Globicephala) \| \| \| \| |
|  | |
|  | Breitschnabeldelfin (Peponocephala electra)                                                              |
|  | |
|  | Grindwale (Globicephala)                                                                                 |
|  | |

|  | Breitschnabeldelfin (Peponocephala electra) |
|  |                                             |
|  | Grindwale (Globicephala)                    |
|  |                                             |

|  | Rundkopfdelfin (Grampus griseus)                                                                         |
|  | |
|  | \| \| Breitschnabeldelfin (Peponocephala electra) \| \| \| \| \| \| Grindwale (Globicephala) \| \| \| \| |
|  | |
|  | Breitschnabeldelfin (Peponocephala electra)                                                              |
|  | |
|  | Grindwale (Globicephala)                                                                                 |
|  | |

|  | Breitschnabeldelfin (Peponocephala electra) |
|  |                                             |
|  | Grindwale (Globicephala)                    |
|  |                                             |

|  | Tursiops                                                                                                   |
|  | |
|  | \| \| Borneodelfin (Lagenodelphis hosei) \| \| \| \| \| \| Gemeiner Delfin (Delphinus delphis) \| \| \| \| |
|  | |
|  | Borneodelfin (Lagenodelphis hosei)                                                                         |
|  | |
|  | Gemeiner Delfin (Delphinus delphis)                                                                        |
|  | |

|  | Borneodelfin (Lagenodelphis hosei)  |
|  |                                     |
|  | Gemeiner Delfin (Delphinus delphis) |
|  |                                     |

|  | Tursiops                                                                                                   |
|  | |
|  | \| \| Borneodelfin (Lagenodelphis hosei) \| \| \| \| \| \| Gemeiner Delfin (Delphinus delphis) \| \| \| \| |
|  | |
|  | Borneodelfin (Lagenodelphis hosei)                                                                         |
|  | |
|  | Gemeiner Delfin (Delphinus delphis)                                                                        |
|  | |

|  | Borneodelfin (Lagenodelphis hosei)  |
|  |                                     |
|  | Gemeiner Delfin (Delphinus delphis) |
|  |                                     |

|  | Tursiops                                                                                                   |
|  | |
|  | \| \| Borneodelfin (Lagenodelphis hosei) \| \| \| \| \| \| Gemeiner Delfin (Delphinus delphis) \| \| \| \| |
|  | |
|  | Borneodelfin (Lagenodelphis hosei)                                                                         |
|  | |
|  | Gemeiner Delfin (Delphinus delphis)                                                                        |
|  | |

|  | Borneodelfin (Lagenodelphis hosei)  |
|  |                                     |
|  | Gemeiner Delfin (Delphinus delphis) |
|  |                                     |

|  | Tursiops                                                                                                   |
|  | |
|  | \| \| Borneodelfin (Lagenodelphis hosei) \| \| \| \| \| \| Gemeiner Delfin (Delphinus delphis) \| \| \| \| |
|  | |
|  | Borneodelfin (Lagenodelphis hosei)                                                                         |
|  | |
|  | Gemeiner Delfin (Delphinus delphis)                                                                        |
|  | |

|  | Borneodelfin (Lagenodelphis hosei)  |
|  |                                     |
|  | Gemeiner Delfin (Delphinus delphis) |
|  |                                     |

|  | Rundkopfdelfin (Grampus griseus)                                                                         |
|  | |
|  | \| \| Breitschnabeldelfin (Peponocephala electra) \| \| \| \| \| \| Grindwale (Globicephala) \| \| \| \| |
|  | |
|  | Breitschnabeldelfin (Peponocephala electra)                                                              |
|  | |
|  | Grindwale (Globicephala)                                                                                 |
|  | |

|  | Breitschnabeldelfin (Peponocephala electra) |
|  |                                             |
|  | Grindwale (Globicephala)                    |
|  |                                             |

|  | Rundkopfdelfin (Grampus griseus)                                                                         |
|  | |
|  | \| \| Breitschnabeldelfin (Peponocephala electra) \| \| \| \| \| \| Grindwale (Globicephala) \| \| \| \| |
|  | |
|  | Breitschnabeldelfin (Peponocephala electra)                                                              |
|  | |
|  | Grindwale (Globicephala)                                                                                 |
|  | |

|  | Breitschnabeldelfin (Peponocephala electra) |
|  |                                             |
|  | Grindwale (Globicephala)                    |
|  |                                             |

|  | Rundkopfdelfin (Grampus griseus)                                                                         |
|  | |
|  | \| \| Breitschnabeldelfin (Peponocephala electra) \| \| \| \| \| \| Grindwale (Globicephala) \| \| \| \| |
|  | |
|  | Breitschnabeldelfin (Peponocephala electra)                                                              |
|  | |
|  | Grindwale (Globicephala)                                                                                 |
|  | |

|  | Breitschnabeldelfin (Peponocephala electra) |
|  |                                             |
|  | Grindwale (Globicephala)                    |
|  |                                             |

|  | Rundkopfdelfin (Grampus griseus)                                                                         |
|  | |
|  | \| \| Breitschnabeldelfin (Peponocephala electra) \| \| \| \| \| \| Grindwale (Globicephala) \| \| \| \| |
|  | |
|  | Breitschnabeldelfin (Peponocephala electra)                                                              |
|  | |
|  | Grindwale (Globicephala)                                                                                 |
|  | |

|  | Breitschnabeldelfin (Peponocephala electra) |
|  |                                             |
|  | Grindwale (Globicephala)                    |
|  |                                             |

|  | Tursiops                                                                                                   |
|  | |
|  | \| \| Borneodelfin (Lagenodelphis hosei) \| \| \| \| \| \| Gemeiner Delfin (Delphinus delphis) \| \| \| \| |
|  | |
|  | Borneodelfin (Lagenodelphis hosei)                                                                         |
|  | |
|  | Gemeiner Delfin (Delphinus delphis)                                                                        |
|  | |

|  | Borneodelfin (Lagenodelphis hosei)  |
|  |                                     |
|  | Gemeiner Delfin (Delphinus delphis) |
|  |                                     |

|  | Tursiops                                                                                                   |
|  | |
|  | \| \| Borneodelfin (Lagenodelphis hosei) \| \| \| \| \| \| Gemeiner Delfin (Delphinus delphis) \| \| \| \| |
|  | |
|  | Borneodelfin (Lagenodelphis hosei)                                                                         |
|  | |
|  | Gemeiner Delfin (Delphinus delphis)                                                                        |
|  | |

|  | Borneodelfin (Lagenodelphis hosei)  |
|  |                                     |
|  | Gemeiner Delfin (Delphinus delphis) |
|  |                                     |

|  | Tursiops                                                                                                   |
|  | |
|  | \| \| Borneodelfin (Lagenodelphis hosei) \| \| \| \| \| \| Gemeiner Delfin (Delphinus delphis) \| \| \| \| |
|  | |
|  | Borneodelfin (Lagenodelphis hosei)                                                                         |
|  | |
|  | Gemeiner Delfin (Delphinus delphis)                                                                        |
|  | |

|  | Borneodelfin (Lagenodelphis hosei)  |
|  |                                     |
|  | Gemeiner Delfin (Delphinus delphis) |
|  |                                     |

|  | Tursiops                                                                                                   |
|  | |
|  | \| \| Borneodelfin (Lagenodelphis hosei) \| \| \| \| \| \| Gemeiner Delfin (Delphinus delphis) \| \| \| \| |
|  | |
|  | Borneodelfin (Lagenodelphis hosei)                                                                         |
|  | |
|  | Gemeiner Delfin (Delphinus delphis)                                                                        |
|  | |

|  | Borneodelfin (Lagenodelphis hosei)  |
|  |                                     |
|  | Gemeiner Delfin (Delphinus delphis) |
|  |                                     |

|  | Glattdelfine (Lissodelphis)                                                               |
|  |                                                                                           |
|  | \| \| Aethalodelphis \| \| \| \| \| \| Schwarz-Weiß-Delfine (Cephalorhynchus) \| \| \| \| |
|  |                                                                                           |
|  | Aethalodelphis                                                                            |
|  |                                                                                           |
|  | Schwarz-Weiß-Delfine (Cephalorhynchus)                                                    |
|  |                                                                                           |

|  | Aethalodelphis                         |
|  |                                        |
|  | Schwarz-Weiß-Delfine (Cephalorhynchus) |
|  |                                        |

|  | Rundkopfdelfin (Grampus griseus)                                                                         |
|  | |
|  | \| \| Breitschnabeldelfin (Peponocephala electra) \| \| \| \| \| \| Grindwale (Globicephala) \| \| \| \| |
|  | |
|  | Breitschnabeldelfin (Peponocephala electra)                                                              |
|  | |
|  | Grindwale (Globicephala)                                                                                 |
|  | |

|  | Breitschnabeldelfin (Peponocephala electra) |
|  |                                             |
|  | Grindwale (Globicephala)                    |
|  |                                             |

|  | Rundkopfdelfin (Grampus griseus)                                                                         |
|  | |
|  | \| \| Breitschnabeldelfin (Peponocephala electra) \| \| \| \| \| \| Grindwale (Globicephala) \| \| \| \| |
|  | |
|  | Breitschnabeldelfin (Peponocephala electra)                                                              |
|  | |
|  | Grindwale (Globicephala)                                                                                 |
|  | |

|  | Breitschnabeldelfin (Peponocephala electra) |
|  |                                             |
|  | Grindwale (Globicephala)                    |
|  |                                             |

|  | Rundkopfdelfin (Grampus griseus)                                                                         |
|  | |
|  | \| \| Breitschnabeldelfin (Peponocephala electra) \| \| \| \| \| \| Grindwale (Globicephala) \| \| \| \| |
|  | |
|  | Breitschnabeldelfin (Peponocephala electra)                                                              |
|  | |
|  | Grindwale (Globicephala)                                                                                 |
|  | |

|  | Breitschnabeldelfin (Peponocephala electra) |
|  |                                             |
|  | Grindwale (Globicephala)                    |
|  |                                             |

|  | Rundkopfdelfin (Grampus griseus)                                                                         |
|  | |
|  | \| \| Breitschnabeldelfin (Peponocephala electra) \| \| \| \| \| \| Grindwale (Globicephala) \| \| \| \| |
|  | |
|  | Breitschnabeldelfin (Peponocephala electra)                                                              |
|  | |
|  | Grindwale (Globicephala)                                                                                 |
|  | |

|  | Breitschnabeldelfin (Peponocephala electra) |
|  |                                             |
|  | Grindwale (Globicephala)                    |
|  |                                             |

|  | Tursiops                                                                                                   |
|  | |
|  | \| \| Borneodelfin (Lagenodelphis hosei) \| \| \| \| \| \| Gemeiner Delfin (Delphinus delphis) \| \| \| \| |
|  | |
|  | Borneodelfin (Lagenodelphis hosei)                                                                         |
|  | |
|  | Gemeiner Delfin (Delphinus delphis)                                                                        |
|  | |

|  | Borneodelfin (Lagenodelphis hosei)  |
|  |                                     |
|  | Gemeiner Delfin (Delphinus delphis) |
|  |                                     |

|  | Tursiops                                                                                                   |
|  | |
|  | \| \| Borneodelfin (Lagenodelphis hosei) \| \| \| \| \| \| Gemeiner Delfin (Delphinus delphis) \| \| \| \| |
|  | |
|  | Borneodelfin (Lagenodelphis hosei)                                                                         |
|  | |
|  | Gemeiner Delfin (Delphinus delphis)                                                                        |
|  | |

|  | Borneodelfin (Lagenodelphis hosei)  |
|  |                                     |
|  | Gemeiner Delfin (Delphinus delphis) |
|  |                                     |

|  | Tursiops                                                                                                   |
|  | |
|  | \| \| Borneodelfin (Lagenodelphis hosei) \| \| \| \| \| \| Gemeiner Delfin (Delphinus delphis) \| \| \| \| |
|  | |
|  | Borneodelfin (Lagenodelphis hosei)                                                                         |
|  | |
|  | Gemeiner Delfin (Delphinus delphis)                                                                        |
|  | |

|  | Borneodelfin (Lagenodelphis hosei)  |
|  |                                     |
|  | Gemeiner Delfin (Delphinus delphis) |
|  |                                     |

|  | Tursiops                                                                                                   |
|  | |
|  | \| \| Borneodelfin (Lagenodelphis hosei) \| \| \| \| \| \| Gemeiner Delfin (Delphinus delphis) \| \| \| \| |
|  | |
|  | Borneodelfin (Lagenodelphis hosei)                                                                         |
|  | |
|  | Gemeiner Delfin (Delphinus delphis)                                                                        |
|  | |

|  | Borneodelfin (Lagenodelphis hosei)  |
|  |                                     |
|  | Gemeiner Delfin (Delphinus delphis) |
|  |                                     |

|  | Rundkopfdelfin (Grampus griseus)                                                                         |
|  | |
|  | \| \| Breitschnabeldelfin (Peponocephala electra) \| \| \| \| \| \| Grindwale (Globicephala) \| \| \| \| |
|  | |
|  | Breitschnabeldelfin (Peponocephala electra)                                                              |
|  | |
|  | Grindwale (Globicephala)                                                                                 |
|  | |

|  | Breitschnabeldelfin (Peponocephala electra) |
|  |                                             |
|  | Grindwale (Globicephala)                    |
|  |                                             |

|  | Rundkopfdelfin (Grampus griseus)                                                                         |
|  | |
|  | \| \| Breitschnabeldelfin (Peponocephala electra) \| \| \| \| \| \| Grindwale (Globicephala) \| \| \| \| |
|  | |
|  | Breitschnabeldelfin (Peponocephala electra)                                                              |
|  | |
|  | Grindwale (Globicephala)                                                                                 |
|  | |

|  | Breitschnabeldelfin (Peponocephala electra) |
|  |                                             |
|  | Grindwale (Globicephala)                    |
|  |                                             |

|  | Rundkopfdelfin (Grampus griseus)                                                                         |
|  | |
|  | \| \| Breitschnabeldelfin (Peponocephala electra) \| \| \| \| \| \| Grindwale (Globicephala) \| \| \| \| |
|  | |
|  | Breitschnabeldelfin (Peponocephala electra)                                                              |
|  | |
|  | Grindwale (Globicephala)                                                                                 |
|  | |

|  | Breitschnabeldelfin (Peponocephala electra) |
|  |                                             |
|  | Grindwale (Globicephala)                    |
|  |                                             |

|  | Rundkopfdelfin (Grampus griseus)                                                                         |
|  | |
|  | \| \| Breitschnabeldelfin (Peponocephala electra) \| \| \| \| \| \| Grindwale (Globicephala) \| \| \| \| |
|  | |
|  | Breitschnabeldelfin (Peponocephala electra)                                                              |
|  | |
|  | Grindwale (Globicephala)                                                                                 |
|  | |

|  | Breitschnabeldelfin (Peponocephala electra) |
|  |                                             |
|  | Grindwale (Globicephala)                    |
|  |                                             |

|  | Tursiops                                                                                                   |
|  | |
|  | \| \| Borneodelfin (Lagenodelphis hosei) \| \| \| \| \| \| Gemeiner Delfin (Delphinus delphis) \| \| \| \| |
|  | |
|  | Borneodelfin (Lagenodelphis hosei)                                                                         |
|  | |
|  | Gemeiner Delfin (Delphinus delphis)                                                                        |
|  | |

|  | Borneodelfin (Lagenodelphis hosei)  |
|  |                                     |
|  | Gemeiner Delfin (Delphinus delphis) |
|  |                                     |

|  | Tursiops                                                                                                   |
|  | |
|  | \| \| Borneodelfin (Lagenodelphis hosei) \| \| \| \| \| \| Gemeiner Delfin (Delphinus delphis) \| \| \| \| |
|  | |
|  | Borneodelfin (Lagenodelphis hosei)                                                                         |
|  | |
|  | Gemeiner Delfin (Delphinus delphis)                                                                        |
|  | |

|  | Borneodelfin (Lagenodelphis hosei)  |
|  |                                     |
|  | Gemeiner Delfin (Delphinus delphis) |
|  |                                     |

|  | Tursiops                                                                                                   |
|  | |
|  | \| \| Borneodelfin (Lagenodelphis hosei) \| \| \| \| \| \| Gemeiner Delfin (Delphinus delphis) \| \| \| \| |
|  | |
|  | Borneodelfin (Lagenodelphis hosei)                                                                         |
|  | |
|  | Gemeiner Delfin (Delphinus delphis)                                                                        |
|  | |

|  | Borneodelfin (Lagenodelphis hosei)  |
|  |                                     |
|  | Gemeiner Delfin (Delphinus delphis) |
|  |                                     |

|  | Tursiops                                                                                                   |
|  | |
|  | \| \| Borneodelfin (Lagenodelphis hosei) \| \| \| \| \| \| Gemeiner Delfin (Delphinus delphis) \| \| \| \| |
|  | |
|  | Borneodelfin (Lagenodelphis hosei)                                                                         |
|  | |
|  | Gemeiner Delfin (Delphinus delphis)                                                                        |
|  | |

|  | Borneodelfin (Lagenodelphis hosei)  |
|  |                                     |
|  | Gemeiner Delfin (Delphinus delphis) |
|  |                                     |

|  | Glattdelfine (Lissodelphis)                                                               |
|  |                                                                                           |
|  | \| \| Aethalodelphis \| \| \| \| \| \| Schwarz-Weiß-Delfine (Cephalorhynchus) \| \| \| \| |
|  |                                                                                           |
|  | Aethalodelphis                                                                            |
|  |                                                                                           |
|  | Schwarz-Weiß-Delfine (Cephalorhynchus)                                                    |
|  |                                                                                           |

|  | Aethalodelphis                         |
|  |                                        |
|  | Schwarz-Weiß-Delfine (Cephalorhynchus) |
|  |                                        |

|  | Rundkopfdelfin (Grampus griseus)                                                                         |
|  | |
|  | \| \| Breitschnabeldelfin (Peponocephala electra) \| \| \| \| \| \| Grindwale (Globicephala) \| \| \| \| |
|  | |
|  | Breitschnabeldelfin (Peponocephala electra)                                                              |
|  | |
|  | Grindwale (Globicephala)                                                                                 |
|  | |

|  | Breitschnabeldelfin (Peponocephala electra) |
|  |                                             |
|  | Grindwale (Globicephala)                    |
|  |                                             |

|  | Rundkopfdelfin (Grampus griseus)                                                                         |
|  | |
|  | \| \| Breitschnabeldelfin (Peponocephala electra) \| \| \| \| \| \| Grindwale (Globicephala) \| \| \| \| |
|  | |
|  | Breitschnabeldelfin (Peponocephala electra)                                                              |
|  | |
|  | Grindwale (Globicephala)                                                                                 |
|  | |

|  | Breitschnabeldelfin (Peponocephala electra) |
|  |                                             |
|  | Grindwale (Globicephala)                    |
|  |                                             |

|  | Rundkopfdelfin (Grampus griseus)                                                                         |
|  | |
|  | \| \| Breitschnabeldelfin (Peponocephala electra) \| \| \| \| \| \| Grindwale (Globicephala) \| \| \| \| |
|  | |
|  | Breitschnabeldelfin (Peponocephala electra)                                                              |
|  | |
|  | Grindwale (Globicephala)                                                                                 |
|  | |

|  | Breitschnabeldelfin (Peponocephala electra) |
|  |                                             |
|  | Grindwale (Globicephala)                    |
|  |                                             |

|  | Rundkopfdelfin (Grampus griseus)                                                                         |
|  | |
|  | \| \| Breitschnabeldelfin (Peponocephala electra) \| \| \| \| \| \| Grindwale (Globicephala) \| \| \| \| |
|  | |
|  | Breitschnabeldelfin (Peponocephala electra)                                                              |
|  | |
|  | Grindwale (Globicephala)                                                                                 |
|  | |

|  | Breitschnabeldelfin (Peponocephala electra) |
|  |                                             |
|  | Grindwale (Globicephala)                    |
|  |                                             |

|  | Tursiops                                                                                                   |
|  | |
|  | \| \| Borneodelfin (Lagenodelphis hosei) \| \| \| \| \| \| Gemeiner Delfin (Delphinus delphis) \| \| \| \| |
|  | |
|  | Borneodelfin (Lagenodelphis hosei)                                                                         |
|  | |
|  | Gemeiner Delfin (Delphinus delphis)                                                                        |
|  | |

|  | Borneodelfin (Lagenodelphis hosei)  |
|  |                                     |
|  | Gemeiner Delfin (Delphinus delphis) |
|  |                                     |

|  | Tursiops                                                                                                   |
|  | |
|  | \| \| Borneodelfin (Lagenodelphis hosei) \| \| \| \| \| \| Gemeiner Delfin (Delphinus delphis) \| \| \| \| |
|  | |
|  | Borneodelfin (Lagenodelphis hosei)                                                                         |
|  | |
|  | Gemeiner Delfin (Delphinus delphis)                                                                        |
|  | |

|  | Borneodelfin (Lagenodelphis hosei)  |
|  |                                     |
|  | Gemeiner Delfin (Delphinus delphis) |
|  |                                     |

|  | Tursiops                                                                                                   |
|  | |
|  | \| \| Borneodelfin (Lagenodelphis hosei) \| \| \| \| \| \| Gemeiner Delfin (Delphinus delphis) \| \| \| \| |
|  | |
|  | Borneodelfin (Lagenodelphis hosei)                                                                         |
|  | |
|  | Gemeiner Delfin (Delphinus delphis)                                                                        |
|  | |

|  | Borneodelfin (Lagenodelphis hosei)  |
|  |                                     |
|  | Gemeiner Delfin (Delphinus delphis) |
|  |                                     |

|  | Tursiops                                                                                                   |
|  | |
|  | \| \| Borneodelfin (Lagenodelphis hosei) \| \| \| \| \| \| Gemeiner Delfin (Delphinus delphis) \| \| \| \| |
|  | |
|  | Borneodelfin (Lagenodelphis hosei)                                                                         |
|  | |
|  | Gemeiner Delfin (Delphinus delphis)                                                                        |
|  | |

|  | Borneodelfin (Lagenodelphis hosei)  |
|  |                                     |
|  | Gemeiner Delfin (Delphinus delphis) |
|  |                                     |

|  | Rundkopfdelfin (Grampus griseus)                                                                         |
|  | |
|  | \| \| Breitschnabeldelfin (Peponocephala electra) \| \| \| \| \| \| Grindwale (Globicephala) \| \| \| \| |
|  | |
|  | Breitschnabeldelfin (Peponocephala electra)                                                              |
|  | |
|  | Grindwale (Globicephala)                                                                                 |
|  | |

|  | Breitschnabeldelfin (Peponocephala electra) |
|  |                                             |
|  | Grindwale (Globicephala)                    |
|  |                                             |

|  | Rundkopfdelfin (Grampus griseus)                                                                         |
|  | |
|  | \| \| Breitschnabeldelfin (Peponocephala electra) \| \| \| \| \| \| Grindwale (Globicephala) \| \| \| \| |
|  | |
|  | Breitschnabeldelfin (Peponocephala electra)                                                              |
|  | |
|  | Grindwale (Globicephala)                                                                                 |
|  | |

|  | Breitschnabeldelfin (Peponocephala electra) |
|  |                                             |
|  | Grindwale (Globicephala)                    |
|  |                                             |

|  | Rundkopfdelfin (Grampus griseus)                                                                         |
|  | |
|  | \| \| Breitschnabeldelfin (Peponocephala electra) \| \| \| \| \| \| Grindwale (Globicephala) \| \| \| \| |
|  | |
|  | Breitschnabeldelfin (Peponocephala electra)                                                              |
|  | |
|  | Grindwale (Globicephala)                                                                                 |
|  | |

|  | Breitschnabeldelfin (Peponocephala electra) |
|  |                                             |
|  | Grindwale (Globicephala)                    |
|  |                                             |

|  | Rundkopfdelfin (Grampus griseus)                                                                         |
|  | |
|  | \| \| Breitschnabeldelfin (Peponocephala electra) \| \| \| \| \| \| Grindwale (Globicephala) \| \| \| \| |
|  | |
|  | Breitschnabeldelfin (Peponocephala electra)                                                              |
|  | |
|  | Grindwale (Globicephala)                                                                                 |
|  | |

|  | Breitschnabeldelfin (Peponocephala electra) |
|  |                                             |
|  | Grindwale (Globicephala)                    |
|  |                                             |

|  | Tursiops                                                                                                   |
|  | |
|  | \| \| Borneodelfin (Lagenodelphis hosei) \| \| \| \| \| \| Gemeiner Delfin (Delphinus delphis) \| \| \| \| |
|  | |
|  | Borneodelfin (Lagenodelphis hosei)                                                                         |
|  | |
|  | Gemeiner Delfin (Delphinus delphis)                                                                        |
|  | |

|  | Borneodelfin (Lagenodelphis hosei)  |
|  |                                     |
|  | Gemeiner Delfin (Delphinus delphis) |
|  |                                     |

|  | Tursiops                                                                                                   |
|  | |
|  | \| \| Borneodelfin (Lagenodelphis hosei) \| \| \| \| \| \| Gemeiner Delfin (Delphinus delphis) \| \| \| \| |
|  | |
|  | Borneodelfin (Lagenodelphis hosei)                                                                         |
|  | |
|  | Gemeiner Delfin (Delphinus delphis)                                                                        |
|  | |

|  | Borneodelfin (Lagenodelphis hosei)  |
|  |                                     |
|  | Gemeiner Delfin (Delphinus delphis) |
|  |                                     |

|  | Tursiops                                                                                                   |
|  | |
|  | \| \| Borneodelfin (Lagenodelphis hosei) \| \| \| \| \| \| Gemeiner Delfin (Delphinus delphis) \| \| \| \| |
|  | |
|  | Borneodelfin (Lagenodelphis hosei)                                                                         |
|  | |
|  | Gemeiner Delfin (Delphinus delphis)                                                                        |
|  | |

|  | Borneodelfin (Lagenodelphis hosei)  |
|  |                                     |
|  | Gemeiner Delfin (Delphinus delphis) |
|  |                                     |

|  | Tursiops                                                                                                   |
|  | |
|  | \| \| Borneodelfin (Lagenodelphis hosei) \| \| \| \| \| \| Gemeiner Delfin (Delphinus delphis) \| \| \| \| |
|  | |
|  | Borneodelfin (Lagenodelphis hosei)                                                                         |
|  | |
|  | Gemeiner Delfin (Delphinus delphis)                                                                        |
|  | |

|  | Borneodelfin (Lagenodelphis hosei)  |
|  |                                     |
|  | Gemeiner Delfin (Delphinus delphis) |
|  |                                     |

|  | Glattdelfine (Lissodelphis)                                                               |
|  |                                                                                           |
|  | \| \| Aethalodelphis \| \| \| \| \| \| Schwarz-Weiß-Delfine (Cephalorhynchus) \| \| \| \| |
|  |                                                                                           |
|  | Aethalodelphis                                                                            |
|  |                                                                                           |
|  | Schwarz-Weiß-Delfine (Cephalorhynchus)                                                    |
|  |                                                                                           |

|  | Aethalodelphis                         |
|  |                                        |
|  | Schwarz-Weiß-Delfine (Cephalorhynchus) |
|  |                                        |

|  | Rundkopfdelfin (Grampus griseus)                                                                         |
|  | |
|  | \| \| Breitschnabeldelfin (Peponocephala electra) \| \| \| \| \| \| Grindwale (Globicephala) \| \| \| \| |
|  | |
|  | Breitschnabeldelfin (Peponocephala electra)                                                              |
|  | |
|  | Grindwale (Globicephala)                                                                                 |
|  | |

|  | Breitschnabeldelfin (Peponocephala electra) |
|  |                                             |
|  | Grindwale (Globicephala)                    |
|  |                                             |

|  | Rundkopfdelfin (Grampus griseus)                                                                         |
|  | |
|  | \| \| Breitschnabeldelfin (Peponocephala electra) \| \| \| \| \| \| Grindwale (Globicephala) \| \| \| \| |
|  | |
|  | Breitschnabeldelfin (Peponocephala electra)                                                              |
|  | |
|  | Grindwale (Globicephala)                                                                                 |
|  | |

|  | Breitschnabeldelfin (Peponocephala electra) |
|  |                                             |
|  | Grindwale (Globicephala)                    |
|  |                                             |

|  | Rundkopfdelfin (Grampus griseus)                                                                         |
|  | |
|  | \| \| Breitschnabeldelfin (Peponocephala electra) \| \| \| \| \| \| Grindwale (Globicephala) \| \| \| \| |
|  | |
|  | Breitschnabeldelfin (Peponocephala electra)                                                              |
|  | |
|  | Grindwale (Globicephala)                                                                                 |
|  | |

|  | Breitschnabeldelfin (Peponocephala electra) |
|  |                                             |
|  | Grindwale (Globicephala)                    |
|  |                                             |

|  | Rundkopfdelfin (Grampus griseus)                                                                         |
|  | |
|  | \| \| Breitschnabeldelfin (Peponocephala electra) \| \| \| \| \| \| Grindwale (Globicephala) \| \| \| \| |
|  | |
|  | Breitschnabeldelfin (Peponocephala electra)                                                              |
|  | |
|  | Grindwale (Globicephala)                                                                                 |
|  | |

|  | Breitschnabeldelfin (Peponocephala electra) |
|  |                                             |
|  | Grindwale (Globicephala)                    |
|  |                                             |

|  | Tursiops                                                                                                   |
|  | |
|  | \| \| Borneodelfin (Lagenodelphis hosei) \| \| \| \| \| \| Gemeiner Delfin (Delphinus delphis) \| \| \| \| |
|  | |
|  | Borneodelfin (Lagenodelphis hosei)                                                                         |
|  | |
|  | Gemeiner Delfin (Delphinus delphis)                                                                        |
|  | |

|  | Borneodelfin (Lagenodelphis hosei)  |
|  |                                     |
|  | Gemeiner Delfin (Delphinus delphis) |
|  |                                     |

|  | Tursiops                                                                                                   |
|  | |
|  | \| \| Borneodelfin (Lagenodelphis hosei) \| \| \| \| \| \| Gemeiner Delfin (Delphinus delphis) \| \| \| \| |
|  | |
|  | Borneodelfin (Lagenodelphis hosei)                                                                         |
|  | |
|  | Gemeiner Delfin (Delphinus delphis)                                                                        |
|  | |

|  | Borneodelfin (Lagenodelphis hosei)  |
|  |                                     |
|  | Gemeiner Delfin (Delphinus delphis) |
|  |                                     |

|  | Tursiops                                                                                                   |
|  | |
|  | \| \| Borneodelfin (Lagenodelphis hosei) \| \| \| \| \| \| Gemeiner Delfin (Delphinus delphis) \| \| \| \| |
|  | |
|  | Borneodelfin (Lagenodelphis hosei)                                                                         |
|  | |
|  | Gemeiner Delfin (Delphinus delphis)                                                                        |
|  | |

|  | Borneodelfin (Lagenodelphis hosei)  |
|  |                                     |
|  | Gemeiner Delfin (Delphinus delphis) |
|  |                                     |

|  | Tursiops                                                                                                   |
|  | |
|  | \| \| Borneodelfin (Lagenodelphis hosei) \| \| \| \| \| \| Gemeiner Delfin (Delphinus delphis) \| \| \| \| |
|  | |
|  | Borneodelfin (Lagenodelphis hosei)                                                                         |
|  | |
|  | Gemeiner Delfin (Delphinus delphis)                                                                        |
|  | |

|  | Borneodelfin (Lagenodelphis hosei)  |
|  |                                     |
|  | Gemeiner Delfin (Delphinus delphis) |
|  |                                     |

|  | Rundkopfdelfin (Grampus griseus)                                                                         |
|  | |
|  | \| \| Breitschnabeldelfin (Peponocephala electra) \| \| \| \| \| \| Grindwale (Globicephala) \| \| \| \| |
|  | |
|  | Breitschnabeldelfin (Peponocephala electra)                                                              |
|  | |
|  | Grindwale (Globicephala)                                                                                 |
|  | |

|  | Breitschnabeldelfin (Peponocephala electra) |
|  |                                             |
|  | Grindwale (Globicephala)                    |
|  |                                             |

|  | Rundkopfdelfin (Grampus griseus)                                                                         |
|  | |
|  | \| \| Breitschnabeldelfin (Peponocephala electra) \| \| \| \| \| \| Grindwale (Globicephala) \| \| \| \| |
|  | |
|  | Breitschnabeldelfin (Peponocephala electra)                                                              |
|  | |
|  | Grindwale (Globicephala)                                                                                 |
|  | |

|  | Breitschnabeldelfin (Peponocephala electra) |
|  |                                             |
|  | Grindwale (Globicephala)                    |
|  |                                             |

|  | Rundkopfdelfin (Grampus griseus)                                                                         |
|  | |
|  | \| \| Breitschnabeldelfin (Peponocephala electra) \| \| \| \| \| \| Grindwale (Globicephala) \| \| \| \| |
|  | |
|  | Breitschnabeldelfin (Peponocephala electra)                                                              |
|  | |
|  | Grindwale (Globicephala)                                                                                 |
|  | |

|  | Breitschnabeldelfin (Peponocephala electra) |
|  |                                             |
|  | Grindwale (Globicephala)                    |
|  |                                             |

|  | Rundkopfdelfin (Grampus griseus)                                                                         |
|  | |
|  | \| \| Breitschnabeldelfin (Peponocephala electra) \| \| \| \| \| \| Grindwale (Globicephala) \| \| \| \| |
|  | |
|  | Breitschnabeldelfin (Peponocephala electra)                                                              |
|  | |
|  | Grindwale (Globicephala)                                                                                 |
|  | |

|  | Breitschnabeldelfin (Peponocephala electra) |
|  |                                             |
|  | Grindwale (Globicephala)                    |
|  |                                             |

|  | Tursiops                                                                                                   |
|  | |
|  | \| \| Borneodelfin (Lagenodelphis hosei) \| \| \| \| \| \| Gemeiner Delfin (Delphinus delphis) \| \| \| \| |
|  | |
|  | Borneodelfin (Lagenodelphis hosei)                                                                         |
|  | |
|  | Gemeiner Delfin (Delphinus delphis)                                                                        |
|  | |

|  | Borneodelfin (Lagenodelphis hosei)  |
|  |                                     |
|  | Gemeiner Delfin (Delphinus delphis) |
|  |                                     |

|  | Tursiops                                                                                                   |
|  | |
|  | \| \| Borneodelfin (Lagenodelphis hosei) \| \| \| \| \| \| Gemeiner Delfin (Delphinus delphis) \| \| \| \| |
|  | |
|  | Borneodelfin (Lagenodelphis hosei)                                                                         |
|  | |
|  | Gemeiner Delfin (Delphinus delphis)                                                                        |
|  | |

|  | Borneodelfin (Lagenodelphis hosei)  |
|  |                                     |
|  | Gemeiner Delfin (Delphinus delphis) |
|  |                                     |

|  | Tursiops                                                                                                   |
|  | |
|  | \| \| Borneodelfin (Lagenodelphis hosei) \| \| \| \| \| \| Gemeiner Delfin (Delphinus delphis) \| \| \| \| |
|  | |
|  | Borneodelfin (Lagenodelphis hosei)                                                                         |
|  | |
|  | Gemeiner Delfin (Delphinus delphis)                                                                        |
|  | |

|  | Borneodelfin (Lagenodelphis hosei)  |
|  |                                     |
|  | Gemeiner Delfin (Delphinus delphis) |
|  |                                     |

|  | Tursiops                                                                                                   |
|  | |
|  | \| \| Borneodelfin (Lagenodelphis hosei) \| \| \| \| \| \| Gemeiner Delfin (Delphinus delphis) \| \| \| \| |
|  | |
|  | Borneodelfin (Lagenodelphis hosei)                                                                         |
|  | |
|  | Gemeiner Delfin (Delphinus delphis)                                                                        |
|  | |

|  | Borneodelfin (Lagenodelphis hosei)  |
|  |                                     |
|  | Gemeiner Delfin (Delphinus delphis) |
|  |                                     |

|  | Glattdelfine (Lissodelphis)                                                               |
|  |                                                                                           |
|  | \| \| Aethalodelphis \| \| \| \| \| \| Schwarz-Weiß-Delfine (Cephalorhynchus) \| \| \| \| |
|  |                                                                                           |
|  | Aethalodelphis                                                                            |
|  |                                                                                           |
|  | Schwarz-Weiß-Delfine (Cephalorhynchus)                                                    |
|  |                                                                                           |

|  | Aethalodelphis                         |
|  |                                        |
|  | Schwarz-Weiß-Delfine (Cephalorhynchus) |
|  |                                        |

|  | Rundkopfdelfin (Grampus griseus)                                                                         |
|  | |
|  | \| \| Breitschnabeldelfin (Peponocephala electra) \| \| \| \| \| \| Grindwale (Globicephala) \| \| \| \| |
|  | |
|  | Breitschnabeldelfin (Peponocephala electra)                                                              |
|  | |
|  | Grindwale (Globicephala)                                                                                 |
|  | |

|  | Breitschnabeldelfin (Peponocephala electra) |
|  |                                             |
|  | Grindwale (Globicephala)                    |
|  |                                             |

|  | Rundkopfdelfin (Grampus griseus)                                                                         |
|  | |
|  | \| \| Breitschnabeldelfin (Peponocephala electra) \| \| \| \| \| \| Grindwale (Globicephala) \| \| \| \| |
|  | |
|  | Breitschnabeldelfin (Peponocephala electra)                                                              |
|  | |
|  | Grindwale (Globicephala)                                                                                 |
|  | |

|  | Breitschnabeldelfin (Peponocephala electra) |
|  |                                             |
|  | Grindwale (Globicephala)                    |
|  |                                             |

|  | Rundkopfdelfin (Grampus griseus)                                                                         |
|  | |
|  | \| \| Breitschnabeldelfin (Peponocephala electra) \| \| \| \| \| \| Grindwale (Globicephala) \| \| \| \| |
|  | |
|  | Breitschnabeldelfin (Peponocephala electra)                                                              |
|  | |
|  | Grindwale (Globicephala)                                                                                 |
|  | |

|  | Breitschnabeldelfin (Peponocephala electra) |
|  |                                             |
|  | Grindwale (Globicephala)                    |
|  |                                             |

|  | Rundkopfdelfin (Grampus griseus)                                                                         |
|  | |
|  | \| \| Breitschnabeldelfin (Peponocephala electra) \| \| \| \| \| \| Grindwale (Globicephala) \| \| \| \| |
|  | |
|  | Breitschnabeldelfin (Peponocephala electra)                                                              |
|  | |
|  | Grindwale (Globicephala)                                                                                 |
|  | |

|  | Breitschnabeldelfin (Peponocephala electra) |
|  |                                             |
|  | Grindwale (Globicephala)                    |
|  |                                             |

|  | Tursiops                                                                                                   |
|  | |
|  | \| \| Borneodelfin (Lagenodelphis hosei) \| \| \| \| \| \| Gemeiner Delfin (Delphinus delphis) \| \| \| \| |
|  | |
|  | Borneodelfin (Lagenodelphis hosei)                                                                         |
|  | |
|  | Gemeiner Delfin (Delphinus delphis)                                                                        |
|  | |

|  | Borneodelfin (Lagenodelphis hosei)  |
|  |                                     |
|  | Gemeiner Delfin (Delphinus delphis) |
|  |                                     |

|  | Tursiops                                                                                                   |
|  | |
|  | \| \| Borneodelfin (Lagenodelphis hosei) \| \| \| \| \| \| Gemeiner Delfin (Delphinus delphis) \| \| \| \| |
|  | |
|  | Borneodelfin (Lagenodelphis hosei)                                                                         |
|  | |
|  | Gemeiner Delfin (Delphinus delphis)                                                                        |
|  | |

|  | Borneodelfin (Lagenodelphis hosei)  |
|  |                                     |
|  | Gemeiner Delfin (Delphinus delphis) |
|  |                                     |

|  | Tursiops                                                                                                   |
|  | |
|  | \| \| Borneodelfin (Lagenodelphis hosei) \| \| \| \| \| \| Gemeiner Delfin (Delphinus delphis) \| \| \| \| |
|  | |
|  | Borneodelfin (Lagenodelphis hosei)                                                                         |
|  | |
|  | Gemeiner Delfin (Delphinus delphis)                                                                        |
|  | |

|  | Borneodelfin (Lagenodelphis hosei)  |
|  |                                     |
|  | Gemeiner Delfin (Delphinus delphis) |
|  |                                     |

|  | Tursiops                                                                                                   |
|  | |
|  | \| \| Borneodelfin (Lagenodelphis hosei) \| \| \| \| \| \| Gemeiner Delfin (Delphinus delphis) \| \| \| \| |
|  | |
|  | Borneodelfin (Lagenodelphis hosei)                                                                         |
|  | |
|  | Gemeiner Delfin (Delphinus delphis)                                                                        |
|  | |

|  | Borneodelfin (Lagenodelphis hosei)  |
|  |                                     |
|  | Gemeiner Delfin (Delphinus delphis) |
|  |                                     |

|  | Rundkopfdelfin (Grampus griseus)                                                                         |
|  | |
|  | \| \| Breitschnabeldelfin (Peponocephala electra) \| \| \| \| \| \| Grindwale (Globicephala) \| \| \| \| |
|  | |
|  | Breitschnabeldelfin (Peponocephala electra)                                                              |
|  | |
|  | Grindwale (Globicephala)                                                                                 |
|  | |

|  | Breitschnabeldelfin (Peponocephala electra) |
|  |                                             |
|  | Grindwale (Globicephala)                    |
|  |                                             |

|  | Rundkopfdelfin (Grampus griseus)                                                                         |
|  | |
|  | \| \| Breitschnabeldelfin (Peponocephala electra) \| \| \| \| \| \| Grindwale (Globicephala) \| \| \| \| |
|  | |
|  | Breitschnabeldelfin (Peponocephala electra)                                                              |
|  | |
|  | Grindwale (Globicephala)                                                                                 |
|  | |

|  | Breitschnabeldelfin (Peponocephala electra) |
|  |                                             |
|  | Grindwale (Globicephala)                    |
|  |                                             |

|  | Rundkopfdelfin (Grampus griseus)                                                                         |
|  | |
|  | \| \| Breitschnabeldelfin (Peponocephala electra) \| \| \| \| \| \| Grindwale (Globicephala) \| \| \| \| |
|  | |
|  | Breitschnabeldelfin (Peponocephala electra)                                                              |
|  | |
|  | Grindwale (Globicephala)                                                                                 |
|  | |

|  | Breitschnabeldelfin (Peponocephala electra) |
|  |                                             |
|  | Grindwale (Globicephala)                    |
|  |                                             |

|  | Rundkopfdelfin (Grampus griseus)                                                                         |
|  | |
|  | \| \| Breitschnabeldelfin (Peponocephala electra) \| \| \| \| \| \| Grindwale (Globicephala) \| \| \| \| |
|  | |
|  | Breitschnabeldelfin (Peponocephala electra)                                                              |
|  | |
|  | Grindwale (Globicephala)                                                                                 |
|  | |

|  | Breitschnabeldelfin (Peponocephala electra) |
|  |                                             |
|  | Grindwale (Globicephala)                    |
|  |                                             |

|  | Tursiops                                                                                                   |
|  | |
|  | \| \| Borneodelfin (Lagenodelphis hosei) \| \| \| \| \| \| Gemeiner Delfin (Delphinus delphis) \| \| \| \| |
|  | |
|  | Borneodelfin (Lagenodelphis hosei)                                                                         |
|  | |
|  | Gemeiner Delfin (Delphinus delphis)                                                                        |
|  | |

|  | Borneodelfin (Lagenodelphis hosei)  |
|  |                                     |
|  | Gemeiner Delfin (Delphinus delphis) |
|  |                                     |

|  | Tursiops                                                                                                   |
|  | |
|  | \| \| Borneodelfin (Lagenodelphis hosei) \| \| \| \| \| \| Gemeiner Delfin (Delphinus delphis) \| \| \| \| |
|  | |
|  | Borneodelfin (Lagenodelphis hosei)                                                                         |
|  | |
|  | Gemeiner Delfin (Delphinus delphis)                                                                        |
|  | |

|  | Borneodelfin (Lagenodelphis hosei)  |
|  |                                     |
|  | Gemeiner Delfin (Delphinus delphis) |
|  |                                     |

|  | Tursiops                                                                                                   |
|  | |
|  | \| \| Borneodelfin (Lagenodelphis hosei) \| \| \| \| \| \| Gemeiner Delfin (Delphinus delphis) \| \| \| \| |
|  | |
|  | Borneodelfin (Lagenodelphis hosei)                                                                         |
|  | |
|  | Gemeiner Delfin (Delphinus delphis)                                                                        |
|  | |

|  | Borneodelfin (Lagenodelphis hosei)  |
|  |                                     |
|  | Gemeiner Delfin (Delphinus delphis) |
|  |                                     |

|  | Tursiops                                                                                                   |
|  | |
|  | \| \| Borneodelfin (Lagenodelphis hosei) \| \| \| \| \| \| Gemeiner Delfin (Delphinus delphis) \| \| \| \| |
|  | |
|  | Borneodelfin (Lagenodelphis hosei)                                                                         |
|  | |
|  | Gemeiner Delfin (Delphinus delphis)                                                                        |
|  | |

|  | Borneodelfin (Lagenodelphis hosei)  |
|  |                                     |
|  | Gemeiner Delfin (Delphinus delphis) |
|  |                                     |

|  | Glattdelfine (Lissodelphis)                                                               |
|  |                                                                                           |
|  | \| \| Aethalodelphis \| \| \| \| \| \| Schwarz-Weiß-Delfine (Cephalorhynchus) \| \| \| \| |
|  |                                                                                           |
|  | Aethalodelphis                                                                            |
|  |                                                                                           |
|  | Schwarz-Weiß-Delfine (Cephalorhynchus)                                                    |
|  |                                                                                           |

|  | Aethalodelphis                         |
|  |                                        |
|  | Schwarz-Weiß-Delfine (Cephalorhynchus) |
|  |                                        |

|  | Rundkopfdelfin (Grampus griseus)                                                                         |
|  | |
|  | \| \| Breitschnabeldelfin (Peponocephala electra) \| \| \| \| \| \| Grindwale (Globicephala) \| \| \| \| |
|  | |
|  | Breitschnabeldelfin (Peponocephala electra)                                                              |
|  | |
|  | Grindwale (Globicephala)                                                                                 |
|  | |

|  | Breitschnabeldelfin (Peponocephala electra) |
|  |                                             |
|  | Grindwale (Globicephala)                    |
|  |                                             |

|  | Rundkopfdelfin (Grampus griseus)                                                                         |
|  | |
|  | \| \| Breitschnabeldelfin (Peponocephala electra) \| \| \| \| \| \| Grindwale (Globicephala) \| \| \| \| |
|  | |
|  | Breitschnabeldelfin (Peponocephala electra)                                                              |
|  | |
|  | Grindwale (Globicephala)                                                                                 |
|  | |

|  | Breitschnabeldelfin (Peponocephala electra) |
|  |                                             |
|  | Grindwale (Globicephala)                    |
|  |                                             |

|  | Rundkopfdelfin (Grampus griseus)                                                                         |
|  | |
|  | \| \| Breitschnabeldelfin (Peponocephala electra) \| \| \| \| \| \| Grindwale (Globicephala) \| \| \| \| |
|  | |
|  | Breitschnabeldelfin (Peponocephala electra)                                                              |
|  | |
|  | Grindwale (Globicephala)                                                                                 |
|  | |

|  | Breitschnabeldelfin (Peponocephala electra) |
|  |                                             |
|  | Grindwale (Globicephala)                    |
|  |                                             |

|  | Rundkopfdelfin (Grampus griseus)                                                                         |
|  | |
|  | \| \| Breitschnabeldelfin (Peponocephala electra) \| \| \| \| \| \| Grindwale (Globicephala) \| \| \| \| |
|  | |
|  | Breitschnabeldelfin (Peponocephala electra)                                                              |
|  | |
|  | Grindwale (Globicephala)                                                                                 |
|  | |

|  | Breitschnabeldelfin (Peponocephala electra) |
|  |                                             |
|  | Grindwale (Globicephala)                    |
|  |                                             |

|  | Tursiops                                                                                                   |
|  | |
|  | \| \| Borneodelfin (Lagenodelphis hosei) \| \| \| \| \| \| Gemeiner Delfin (Delphinus delphis) \| \| \| \| |
|  | |
|  | Borneodelfin (Lagenodelphis hosei)                                                                         |
|  | |
|  | Gemeiner Delfin (Delphinus delphis)                                                                        |
|  | |

|  | Borneodelfin (Lagenodelphis hosei)  |
|  |                                     |
|  | Gemeiner Delfin (Delphinus delphis) |
|  |                                     |

|  | Tursiops                                                                                                   |
|  | |
|  | \| \| Borneodelfin (Lagenodelphis hosei) \| \| \| \| \| \| Gemeiner Delfin (Delphinus delphis) \| \| \| \| |
|  | |
|  | Borneodelfin (Lagenodelphis hosei)                                                                         |
|  | |
|  | Gemeiner Delfin (Delphinus delphis)                                                                        |
|  | |

|  | Borneodelfin (Lagenodelphis hosei)  |
|  |                                     |
|  | Gemeiner Delfin (Delphinus delphis) |
|  |                                     |

|  | Tursiops                                                                                                   |
|  | |
|  | \| \| Borneodelfin (Lagenodelphis hosei) \| \| \| \| \| \| Gemeiner Delfin (Delphinus delphis) \| \| \| \| |
|  | |
|  | Borneodelfin (Lagenodelphis hosei)                                                                         |
|  | |
|  | Gemeiner Delfin (Delphinus delphis)                                                                        |
|  | |

|  | Borneodelfin (Lagenodelphis hosei)  |
|  |                                     |
|  | Gemeiner Delfin (Delphinus delphis) |
|  |                                     |

|  | Tursiops                                                                                                   |
|  | |
|  | \| \| Borneodelfin (Lagenodelphis hosei) \| \| \| \| \| \| Gemeiner Delfin (Delphinus delphis) \| \| \| \| |
|  | |
|  | Borneodelfin (Lagenodelphis hosei)                                                                         |
|  | |
|  | Gemeiner Delfin (Delphinus delphis)                                                                        |
|  | |

|  | Borneodelfin (Lagenodelphis hosei)  |
|  |                                     |
|  | Gemeiner Delfin (Delphinus delphis) |
|  |                                     |

|  | Rundkopfdelfin (Grampus griseus)                                                                         |
|  | |
|  | \| \| Breitschnabeldelfin (Peponocephala electra) \| \| \| \| \| \| Grindwale (Globicephala) \| \| \| \| |
|  | |
|  | Breitschnabeldelfin (Peponocephala electra)                                                              |
|  | |
|  | Grindwale (Globicephala)                                                                                 |
|  | |

|  | Breitschnabeldelfin (Peponocephala electra) |
|  |                                             |
|  | Grindwale (Globicephala)                    |
|  |                                             |

|  | Rundkopfdelfin (Grampus griseus)                                                                         |
|  | |
|  | \| \| Breitschnabeldelfin (Peponocephala electra) \| \| \| \| \| \| Grindwale (Globicephala) \| \| \| \| |
|  | |
|  | Breitschnabeldelfin (Peponocephala electra)                                                              |
|  | |
|  | Grindwale (Globicephala)                                                                                 |
|  | |

|  | Breitschnabeldelfin (Peponocephala electra) |
|  |                                             |
|  | Grindwale (Globicephala)                    |
|  |                                             |

|  | Rundkopfdelfin (Grampus griseus)                                                                         |
|  | |
|  | \| \| Breitschnabeldelfin (Peponocephala electra) \| \| \| \| \| \| Grindwale (Globicephala) \| \| \| \| |
|  | |
|  | Breitschnabeldelfin (Peponocephala electra)                                                              |
|  | |
|  | Grindwale (Globicephala)                                                                                 |
|  | |

|  | Breitschnabeldelfin (Peponocephala electra) |
|  |                                             |
|  | Grindwale (Globicephala)                    |
|  |                                             |

|  | Rundkopfdelfin (Grampus griseus)                                                                         |
|  | |
|  | \| \| Breitschnabeldelfin (Peponocephala electra) \| \| \| \| \| \| Grindwale (Globicephala) \| \| \| \| |
|  | |
|  | Breitschnabeldelfin (Peponocephala electra)                                                              |
|  | |
|  | Grindwale (Globicephala)                                                                                 |
|  | |

|  | Breitschnabeldelfin (Peponocephala electra) |
|  |                                             |
|  | Grindwale (Globicephala)                    |
|  |                                             |

|  | Tursiops                                                                                                   |
|  | |
|  | \| \| Borneodelfin (Lagenodelphis hosei) \| \| \| \| \| \| Gemeiner Delfin (Delphinus delphis) \| \| \| \| |
|  | |
|  | Borneodelfin (Lagenodelphis hosei)                                                                         |
|  | |
|  | Gemeiner Delfin (Delphinus delphis)                                                                        |
|  | |

|  | Borneodelfin (Lagenodelphis hosei)  |
|  |                                     |
|  | Gemeiner Delfin (Delphinus delphis) |
|  |                                     |

|  | Tursiops                                                                                                   |
|  | |
|  | \| \| Borneodelfin (Lagenodelphis hosei) \| \| \| \| \| \| Gemeiner Delfin (Delphinus delphis) \| \| \| \| |
|  | |
|  | Borneodelfin (Lagenodelphis hosei)                                                                         |
|  | |
|  | Gemeiner Delfin (Delphinus delphis)                                                                        |
|  | |

|  | Borneodelfin (Lagenodelphis hosei)  |
|  |                                     |
|  | Gemeiner Delfin (Delphinus delphis) |
|  |                                     |

|  | Tursiops                                                                                                   |
|  | |
|  | \| \| Borneodelfin (Lagenodelphis hosei) \| \| \| \| \| \| Gemeiner Delfin (Delphinus delphis) \| \| \| \| |
|  | |
|  | Borneodelfin (Lagenodelphis hosei)                                                                         |
|  | |
|  | Gemeiner Delfin (Delphinus delphis)                                                                        |
|  | |

|  | Borneodelfin (Lagenodelphis hosei)  |
|  |                                     |
|  | Gemeiner Delfin (Delphinus delphis) |
|  |                                     |

|  | Tursiops                                                                                                   |
|  | |
|  | \| \| Borneodelfin (Lagenodelphis hosei) \| \| \| \| \| \| Gemeiner Delfin (Delphinus delphis) \| \| \| \| |
|  | |
|  | Borneodelfin (Lagenodelphis hosei)                                                                         |
|  | |
|  | Gemeiner Delfin (Delphinus delphis)                                                                        |
|  | |

|  | Borneodelfin (Lagenodelphis hosei)  |
|  |                                     |
|  | Gemeiner Delfin (Delphinus delphis) |
|  |                                     |

|  | Glattdelfine (Lissodelphis)                                                               |
|  |                                                                                           |
|  | \| \| Aethalodelphis \| \| \| \| \| \| Schwarz-Weiß-Delfine (Cephalorhynchus) \| \| \| \| |
|  |                                                                                           |
|  | Aethalodelphis                                                                            |
|  |                                                                                           |
|  | Schwarz-Weiß-Delfine (Cephalorhynchus)                                                    |
|  |                                                                                           |

|  | Aethalodelphis                         |
|  |                                        |
|  | Schwarz-Weiß-Delfine (Cephalorhynchus) |
|  |                                        |

|  | Rundkopfdelfin (Grampus griseus)                                                                         |
|  | |
|  | \| \| Breitschnabeldelfin (Peponocephala electra) \| \| \| \| \| \| Grindwale (Globicephala) \| \| \| \| |
|  | |
|  | Breitschnabeldelfin (Peponocephala electra)                                                              |
|  | |
|  | Grindwale (Globicephala)                                                                                 |
|  | |

|  | Breitschnabeldelfin (Peponocephala electra) |
|  |                                             |
|  | Grindwale (Globicephala)                    |
|  |                                             |

|  | Rundkopfdelfin (Grampus griseus)                                                                         |
|  | |
|  | \| \| Breitschnabeldelfin (Peponocephala electra) \| \| \| \| \| \| Grindwale (Globicephala) \| \| \| \| |
|  | |
|  | Breitschnabeldelfin (Peponocephala electra)                                                              |
|  | |
|  | Grindwale (Globicephala)                                                                                 |
|  | |

|  | Breitschnabeldelfin (Peponocephala electra) |
|  |                                             |
|  | Grindwale (Globicephala)                    |
|  |                                             |

|  | Rundkopfdelfin (Grampus griseus)                                                                         |
|  | |
|  | \| \| Breitschnabeldelfin (Peponocephala electra) \| \| \| \| \| \| Grindwale (Globicephala) \| \| \| \| |
|  | |
|  | Breitschnabeldelfin (Peponocephala electra)                                                              |
|  | |
|  | Grindwale (Globicephala)                                                                                 |
|  | |

|  | Breitschnabeldelfin (Peponocephala electra) |
|  |                                             |
|  | Grindwale (Globicephala)                    |
|  |                                             |

|  | Rundkopfdelfin (Grampus griseus)                                                                         |
|  | |
|  | \| \| Breitschnabeldelfin (Peponocephala electra) \| \| \| \| \| \| Grindwale (Globicephala) \| \| \| \| |
|  | |
|  | Breitschnabeldelfin (Peponocephala electra)                                                              |
|  | |
|  | Grindwale (Globicephala)                                                                                 |
|  | |

|  | Breitschnabeldelfin (Peponocephala electra) |
|  |                                             |
|  | Grindwale (Globicephala)                    |
|  |                                             |

|  | Tursiops                                                                                                   |
|  | |
|  | \| \| Borneodelfin (Lagenodelphis hosei) \| \| \| \| \| \| Gemeiner Delfin (Delphinus delphis) \| \| \| \| |
|  | |
|  | Borneodelfin (Lagenodelphis hosei)                                                                         |
|  | |
|  | Gemeiner Delfin (Delphinus delphis)                                                                        |
|  | |

|  | Borneodelfin (Lagenodelphis hosei)  |
|  |                                     |
|  | Gemeiner Delfin (Delphinus delphis) |
|  |                                     |

|  | Tursiops                                                                                                   |
|  | |
|  | \| \| Borneodelfin (Lagenodelphis hosei) \| \| \| \| \| \| Gemeiner Delfin (Delphinus delphis) \| \| \| \| |
|  | |
|  | Borneodelfin (Lagenodelphis hosei)                                                                         |
|  | |
|  | Gemeiner Delfin (Delphinus delphis)                                                                        |
|  | |

|  | Borneodelfin (Lagenodelphis hosei)  |
|  |                                     |
|  | Gemeiner Delfin (Delphinus delphis) |
|  |                                     |

|  | Tursiops                                                                                                   |
|  | |
|  | \| \| Borneodelfin (Lagenodelphis hosei) \| \| \| \| \| \| Gemeiner Delfin (Delphinus delphis) \| \| \| \| |
|  | |
|  | Borneodelfin (Lagenodelphis hosei)                                                                         |
|  | |
|  | Gemeiner Delfin (Delphinus delphis)                                                                        |
|  | |

|  | Borneodelfin (Lagenodelphis hosei)  |
|  |                                     |
|  | Gemeiner Delfin (Delphinus delphis) |
|  |                                     |

|  | Tursiops                                                                                                   |
|  | |
|  | \| \| Borneodelfin (Lagenodelphis hosei) \| \| \| \| \| \| Gemeiner Delfin (Delphinus delphis) \| \| \| \| |
|  | |
|  | Borneodelfin (Lagenodelphis hosei)                                                                         |
|  | |
|  | Gemeiner Delfin (Delphinus delphis)                                                                        |
|  | |

|  | Borneodelfin (Lagenodelphis hosei)  |
|  |                                     |
|  | Gemeiner Delfin (Delphinus delphis) |
|  |                                     |

|  | Rundkopfdelfin (Grampus griseus)                                                                         |
|  | |
|  | \| \| Breitschnabeldelfin (Peponocephala electra) \| \| \| \| \| \| Grindwale (Globicephala) \| \| \| \| |
|  | |
|  | Breitschnabeldelfin (Peponocephala electra)                                                              |
|  | |
|  | Grindwale (Globicephala)                                                                                 |
|  | |

|  | Breitschnabeldelfin (Peponocephala electra) |
|  |                                             |
|  | Grindwale (Globicephala)                    |
|  |                                             |

|  | Rundkopfdelfin (Grampus griseus)                                                                         |
|  | |
|  | \| \| Breitschnabeldelfin (Peponocephala electra) \| \| \| \| \| \| Grindwale (Globicephala) \| \| \| \| |
|  | |
|  | Breitschnabeldelfin (Peponocephala electra)                                                              |
|  | |
|  | Grindwale (Globicephala)                                                                                 |
|  | |

|  | Breitschnabeldelfin (Peponocephala electra) |
|  |                                             |
|  | Grindwale (Globicephala)                    |
|  |                                             |

|  | Rundkopfdelfin (Grampus griseus)                                                                         |
|  | |
|  | \| \| Breitschnabeldelfin (Peponocephala electra) \| \| \| \| \| \| Grindwale (Globicephala) \| \| \| \| |
|  | |
|  | Breitschnabeldelfin (Peponocephala electra)                                                              |
|  | |
|  | Grindwale (Globicephala)                                                                                 |
|  | |

|  | Breitschnabeldelfin (Peponocephala electra) |
|  |                                             |
|  | Grindwale (Globicephala)                    |
|  |                                             |

|  | Rundkopfdelfin (Grampus griseus)                                                                         |
|  | |
|  | \| \| Breitschnabeldelfin (Peponocephala electra) \| \| \| \| \| \| Grindwale (Globicephala) \| \| \| \| |
|  | |
|  | Breitschnabeldelfin (Peponocephala electra)                                                              |
|  | |
|  | Grindwale (Globicephala)                                                                                 |
|  | |

|  | Breitschnabeldelfin (Peponocephala electra) |
|  |                                             |
|  | Grindwale (Globicephala)                    |
|  |                                             |

|  | Tursiops                                                                                                   |
|  | |
|  | \| \| Borneodelfin (Lagenodelphis hosei) \| \| \| \| \| \| Gemeiner Delfin (Delphinus delphis) \| \| \| \| |
|  | |
|  | Borneodelfin (Lagenodelphis hosei)                                                                         |
|  | |
|  | Gemeiner Delfin (Delphinus delphis)                                                                        |
|  | |

|  | Borneodelfin (Lagenodelphis hosei)  |
|  |                                     |
|  | Gemeiner Delfin (Delphinus delphis) |
|  |                                     |

|  | Tursiops                                                                                                   |
|  | |
|  | \| \| Borneodelfin (Lagenodelphis hosei) \| \| \| \| \| \| Gemeiner Delfin (Delphinus delphis) \| \| \| \| |
|  | |
|  | Borneodelfin (Lagenodelphis hosei)                                                                         |
|  | |
|  | Gemeiner Delfin (Delphinus delphis)                                                                        |
|  | |

|  | Borneodelfin (Lagenodelphis hosei)  |
|  |                                     |
|  | Gemeiner Delfin (Delphinus delphis) |
|  |                                     |

|  | Tursiops                                                                                                   |
|  | |
|  | \| \| Borneodelfin (Lagenodelphis hosei) \| \| \| \| \| \| Gemeiner Delfin (Delphinus delphis) \| \| \| \| |
|  | |
|  | Borneodelfin (Lagenodelphis hosei)                                                                         |
|  | |
|  | Gemeiner Delfin (Delphinus delphis)                                                                        |
|  | |

|  | Borneodelfin (Lagenodelphis hosei)  |
|  |                                     |
|  | Gemeiner Delfin (Delphinus delphis) |
|  |                                     |

|  | Tursiops                                                                                                   |
|  | |
|  | \| \| Borneodelfin (Lagenodelphis hosei) \| \| \| \| \| \| Gemeiner Delfin (Delphinus delphis) \| \| \| \| |
|  | |
|  | Borneodelfin (Lagenodelphis hosei)                                                                         |
|  | |
|  | Gemeiner Delfin (Delphinus delphis)                                                                        |
|  | |

|  | Borneodelfin (Lagenodelphis hosei)  |
|  |                                     |
|  | Gemeiner Delfin (Delphinus delphis) |
|  |                                     |

|  | Glattdelfine (Lissodelphis)                                                               |
|  |                                                                                           |
|  | \| \| Aethalodelphis \| \| \| \| \| \| Schwarz-Weiß-Delfine (Cephalorhynchus) \| \| \| \| |
|  |                                                                                           |
|  | Aethalodelphis                                                                            |
|  |                                                                                           |
|  | Schwarz-Weiß-Delfine (Cephalorhynchus)                                                    |
|  |                                                                                           |

|  | Aethalodelphis                         |
|  |                                        |
|  | Schwarz-Weiß-Delfine (Cephalorhynchus) |
|  |                                        |

|  | Rundkopfdelfin (Grampus griseus)                                                                         |
|  | |
|  | \| \| Breitschnabeldelfin (Peponocephala electra) \| \| \| \| \| \| Grindwale (Globicephala) \| \| \| \| |
|  | |
|  | Breitschnabeldelfin (Peponocephala electra)                                                              |
|  | |
|  | Grindwale (Globicephala)                                                                                 |
|  | |

|  | Breitschnabeldelfin (Peponocephala electra) |
|  |                                             |
|  | Grindwale (Globicephala)                    |
|  |                                             |

|  | Rundkopfdelfin (Grampus griseus)                                                                         |
|  | |
|  | \| \| Breitschnabeldelfin (Peponocephala electra) \| \| \| \| \| \| Grindwale (Globicephala) \| \| \| \| |
|  | |
|  | Breitschnabeldelfin (Peponocephala electra)                                                              |
|  | |
|  | Grindwale (Globicephala)                                                                                 |
|  | |

|  | Breitschnabeldelfin (Peponocephala electra) |
|  |                                             |
|  | Grindwale (Globicephala)                    |
|  |                                             |

|  | Rundkopfdelfin (Grampus griseus)                                                                         |
|  | |
|  | \| \| Breitschnabeldelfin (Peponocephala electra) \| \| \| \| \| \| Grindwale (Globicephala) \| \| \| \| |
|  | |
|  | Breitschnabeldelfin (Peponocephala electra)                                                              |
|  | |
|  | Grindwale (Globicephala)                                                                                 |
|  | |

|  | Breitschnabeldelfin (Peponocephala electra) |
|  |                                             |
|  | Grindwale (Globicephala)                    |
|  |                                             |

|  | Rundkopfdelfin (Grampus griseus)                                                                         |
|  | |
|  | \| \| Breitschnabeldelfin (Peponocephala electra) \| \| \| \| \| \| Grindwale (Globicephala) \| \| \| \| |
|  | |
|  | Breitschnabeldelfin (Peponocephala electra)                                                              |
|  | |
|  | Grindwale (Globicephala)                                                                                 |
|  | |

|  | Breitschnabeldelfin (Peponocephala electra) |
|  |                                             |
|  | Grindwale (Globicephala)                    |
|  |                                             |

|  | Tursiops                                                                                                   |
|  | |
|  | \| \| Borneodelfin (Lagenodelphis hosei) \| \| \| \| \| \| Gemeiner Delfin (Delphinus delphis) \| \| \| \| |
|  | |
|  | Borneodelfin (Lagenodelphis hosei)                                                                         |
|  | |
|  | Gemeiner Delfin (Delphinus delphis)                                                                        |
|  | |

|  | Borneodelfin (Lagenodelphis hosei)  |
|  |                                     |
|  | Gemeiner Delfin (Delphinus delphis) |
|  |                                     |

|  | Tursiops                                                                                                   |
|  | |
|  | \| \| Borneodelfin (Lagenodelphis hosei) \| \| \| \| \| \| Gemeiner Delfin (Delphinus delphis) \| \| \| \| |
|  | |
|  | Borneodelfin (Lagenodelphis hosei)                                                                         |
|  | |
|  | Gemeiner Delfin (Delphinus delphis)                                                                        |
|  | |

|  | Borneodelfin (Lagenodelphis hosei)  |
|  |                                     |
|  | Gemeiner Delfin (Delphinus delphis) |
|  |                                     |

|  | Tursiops                                                                                                   |
|  | |
|  | \| \| Borneodelfin (Lagenodelphis hosei) \| \| \| \| \| \| Gemeiner Delfin (Delphinus delphis) \| \| \| \| |
|  | |
|  | Borneodelfin (Lagenodelphis hosei)                                                                         |
|  | |
|  | Gemeiner Delfin (Delphinus delphis)                                                                        |
|  | |

|  | Borneodelfin (Lagenodelphis hosei)  |
|  |                                     |
|  | Gemeiner Delfin (Delphinus delphis) |
|  |                                     |

|  | Tursiops                                                                                                   |
|  | |
|  | \| \| Borneodelfin (Lagenodelphis hosei) \| \| \| \| \| \| Gemeiner Delfin (Delphinus delphis) \| \| \| \| |
|  | |
|  | Borneodelfin (Lagenodelphis hosei)                                                                         |
|  | |
|  | Gemeiner Delfin (Delphinus delphis)                                                                        |
|  | |

|  | Borneodelfin (Lagenodelphis hosei)  |
|  |                                     |
|  | Gemeiner Delfin (Delphinus delphis) |
|  |                                     |

|  | Rundkopfdelfin (Grampus griseus)                                                                         |
|  | |
|  | \| \| Breitschnabeldelfin (Peponocephala electra) \| \| \| \| \| \| Grindwale (Globicephala) \| \| \| \| |
|  | |
|  | Breitschnabeldelfin (Peponocephala electra)                                                              |
|  | |
|  | Grindwale (Globicephala)                                                                                 |
|  | |

|  | Breitschnabeldelfin (Peponocephala electra) |
|  |                                             |
|  | Grindwale (Globicephala)                    |
|  |                                             |

|  | Rundkopfdelfin (Grampus griseus)                                                                         |
|  | |
|  | \| \| Breitschnabeldelfin (Peponocephala electra) \| \| \| \| \| \| Grindwale (Globicephala) \| \| \| \| |
|  | |
|  | Breitschnabeldelfin (Peponocephala electra)                                                              |
|  | |
|  | Grindwale (Globicephala)                                                                                 |
|  | |

|  | Breitschnabeldelfin (Peponocephala electra) |
|  |                                             |
|  | Grindwale (Globicephala)                    |
|  |                                             |

|  | Rundkopfdelfin (Grampus griseus)                                                                         |
|  | |
|  | \| \| Breitschnabeldelfin (Peponocephala electra) \| \| \| \| \| \| Grindwale (Globicephala) \| \| \| \| |
|  | |
|  | Breitschnabeldelfin (Peponocephala electra)                                                              |
|  | |
|  | Grindwale (Globicephala)                                                                                 |
|  | |

|  | Breitschnabeldelfin (Peponocephala electra) |
|  |                                             |
|  | Grindwale (Globicephala)                    |
|  |                                             |

|  | Rundkopfdelfin (Grampus griseus)                                                                         |
|  | |
|  | \| \| Breitschnabeldelfin (Peponocephala electra) \| \| \| \| \| \| Grindwale (Globicephala) \| \| \| \| |
|  | |
|  | Breitschnabeldelfin (Peponocephala electra)                                                              |
|  | |
|  | Grindwale (Globicephala)                                                                                 |
|  | |

|  | Breitschnabeldelfin (Peponocephala electra) |
|  |                                             |
|  | Grindwale (Globicephala)                    |
|  |                                             |

|  | Tursiops                                                                                                   |
|  | |
|  | \| \| Borneodelfin (Lagenodelphis hosei) \| \| \| \| \| \| Gemeiner Delfin (Delphinus delphis) \| \| \| \| |
|  | |
|  | Borneodelfin (Lagenodelphis hosei)                                                                         |
|  | |
|  | Gemeiner Delfin (Delphinus delphis)                                                                        |
|  | |

|  | Borneodelfin (Lagenodelphis hosei)  |
|  |                                     |
|  | Gemeiner Delfin (Delphinus delphis) |
|  |                                     |

|  | Tursiops                                                                                                   |
|  | |
|  | \| \| Borneodelfin (Lagenodelphis hosei) \| \| \| \| \| \| Gemeiner Delfin (Delphinus delphis) \| \| \| \| |
|  | |
|  | Borneodelfin (Lagenodelphis hosei)                                                                         |
|  | |
|  | Gemeiner Delfin (Delphinus delphis)                                                                        |
|  | |

|  | Borneodelfin (Lagenodelphis hosei)  |
|  |                                     |
|  | Gemeiner Delfin (Delphinus delphis) |
|  |                                     |

|  | Tursiops                                                                                                   |
|  | |
|  | \| \| Borneodelfin (Lagenodelphis hosei) \| \| \| \| \| \| Gemeiner Delfin (Delphinus delphis) \| \| \| \| |
|  | |
|  | Borneodelfin (Lagenodelphis hosei)                                                                         |
|  | |
|  | Gemeiner Delfin (Delphinus delphis)                                                                        |
|  | |

|  | Borneodelfin (Lagenodelphis hosei)  |
|  |                                     |
|  | Gemeiner Delfin (Delphinus delphis) |
|  |                                     |

|  | Tursiops                                                                                                   |
|  | |
|  | \| \| Borneodelfin (Lagenodelphis hosei) \| \| \| \| \| \| Gemeiner Delfin (Delphinus delphis) \| \| \| \| |
|  | |
|  | Borneodelfin (Lagenodelphis hosei)                                                                         |
|  | |
|  | Gemeiner Delfin (Delphinus delphis)                                                                        |
|  | |

|  | Borneodelfin (Lagenodelphis hosei)  |
|  |                                     |
|  | Gemeiner Delfin (Delphinus delphis) |
|  |                                     |

|  | Glattdelfine (Lissodelphis)                                                               |
|  |                                                                                           |
|  | \| \| Aethalodelphis \| \| \| \| \| \| Schwarz-Weiß-Delfine (Cephalorhynchus) \| \| \| \| |
|  |                                                                                           |
|  | Aethalodelphis                                                                            |
|  |                                                                                           |
|  | Schwarz-Weiß-Delfine (Cephalorhynchus)                                                    |
|  |                                                                                           |

|  | Aethalodelphis                         |
|  |                                        |
|  | Schwarz-Weiß-Delfine (Cephalorhynchus) |
|  |                                        |

|  | Rundkopfdelfin (Grampus griseus)                                                                         |
|  | |
|  | \| \| Breitschnabeldelfin (Peponocephala electra) \| \| \| \| \| \| Grindwale (Globicephala) \| \| \| \| |
|  | |
|  | Breitschnabeldelfin (Peponocephala electra)                                                              |
|  | |
|  | Grindwale (Globicephala)                                                                                 |
|  | |

|  | Breitschnabeldelfin (Peponocephala electra) |
|  |                                             |
|  | Grindwale (Globicephala)                    |
|  |                                             |

|  | Rundkopfdelfin (Grampus griseus)                                                                         |
|  | |
|  | \| \| Breitschnabeldelfin (Peponocephala electra) \| \| \| \| \| \| Grindwale (Globicephala) \| \| \| \| |
|  | |
|  | Breitschnabeldelfin (Peponocephala electra)                                                              |
|  | |
|  | Grindwale (Globicephala)                                                                                 |
|  | |

|  | Breitschnabeldelfin (Peponocephala electra) |
|  |                                             |
|  | Grindwale (Globicephala)                    |
|  |                                             |

|  | Rundkopfdelfin (Grampus griseus)                                                                         |
|  | |
|  | \| \| Breitschnabeldelfin (Peponocephala electra) \| \| \| \| \| \| Grindwale (Globicephala) \| \| \| \| |
|  | |
|  | Breitschnabeldelfin (Peponocephala electra)                                                              |
|  | |
|  | Grindwale (Globicephala)                                                                                 |
|  | |

|  | Breitschnabeldelfin (Peponocephala electra) |
|  |                                             |
|  | Grindwale (Globicephala)                    |
|  |                                             |

|  | Rundkopfdelfin (Grampus griseus)                                                                         |
|  | |
|  | \| \| Breitschnabeldelfin (Peponocephala electra) \| \| \| \| \| \| Grindwale (Globicephala) \| \| \| \| |
|  | |
|  | Breitschnabeldelfin (Peponocephala electra)                                                              |
|  | |
|  | Grindwale (Globicephala)                                                                                 |
|  | |

|  | Breitschnabeldelfin (Peponocephala electra) |
|  |                                             |
|  | Grindwale (Globicephala)                    |
|  |                                             |

|  | Tursiops                                                                                                   |
|  | |
|  | \| \| Borneodelfin (Lagenodelphis hosei) \| \| \| \| \| \| Gemeiner Delfin (Delphinus delphis) \| \| \| \| |
|  | |
|  | Borneodelfin (Lagenodelphis hosei)                                                                         |
|  | |
|  | Gemeiner Delfin (Delphinus delphis)                                                                        |
|  | |

|  | Borneodelfin (Lagenodelphis hosei)  |
|  |                                     |
|  | Gemeiner Delfin (Delphinus delphis) |
|  |                                     |

|  | Tursiops                                                                                                   |
|  | |
|  | \| \| Borneodelfin (Lagenodelphis hosei) \| \| \| \| \| \| Gemeiner Delfin (Delphinus delphis) \| \| \| \| |
|  | |
|  | Borneodelfin (Lagenodelphis hosei)                                                                         |
|  | |
|  | Gemeiner Delfin (Delphinus delphis)                                                                        |
|  | |

|  | Borneodelfin (Lagenodelphis hosei)  |
|  |                                     |
|  | Gemeiner Delfin (Delphinus delphis) |
|  |                                     |

|  | Tursiops                                                                                                   |
|  | |
|  | \| \| Borneodelfin (Lagenodelphis hosei) \| \| \| \| \| \| Gemeiner Delfin (Delphinus delphis) \| \| \| \| |
|  | |
|  | Borneodelfin (Lagenodelphis hosei)                                                                         |
|  | |
|  | Gemeiner Delfin (Delphinus delphis)                                                                        |
|  | |

|  | Borneodelfin (Lagenodelphis hosei)  |
|  |                                     |
|  | Gemeiner Delfin (Delphinus delphis) |
|  |                                     |

|  | Tursiops                                                                                                   |
|  | |
|  | \| \| Borneodelfin (Lagenodelphis hosei) \| \| \| \| \| \| Gemeiner Delfin (Delphinus delphis) \| \| \| \| |
|  | |
|  | Borneodelfin (Lagenodelphis hosei)                                                                         |
|  | |
|  | Gemeiner Delfin (Delphinus delphis)                                                                        |
|  | |

|  | Borneodelfin (Lagenodelphis hosei)  |
|  |                                     |
|  | Gemeiner Delfin (Delphinus delphis) |
|  |                                     |

|  | Rundkopfdelfin (Grampus griseus)                                                                         |
|  | |
|  | \| \| Breitschnabeldelfin (Peponocephala electra) \| \| \| \| \| \| Grindwale (Globicephala) \| \| \| \| |
|  | |
|  | Breitschnabeldelfin (Peponocephala electra)                                                              |
|  | |
|  | Grindwale (Globicephala)                                                                                 |
|  | |

|  | Breitschnabeldelfin (Peponocephala electra) |
|  |                                             |
|  | Grindwale (Globicephala)                    |
|  |                                             |

|  | Rundkopfdelfin (Grampus griseus)                                                                         |
|  | |
|  | \| \| Breitschnabeldelfin (Peponocephala electra) \| \| \| \| \| \| Grindwale (Globicephala) \| \| \| \| |
|  | |
|  | Breitschnabeldelfin (Peponocephala electra)                                                              |
|  | |
|  | Grindwale (Globicephala)                                                                                 |
|  | |

|  | Breitschnabeldelfin (Peponocephala electra) |
|  |                                             |
|  | Grindwale (Globicephala)                    |
|  |                                             |

|  | Rundkopfdelfin (Grampus griseus)                                                                         |
|  | |
|  | \| \| Breitschnabeldelfin (Peponocephala electra) \| \| \| \| \| \| Grindwale (Globicephala) \| \| \| \| |
|  | |
|  | Breitschnabeldelfin (Peponocephala electra)                                                              |
|  | |
|  | Grindwale (Globicephala)                                                                                 |
|  | |

|  | Breitschnabeldelfin (Peponocephala electra) |
|  |                                             |
|  | Grindwale (Globicephala)                    |
|  |                                             |

|  | Rundkopfdelfin (Grampus griseus)                                                                         |
|  | |
|  | \| \| Breitschnabeldelfin (Peponocephala electra) \| \| \| \| \| \| Grindwale (Globicephala) \| \| \| \| |
|  | |
|  | Breitschnabeldelfin (Peponocephala electra)                                                              |
|  | |
|  | Grindwale (Globicephala)                                                                                 |
|  | |

|  | Breitschnabeldelfin (Peponocephala electra) |
|  |                                             |
|  | Grindwale (Globicephala)                    |
|  |                                             |

|  | Tursiops                                                                                                   |
|  | |
|  | \| \| Borneodelfin (Lagenodelphis hosei) \| \| \| \| \| \| Gemeiner Delfin (Delphinus delphis) \| \| \| \| |
|  | |
|  | Borneodelfin (Lagenodelphis hosei)                                                                         |
|  | |
|  | Gemeiner Delfin (Delphinus delphis)                                                                        |
|  | |

|  | Borneodelfin (Lagenodelphis hosei)  |
|  |                                     |
|  | Gemeiner Delfin (Delphinus delphis) |
|  |                                     |

|  | Tursiops                                                                                                   |
|  | |
|  | \| \| Borneodelfin (Lagenodelphis hosei) \| \| \| \| \| \| Gemeiner Delfin (Delphinus delphis) \| \| \| \| |
|  | |
|  | Borneodelfin (Lagenodelphis hosei)                                                                         |
|  | |
|  | Gemeiner Delfin (Delphinus delphis)                                                                        |
|  | |

|  | Borneodelfin (Lagenodelphis hosei)  |
|  |                                     |
|  | Gemeiner Delfin (Delphinus delphis) |
|  |                                     |

|  | Tursiops                                                                                                   |
|  | |
|  | \| \| Borneodelfin (Lagenodelphis hosei) \| \| \| \| \| \| Gemeiner Delfin (Delphinus delphis) \| \| \| \| |
|  | |
|  | Borneodelfin (Lagenodelphis hosei)                                                                         |
|  | |
|  | Gemeiner Delfin (Delphinus delphis)                                                                        |
|  | |

|  | Borneodelfin (Lagenodelphis hosei)  |
|  |                                     |
|  | Gemeiner Delfin (Delphinus delphis) |
|  |                                     |

|  | Tursiops                                                                                                   |
|  | |
|  | \| \| Borneodelfin (Lagenodelphis hosei) \| \| \| \| \| \| Gemeiner Delfin (Delphinus delphis) \| \| \| \| |
|  | |
|  | Borneodelfin (Lagenodelphis hosei)                                                                         |
|  | |
|  | Gemeiner Delfin (Delphinus delphis)                                                                        |
|  | |

|  | Borneodelfin (Lagenodelphis hosei)  |
|  |                                     |
|  | Gemeiner Delfin (Delphinus delphis) |
|  |                                     |

|  | Glattdelfine (Lissodelphis)                                                               |
|  |                                                                                           |
|  | \| \| Aethalodelphis \| \| \| \| \| \| Schwarz-Weiß-Delfine (Cephalorhynchus) \| \| \| \| |
|  |                                                                                           |
|  | Aethalodelphis                                                                            |
|  |                                                                                           |
|  | Schwarz-Weiß-Delfine (Cephalorhynchus)                                                    |
|  |                                                                                           |

|  | Aethalodelphis                         |
|  |                                        |
|  | Schwarz-Weiß-Delfine (Cephalorhynchus) |
|  |                                        |

|  | Rundkopfdelfin (Grampus griseus)                                                                         |
|  | |
|  | \| \| Breitschnabeldelfin (Peponocephala electra) \| \| \| \| \| \| Grindwale (Globicephala) \| \| \| \| |
|  | |
|  | Breitschnabeldelfin (Peponocephala electra)                                                              |
|  | |
|  | Grindwale (Globicephala)                                                                                 |
|  | |

|  | Breitschnabeldelfin (Peponocephala electra) |
|  |                                             |
|  | Grindwale (Globicephala)                    |
|  |                                             |

|  | Rundkopfdelfin (Grampus griseus)                                                                         |
|  | |
|  | \| \| Breitschnabeldelfin (Peponocephala electra) \| \| \| \| \| \| Grindwale (Globicephala) \| \| \| \| |
|  | |
|  | Breitschnabeldelfin (Peponocephala electra)                                                              |
|  | |
|  | Grindwale (Globicephala)                                                                                 |
|  | |

|  | Breitschnabeldelfin (Peponocephala electra) |
|  |                                             |
|  | Grindwale (Globicephala)                    |
|  |                                             |

|  | Rundkopfdelfin (Grampus griseus)                                                                         |
|  | |
|  | \| \| Breitschnabeldelfin (Peponocephala electra) \| \| \| \| \| \| Grindwale (Globicephala) \| \| \| \| |
|  | |
|  | Breitschnabeldelfin (Peponocephala electra)                                                              |
|  | |
|  | Grindwale (Globicephala)                                                                                 |
|  | |

|  | Breitschnabeldelfin (Peponocephala electra) |
|  |                                             |
|  | Grindwale (Globicephala)                    |
|  |                                             |

|  | Rundkopfdelfin (Grampus griseus)                                                                         |
|  | |
|  | \| \| Breitschnabeldelfin (Peponocephala electra) \| \| \| \| \| \| Grindwale (Globicephala) \| \| \| \| |
|  | |
|  | Breitschnabeldelfin (Peponocephala electra)                                                              |
|  | |
|  | Grindwale (Globicephala)                                                                                 |
|  | |

|  | Breitschnabeldelfin (Peponocephala electra) |
|  |                                             |
|  | Grindwale (Globicephala)                    |
|  |                                             |

|  | Tursiops                                                                                                   |
|  | |
|  | \| \| Borneodelfin (Lagenodelphis hosei) \| \| \| \| \| \| Gemeiner Delfin (Delphinus delphis) \| \| \| \| |
|  | |
|  | Borneodelfin (Lagenodelphis hosei)                                                                         |
|  | |
|  | Gemeiner Delfin (Delphinus delphis)                                                                        |
|  | |

|  | Borneodelfin (Lagenodelphis hosei)  |
|  |                                     |
|  | Gemeiner Delfin (Delphinus delphis) |
|  |                                     |

|  | Tursiops                                                                                                   |
|  | |
|  | \| \| Borneodelfin (Lagenodelphis hosei) \| \| \| \| \| \| Gemeiner Delfin (Delphinus delphis) \| \| \| \| |
|  | |
|  | Borneodelfin (Lagenodelphis hosei)                                                                         |
|  | |
|  | Gemeiner Delfin (Delphinus delphis)                                                                        |
|  | |

|  | Borneodelfin (Lagenodelphis hosei)  |
|  |                                     |
|  | Gemeiner Delfin (Delphinus delphis) |
|  |                                     |

|  | Tursiops                                                                                                   |
|  | |
|  | \| \| Borneodelfin (Lagenodelphis hosei) \| \| \| \| \| \| Gemeiner Delfin (Delphinus delphis) \| \| \| \| |
|  | |
|  | Borneodelfin (Lagenodelphis hosei)                                                                         |
|  | |
|  | Gemeiner Delfin (Delphinus delphis)                                                                        |
|  | |

|  | Borneodelfin (Lagenodelphis hosei)  |
|  |                                     |
|  | Gemeiner Delfin (Delphinus delphis) |
|  |                                     |

|  | Tursiops                                                                                                   |
|  | |
|  | \| \| Borneodelfin (Lagenodelphis hosei) \| \| \| \| \| \| Gemeiner Delfin (Delphinus delphis) \| \| \| \| |
|  | |
|  | Borneodelfin (Lagenodelphis hosei)                                                                         |
|  | |
|  | Gemeiner Delfin (Delphinus delphis)                                                                        |
|  | |

|  | Borneodelfin (Lagenodelphis hosei)  |
|  |                                     |
|  | Gemeiner Delfin (Delphinus delphis) |
|  |                                     |

|  | Rundkopfdelfin (Grampus griseus)                                                                         |
|  | |
|  | \| \| Breitschnabeldelfin (Peponocephala electra) \| \| \| \| \| \| Grindwale (Globicephala) \| \| \| \| |
|  | |
|  | Breitschnabeldelfin (Peponocephala electra)                                                              |
|  | |
|  | Grindwale (Globicephala)                                                                                 |
|  | |

|  | Breitschnabeldelfin (Peponocephala electra) |
|  |                                             |
|  | Grindwale (Globicephala)                    |
|  |                                             |

|  | Rundkopfdelfin (Grampus griseus)                                                                         |
|  | |
|  | \| \| Breitschnabeldelfin (Peponocephala electra) \| \| \| \| \| \| Grindwale (Globicephala) \| \| \| \| |
|  | |
|  | Breitschnabeldelfin (Peponocephala electra)                                                              |
|  | |
|  | Grindwale (Globicephala)                                                                                 |
|  | |

|  | Breitschnabeldelfin (Peponocephala electra) |
|  |                                             |
|  | Grindwale (Globicephala)                    |
|  |                                             |

|  | Rundkopfdelfin (Grampus griseus)                                                                         |
|  | |
|  | \| \| Breitschnabeldelfin (Peponocephala electra) \| \| \| \| \| \| Grindwale (Globicephala) \| \| \| \| |
|  | |
|  | Breitschnabeldelfin (Peponocephala electra)                                                              |
|  | |
|  | Grindwale (Globicephala)                                                                                 |
|  | |

|  | Breitschnabeldelfin (Peponocephala electra) |
|  |                                             |
|  | Grindwale (Globicephala)                    |
|  |                                             |

|  | Rundkopfdelfin (Grampus griseus)                                                                         |
|  | |
|  | \| \| Breitschnabeldelfin (Peponocephala electra) \| \| \| \| \| \| Grindwale (Globicephala) \| \| \| \| |
|  | |
|  | Breitschnabeldelfin (Peponocephala electra)                                                              |
|  | |
|  | Grindwale (Globicephala)                                                                                 |
|  | |

|  | Breitschnabeldelfin (Peponocephala electra) |
|  |                                             |
|  | Grindwale (Globicephala)                    |
|  |                                             |

|  | Tursiops                                                                                                   |
|  | |
|  | \| \| Borneodelfin (Lagenodelphis hosei) \| \| \| \| \| \| Gemeiner Delfin (Delphinus delphis) \| \| \| \| |
|  | |
|  | Borneodelfin (Lagenodelphis hosei)                                                                         |
|  | |
|  | Gemeiner Delfin (Delphinus delphis)                                                                        |
|  | |

|  | Borneodelfin (Lagenodelphis hosei)  |
|  |                                     |
|  | Gemeiner Delfin (Delphinus delphis) |
|  |                                     |

|  | Tursiops                                                                                                   |
|  | |
|  | \| \| Borneodelfin (Lagenodelphis hosei) \| \| \| \| \| \| Gemeiner Delfin (Delphinus delphis) \| \| \| \| |
|  | |
|  | Borneodelfin (Lagenodelphis hosei)                                                                         |
|  | |
|  | Gemeiner Delfin (Delphinus delphis)                                                                        |
|  | |

|  | Borneodelfin (Lagenodelphis hosei)  |
|  |                                     |
|  | Gemeiner Delfin (Delphinus delphis) |
|  |                                     |

|  | Tursiops                                                                                                   |
|  | |
|  | \| \| Borneodelfin (Lagenodelphis hosei) \| \| \| \| \| \| Gemeiner Delfin (Delphinus delphis) \| \| \| \| |
|  | |
|  | Borneodelfin (Lagenodelphis hosei)                                                                         |
|  | |
|  | Gemeiner Delfin (Delphinus delphis)                                                                        |
|  | |

|  | Borneodelfin (Lagenodelphis hosei)  |
|  |                                     |
|  | Gemeiner Delfin (Delphinus delphis) |
|  |                                     |

|  | Tursiops                                                                                                   |
|  | |
|  | \| \| Borneodelfin (Lagenodelphis hosei) \| \| \| \| \| \| Gemeiner Delfin (Delphinus delphis) \| \| \| \| |
|  | |
|  | Borneodelfin (Lagenodelphis hosei)                                                                         |
|  | |
|  | Gemeiner Delfin (Delphinus delphis)                                                                        |
|  | |

|  | Borneodelfin (Lagenodelphis hosei)  |
|  |                                     |
|  | Gemeiner Delfin (Delphinus delphis) |
|  |                                     |

|  | Glattdelfine (Lissodelphis)                                                               |
|  |                                                                                           |
|  | \| \| Aethalodelphis \| \| \| \| \| \| Schwarz-Weiß-Delfine (Cephalorhynchus) \| \| \| \| |
|  |                                                                                           |
|  | Aethalodelphis                                                                            |
|  |                                                                                           |
|  | Schwarz-Weiß-Delfine (Cephalorhynchus)                                                    |
|  |                                                                                           |

|  | Aethalodelphis                         |
|  |                                        |
|  | Schwarz-Weiß-Delfine (Cephalorhynchus) |
|  |                                        |

|  | Rundkopfdelfin (Grampus griseus)                                                                         |
|  | |
|  | \| \| Breitschnabeldelfin (Peponocephala electra) \| \| \| \| \| \| Grindwale (Globicephala) \| \| \| \| |
|  | |
|  | Breitschnabeldelfin (Peponocephala electra)                                                              |
|  | |
|  | Grindwale (Globicephala)                                                                                 |
|  | |

|  | Breitschnabeldelfin (Peponocephala electra) |
|  |                                             |
|  | Grindwale (Globicephala)                    |
|  |                                             |

|  | Rundkopfdelfin (Grampus griseus)                                                                         |
|  | |
|  | \| \| Breitschnabeldelfin (Peponocephala electra) \| \| \| \| \| \| Grindwale (Globicephala) \| \| \| \| |
|  | |
|  | Breitschnabeldelfin (Peponocephala electra)                                                              |
|  | |
|  | Grindwale (Globicephala)                                                                                 |
|  | |

|  | Breitschnabeldelfin (Peponocephala electra) |
|  |                                             |
|  | Grindwale (Globicephala)                    |
|  |                                             |

|  | Rundkopfdelfin (Grampus griseus)                                                                         |
|  | |
|  | \| \| Breitschnabeldelfin (Peponocephala electra) \| \| \| \| \| \| Grindwale (Globicephala) \| \| \| \| |
|  | |
|  | Breitschnabeldelfin (Peponocephala electra)                                                              |
|  | |
|  | Grindwale (Globicephala)                                                                                 |
|  | |

|  | Breitschnabeldelfin (Peponocephala electra) |
|  |                                             |
|  | Grindwale (Globicephala)                    |
|  |                                             |

|  | Rundkopfdelfin (Grampus griseus)                                                                         |
|  | |
|  | \| \| Breitschnabeldelfin (Peponocephala electra) \| \| \| \| \| \| Grindwale (Globicephala) \| \| \| \| |
|  | |
|  | Breitschnabeldelfin (Peponocephala electra)                                                              |
|  | |
|  | Grindwale (Globicephala)                                                                                 |
|  | |

|  | Breitschnabeldelfin (Peponocephala electra) |
|  |                                             |
|  | Grindwale (Globicephala)                    |
|  |                                             |

|  | Tursiops                                                                                                   |
|  | |
|  | \| \| Borneodelfin (Lagenodelphis hosei) \| \| \| \| \| \| Gemeiner Delfin (Delphinus delphis) \| \| \| \| |
|  | |
|  | Borneodelfin (Lagenodelphis hosei)                                                                         |
|  | |
|  | Gemeiner Delfin (Delphinus delphis)                                                                        |
|  | |

|  | Borneodelfin (Lagenodelphis hosei)  |
|  |                                     |
|  | Gemeiner Delfin (Delphinus delphis) |
|  |                                     |

|  | Tursiops                                                                                                   |
|  | |
|  | \| \| Borneodelfin (Lagenodelphis hosei) \| \| \| \| \| \| Gemeiner Delfin (Delphinus delphis) \| \| \| \| |
|  | |
|  | Borneodelfin (Lagenodelphis hosei)                                                                         |
|  | |
|  | Gemeiner Delfin (Delphinus delphis)                                                                        |
|  | |

|  | Borneodelfin (Lagenodelphis hosei)  |
|  |                                     |
|  | Gemeiner Delfin (Delphinus delphis) |
|  |                                     |

|  | Tursiops                                                                                                   |
|  | |
|  | \| \| Borneodelfin (Lagenodelphis hosei) \| \| \| \| \| \| Gemeiner Delfin (Delphinus delphis) \| \| \| \| |
|  | |
|  | Borneodelfin (Lagenodelphis hosei)                                                                         |
|  | |
|  | Gemeiner Delfin (Delphinus delphis)                                                                        |
|  | |

|  | Borneodelfin (Lagenodelphis hosei)  |
|  |                                     |
|  | Gemeiner Delfin (Delphinus delphis) |
|  |                                     |

|  | Tursiops                                                                                                   |
|  | |
|  | \| \| Borneodelfin (Lagenodelphis hosei) \| \| \| \| \| \| Gemeiner Delfin (Delphinus delphis) \| \| \| \| |
|  | |
|  | Borneodelfin (Lagenodelphis hosei)                                                                         |
|  | |
|  | Gemeiner Delfin (Delphinus delphis)                                                                        |
|  | |

|  | Borneodelfin (Lagenodelphis hosei)  |
|  |                                     |
|  | Gemeiner Delfin (Delphinus delphis) |
|  |                                     |

|  | Rundkopfdelfin (Grampus griseus)                                                                         |
|  | |
|  | \| \| Breitschnabeldelfin (Peponocephala electra) \| \| \| \| \| \| Grindwale (Globicephala) \| \| \| \| |
|  | |
|  | Breitschnabeldelfin (Peponocephala electra)                                                              |
|  | |
|  | Grindwale (Globicephala)                                                                                 |
|  | |

|  | Breitschnabeldelfin (Peponocephala electra) |
|  |                                             |
|  | Grindwale (Globicephala)                    |
|  |                                             |

|  | Rundkopfdelfin (Grampus griseus)                                                                         |
|  | |
|  | \| \| Breitschnabeldelfin (Peponocephala electra) \| \| \| \| \| \| Grindwale (Globicephala) \| \| \| \| |
|  | |
|  | Breitschnabeldelfin (Peponocephala electra)                                                              |
|  | |
|  | Grindwale (Globicephala)                                                                                 |
|  | |

|  | Breitschnabeldelfin (Peponocephala electra) |
|  |                                             |
|  | Grindwale (Globicephala)                    |
|  |                                             |

|  | Rundkopfdelfin (Grampus griseus)                                                                         |
|  | |
|  | \| \| Breitschnabeldelfin (Peponocephala electra) \| \| \| \| \| \| Grindwale (Globicephala) \| \| \| \| |
|  | |
|  | Breitschnabeldelfin (Peponocephala electra)                                                              |
|  | |
|  | Grindwale (Globicephala)                                                                                 |
|  | |

|  | Breitschnabeldelfin (Peponocephala electra) |
|  |                                             |
|  | Grindwale (Globicephala)                    |
|  |                                             |

|  | Rundkopfdelfin (Grampus griseus)                                                                         |
|  | |
|  | \| \| Breitschnabeldelfin (Peponocephala electra) \| \| \| \| \| \| Grindwale (Globicephala) \| \| \| \| |
|  | |
|  | Breitschnabeldelfin (Peponocephala electra)                                                              |
|  | |
|  | Grindwale (Globicephala)                                                                                 |
|  | |

|  | Breitschnabeldelfin (Peponocephala electra) |
|  |                                             |
|  | Grindwale (Globicephala)                    |
|  |                                             |

|  | Tursiops                                                                                                   |
|  | |
|  | \| \| Borneodelfin (Lagenodelphis hosei) \| \| \| \| \| \| Gemeiner Delfin (Delphinus delphis) \| \| \| \| |
|  | |
|  | Borneodelfin (Lagenodelphis hosei)                                                                         |
|  | |
|  | Gemeiner Delfin (Delphinus delphis)                                                                        |
|  | |

|  | Borneodelfin (Lagenodelphis hosei)  |
|  |                                     |
|  | Gemeiner Delfin (Delphinus delphis) |
|  |                                     |

|  | Tursiops                                                                                                   |
|  | |
|  | \| \| Borneodelfin (Lagenodelphis hosei) \| \| \| \| \| \| Gemeiner Delfin (Delphinus delphis) \| \| \| \| |
|  | |
|  | Borneodelfin (Lagenodelphis hosei)                                                                         |
|  | |
|  | Gemeiner Delfin (Delphinus delphis)                                                                        |
|  | |

|  | Borneodelfin (Lagenodelphis hosei)  |
|  |                                     |
|  | Gemeiner Delfin (Delphinus delphis) |
|  |                                     |

|  | Tursiops                                                                                                   |
|  | |
|  | \| \| Borneodelfin (Lagenodelphis hosei) \| \| \| \| \| \| Gemeiner Delfin (Delphinus delphis) \| \| \| \| |
|  | |
|  | Borneodelfin (Lagenodelphis hosei)                                                                         |
|  | |
|  | Gemeiner Delfin (Delphinus delphis)                                                                        |
|  | |

|  | Borneodelfin (Lagenodelphis hosei)  |
|  |                                     |
|  | Gemeiner Delfin (Delphinus delphis) |
|  |                                     |

|  | Tursiops                                                                                                   |
|  | |
|  | \| \| Borneodelfin (Lagenodelphis hosei) \| \| \| \| \| \| Gemeiner Delfin (Delphinus delphis) \| \| \| \| |
|  | |
|  | Borneodelfin (Lagenodelphis hosei)                                                                         |
|  | |
|  | Gemeiner Delfin (Delphinus delphis)                                                                        |
|  | |

|  | Borneodelfin (Lagenodelphis hosei)  |
|  |                                     |
|  | Gemeiner Delfin (Delphinus delphis) |
|  |                                     |

|  | Glattdelfine (Lissodelphis)                                                               |
|  |                                                                                           |
|  | \| \| Aethalodelphis \| \| \| \| \| \| Schwarz-Weiß-Delfine (Cephalorhynchus) \| \| \| \| |
|  |                                                                                           |
|  | Aethalodelphis                                                                            |
|  |                                                                                           |
|  | Schwarz-Weiß-Delfine (Cephalorhynchus)                                                    |
|  |                                                                                           |

|  | Aethalodelphis                         |
|  |                                        |
|  | Schwarz-Weiß-Delfine (Cephalorhynchus) |
|  |                                        |

|  | Rundkopfdelfin (Grampus griseus)                                                                         |
|  | |
|  | \| \| Breitschnabeldelfin (Peponocephala electra) \| \| \| \| \| \| Grindwale (Globicephala) \| \| \| \| |
|  | |
|  | Breitschnabeldelfin (Peponocephala electra)                                                              |
|  | |
|  | Grindwale (Globicephala)                                                                                 |
|  | |

|  | Breitschnabeldelfin (Peponocephala electra) |
|  |                                             |
|  | Grindwale (Globicephala)                    |
|  |                                             |

|  | Rundkopfdelfin (Grampus griseus)                                                                         |
|  | |
|  | \| \| Breitschnabeldelfin (Peponocephala electra) \| \| \| \| \| \| Grindwale (Globicephala) \| \| \| \| |
|  | |
|  | Breitschnabeldelfin (Peponocephala electra)                                                              |
|  | |
|  | Grindwale (Globicephala)                                                                                 |
|  | |

|  | Breitschnabeldelfin (Peponocephala electra) |
|  |                                             |
|  | Grindwale (Globicephala)                    |
|  |                                             |

|  | Rundkopfdelfin (Grampus griseus)                                                                         |
|  | |
|  | \| \| Breitschnabeldelfin (Peponocephala electra) \| \| \| \| \| \| Grindwale (Globicephala) \| \| \| \| |
|  | |
|  | Breitschnabeldelfin (Peponocephala electra)                                                              |
|  | |
|  | Grindwale (Globicephala)                                                                                 |
|  | |

|  | Breitschnabeldelfin (Peponocephala electra) |
|  |                                             |
|  | Grindwale (Globicephala)                    |
|  |                                             |

|  | Rundkopfdelfin (Grampus griseus)                                                                         |
|  | |
|  | \| \| Breitschnabeldelfin (Peponocephala electra) \| \| \| \| \| \| Grindwale (Globicephala) \| \| \| \| |
|  | |
|  | Breitschnabeldelfin (Peponocephala electra)                                                              |
|  | |
|  | Grindwale (Globicephala)                                                                                 |
|  | |

|  | Breitschnabeldelfin (Peponocephala electra) |
|  |                                             |
|  | Grindwale (Globicephala)                    |
|  |                                             |

|  | Tursiops                                                                                                   |
|  | |
|  | \| \| Borneodelfin (Lagenodelphis hosei) \| \| \| \| \| \| Gemeiner Delfin (Delphinus delphis) \| \| \| \| |
|  | |
|  | Borneodelfin (Lagenodelphis hosei)                                                                         |
|  | |
|  | Gemeiner Delfin (Delphinus delphis)                                                                        |
|  | |

|  | Borneodelfin (Lagenodelphis hosei)  |
|  |                                     |
|  | Gemeiner Delfin (Delphinus delphis) |
|  |                                     |

|  | Tursiops                                                                                                   |
|  | |
|  | \| \| Borneodelfin (Lagenodelphis hosei) \| \| \| \| \| \| Gemeiner Delfin (Delphinus delphis) \| \| \| \| |
|  | |
|  | Borneodelfin (Lagenodelphis hosei)                                                                         |
|  | |
|  | Gemeiner Delfin (Delphinus delphis)                                                                        |
|  | |

|  | Borneodelfin (Lagenodelphis hosei)  |
|  |                                     |
|  | Gemeiner Delfin (Delphinus delphis) |
|  |                                     |

|  | Tursiops                                                                                                   |
|  | |
|  | \| \| Borneodelfin (Lagenodelphis hosei) \| \| \| \| \| \| Gemeiner Delfin (Delphinus delphis) \| \| \| \| |
|  | |
|  | Borneodelfin (Lagenodelphis hosei)                                                                         |
|  | |
|  | Gemeiner Delfin (Delphinus delphis)                                                                        |
|  | |

|  | Borneodelfin (Lagenodelphis hosei)  |
|  |                                     |
|  | Gemeiner Delfin (Delphinus delphis) |
|  |                                     |

|  | Tursiops                                                                                                   |
|  | |
|  | \| \| Borneodelfin (Lagenodelphis hosei) \| \| \| \| \| \| Gemeiner Delfin (Delphinus delphis) \| \| \| \| |
|  | |
|  | Borneodelfin (Lagenodelphis hosei)                                                                         |
|  | |
|  | Gemeiner Delfin (Delphinus delphis)                                                                        |
|  | |

|  | Borneodelfin (Lagenodelphis hosei)  |
|  |                                     |
|  | Gemeiner Delfin (Delphinus delphis) |
|  |                                     |

|  | Rundkopfdelfin (Grampus griseus)                                                                         |
|  | |
|  | \| \| Breitschnabeldelfin (Peponocephala electra) \| \| \| \| \| \| Grindwale (Globicephala) \| \| \| \| |
|  | |
|  | Breitschnabeldelfin (Peponocephala electra)                                                              |
|  | |
|  | Grindwale (Globicephala)                                                                                 |
|  | |

|  | Breitschnabeldelfin (Peponocephala electra) |
|  |                                             |
|  | Grindwale (Globicephala)                    |
|  |                                             |

|  | Rundkopfdelfin (Grampus griseus)                                                                         |
|  | |
|  | \| \| Breitschnabeldelfin (Peponocephala electra) \| \| \| \| \| \| Grindwale (Globicephala) \| \| \| \| |
|  | |
|  | Breitschnabeldelfin (Peponocephala electra)                                                              |
|  | |
|  | Grindwale (Globicephala)                                                                                 |
|  | |

|  | Breitschnabeldelfin (Peponocephala electra) |
|  |                                             |
|  | Grindwale (Globicephala)                    |
|  |                                             |

|  | Rundkopfdelfin (Grampus griseus)                                                                         |
|  | |
|  | \| \| Breitschnabeldelfin (Peponocephala electra) \| \| \| \| \| \| Grindwale (Globicephala) \| \| \| \| |
|  | |
|  | Breitschnabeldelfin (Peponocephala electra)                                                              |
|  | |
|  | Grindwale (Globicephala)                                                                                 |
|  | |

|  | Breitschnabeldelfin (Peponocephala electra) |
|  |                                             |
|  | Grindwale (Globicephala)                    |
|  |                                             |

|  | Rundkopfdelfin (Grampus griseus)                                                                         |
|  | |
|  | \| \| Breitschnabeldelfin (Peponocephala electra) \| \| \| \| \| \| Grindwale (Globicephala) \| \| \| \| |
|  | |
|  | Breitschnabeldelfin (Peponocephala electra)                                                              |
|  | |
|  | Grindwale (Globicephala)                                                                                 |
|  | |

|  | Breitschnabeldelfin (Peponocephala electra) |
|  |                                             |
|  | Grindwale (Globicephala)                    |
|  |                                             |

|  | Tursiops                                                                                                   |
|  | |
|  | \| \| Borneodelfin (Lagenodelphis hosei) \| \| \| \| \| \| Gemeiner Delfin (Delphinus delphis) \| \| \| \| |
|  | |
|  | Borneodelfin (Lagenodelphis hosei)                                                                         |
|  | |
|  | Gemeiner Delfin (Delphinus delphis)                                                                        |
|  | |

|  | Borneodelfin (Lagenodelphis hosei)  |
|  |                                     |
|  | Gemeiner Delfin (Delphinus delphis) |
|  |                                     |

|  | Tursiops                                                                                                   |
|  | |
|  | \| \| Borneodelfin (Lagenodelphis hosei) \| \| \| \| \| \| Gemeiner Delfin (Delphinus delphis) \| \| \| \| |
|  | |
|  | Borneodelfin (Lagenodelphis hosei)                                                                         |
|  | |
|  | Gemeiner Delfin (Delphinus delphis)                                                                        |
|  | |

|  | Borneodelfin (Lagenodelphis hosei)  |
|  |                                     |
|  | Gemeiner Delfin (Delphinus delphis) |
|  |                                     |

|  | Tursiops                                                                                                   |
|  | |
|  | \| \| Borneodelfin (Lagenodelphis hosei) \| \| \| \| \| \| Gemeiner Delfin (Delphinus delphis) \| \| \| \| |
|  | |
|  | Borneodelfin (Lagenodelphis hosei)                                                                         |
|  | |
|  | Gemeiner Delfin (Delphinus delphis)                                                                        |
|  | |

|  | Borneodelfin (Lagenodelphis hosei)  |
|  |                                     |
|  | Gemeiner Delfin (Delphinus delphis) |
|  |                                     |

|  | Tursiops                                                                                                   |
|  | |
|  | \| \| Borneodelfin (Lagenodelphis hosei) \| \| \| \| \| \| Gemeiner Delfin (Delphinus delphis) \| \| \| \| |
|  | |
|  | Borneodelfin (Lagenodelphis hosei)                                                                         |
|  | |
|  | Gemeiner Delfin (Delphinus delphis)                                                                        |
|  | |

|  | Borneodelfin (Lagenodelphis hosei)  |
|  |                                     |
|  | Gemeiner Delfin (Delphinus delphis) |
|  |                                     |

|  | Glattdelfine (Lissodelphis)                                                               |
|  |                                                                                           |
|  | \| \| Aethalodelphis \| \| \| \| \| \| Schwarz-Weiß-Delfine (Cephalorhynchus) \| \| \| \| |
|  |                                                                                           |
|  | Aethalodelphis                                                                            |
|  |                                                                                           |
|  | Schwarz-Weiß-Delfine (Cephalorhynchus)                                                    |
|  |                                                                                           |

|  | Aethalodelphis                         |
|  |                                        |
|  | Schwarz-Weiß-Delfine (Cephalorhynchus) |
|  |                                        |

|  | Rundkopfdelfin (Grampus griseus)                                                                         |
|  | |
|  | \| \| Breitschnabeldelfin (Peponocephala electra) \| \| \| \| \| \| Grindwale (Globicephala) \| \| \| \| |
|  | |
|  | Breitschnabeldelfin (Peponocephala electra)                                                              |
|  | |
|  | Grindwale (Globicephala)                                                                                 |
|  | |

|  | Breitschnabeldelfin (Peponocephala electra) |
|  |                                             |
|  | Grindwale (Globicephala)                    |
|  |                                             |

|  | Rundkopfdelfin (Grampus griseus)                                                                         |
|  | |
|  | \| \| Breitschnabeldelfin (Peponocephala electra) \| \| \| \| \| \| Grindwale (Globicephala) \| \| \| \| |
|  | |
|  | Breitschnabeldelfin (Peponocephala electra)                                                              |
|  | |
|  | Grindwale (Globicephala)                                                                                 |
|  | |

|  | Breitschnabeldelfin (Peponocephala electra) |
|  |                                             |
|  | Grindwale (Globicephala)                    |
|  |                                             |

|  | Rundkopfdelfin (Grampus griseus)                                                                         |
|  | |
|  | \| \| Breitschnabeldelfin (Peponocephala electra) \| \| \| \| \| \| Grindwale (Globicephala) \| \| \| \| |
|  | |
|  | Breitschnabeldelfin (Peponocephala electra)                                                              |
|  | |
|  | Grindwale (Globicephala)                                                                                 |
|  | |

|  | Breitschnabeldelfin (Peponocephala electra) |
|  |                                             |
|  | Grindwale (Globicephala)                    |
|  |                                             |

|  | Rundkopfdelfin (Grampus griseus)                                                                         |
|  | |
|  | \| \| Breitschnabeldelfin (Peponocephala electra) \| \| \| \| \| \| Grindwale (Globicephala) \| \| \| \| |
|  | |
|  | Breitschnabeldelfin (Peponocephala electra)                                                              |
|  | |
|  | Grindwale (Globicephala)                                                                                 |
|  | |

|  | Breitschnabeldelfin (Peponocephala electra) |
|  |                                             |
|  | Grindwale (Globicephala)                    |
|  |                                             |

|  | Tursiops                                                                                                   |
|  | |
|  | \| \| Borneodelfin (Lagenodelphis hosei) \| \| \| \| \| \| Gemeiner Delfin (Delphinus delphis) \| \| \| \| |
|  | |
|  | Borneodelfin (Lagenodelphis hosei)                                                                         |
|  | |
|  | Gemeiner Delfin (Delphinus delphis)                                                                        |
|  | |

|  | Borneodelfin (Lagenodelphis hosei)  |
|  |                                     |
|  | Gemeiner Delfin (Delphinus delphis) |
|  |                                     |

|  | Tursiops                                                                                                   |
|  | |
|  | \| \| Borneodelfin (Lagenodelphis hosei) \| \| \| \| \| \| Gemeiner Delfin (Delphinus delphis) \| \| \| \| |
|  | |
|  | Borneodelfin (Lagenodelphis hosei)                                                                         |
|  | |
|  | Gemeiner Delfin (Delphinus delphis)                                                                        |
|  | |

|  | Borneodelfin (Lagenodelphis hosei)  |
|  |                                     |
|  | Gemeiner Delfin (Delphinus delphis) |
|  |                                     |

|  | Tursiops                                                                                                   |
|  | |
|  | \| \| Borneodelfin (Lagenodelphis hosei) \| \| \| \| \| \| Gemeiner Delfin (Delphinus delphis) \| \| \| \| |
|  | |
|  | Borneodelfin (Lagenodelphis hosei)                                                                         |
|  | |
|  | Gemeiner Delfin (Delphinus delphis)                                                                        |
|  | |

|  | Borneodelfin (Lagenodelphis hosei)  |
|  |                                     |
|  | Gemeiner Delfin (Delphinus delphis) |
|  |                                     |

|  | Tursiops                                                                                                   |
|  | |
|  | \| \| Borneodelfin (Lagenodelphis hosei) \| \| \| \| \| \| Gemeiner Delfin (Delphinus delphis) \| \| \| \| |
|  | |
|  | Borneodelfin (Lagenodelphis hosei)                                                                         |
|  | |
|  | Gemeiner Delfin (Delphinus delphis)                                                                        |
|  | |

|  | Borneodelfin (Lagenodelphis hosei)  |
|  |                                     |
|  | Gemeiner Delfin (Delphinus delphis) |
|  |                                     |

|  | Rundkopfdelfin (Grampus griseus)                                                                         |
|  | |
|  | \| \| Breitschnabeldelfin (Peponocephala electra) \| \| \| \| \| \| Grindwale (Globicephala) \| \| \| \| |
|  | |
|  | Breitschnabeldelfin (Peponocephala electra)                                                              |
|  | |
|  | Grindwale (Globicephala)                                                                                 |
|  | |

|  | Breitschnabeldelfin (Peponocephala electra) |
|  |                                             |
|  | Grindwale (Globicephala)                    |
|  |                                             |

|  | Rundkopfdelfin (Grampus griseus)                                                                         |
|  | |
|  | \| \| Breitschnabeldelfin (Peponocephala electra) \| \| \| \| \| \| Grindwale (Globicephala) \| \| \| \| |
|  | |
|  | Breitschnabeldelfin (Peponocephala electra)                                                              |
|  | |
|  | Grindwale (Globicephala)                                                                                 |
|  | |

|  | Breitschnabeldelfin (Peponocephala electra) |
|  |                                             |
|  | Grindwale (Globicephala)                    |
|  |                                             |

|  | Rundkopfdelfin (Grampus griseus)                                                                         |
|  | |
|  | \| \| Breitschnabeldelfin (Peponocephala electra) \| \| \| \| \| \| Grindwale (Globicephala) \| \| \| \| |
|  | |
|  | Breitschnabeldelfin (Peponocephala electra)                                                              |
|  | |
|  | Grindwale (Globicephala)                                                                                 |
|  | |

|  | Breitschnabeldelfin (Peponocephala electra) |
|  |                                             |
|  | Grindwale (Globicephala)                    |
|  |                                             |

|  | Rundkopfdelfin (Grampus griseus)                                                                         |
|  | |
|  | \| \| Breitschnabeldelfin (Peponocephala electra) \| \| \| \| \| \| Grindwale (Globicephala) \| \| \| \| |
|  | |
|  | Breitschnabeldelfin (Peponocephala electra)                                                              |
|  | |
|  | Grindwale (Globicephala)                                                                                 |
|  | |

|  | Breitschnabeldelfin (Peponocephala electra) |
|  |                                             |
|  | Grindwale (Globicephala)                    |
|  |                                             |

|  | Tursiops                                                                                                   |
|  | |
|  | \| \| Borneodelfin (Lagenodelphis hosei) \| \| \| \| \| \| Gemeiner Delfin (Delphinus delphis) \| \| \| \| |
|  | |
|  | Borneodelfin (Lagenodelphis hosei)                                                                         |
|  | |
|  | Gemeiner Delfin (Delphinus delphis)                                                                        |
|  | |

|  | Borneodelfin (Lagenodelphis hosei)  |
|  |                                     |
|  | Gemeiner Delfin (Delphinus delphis) |
|  |                                     |

|  | Tursiops                                                                                                   |
|  | |
|  | \| \| Borneodelfin (Lagenodelphis hosei) \| \| \| \| \| \| Gemeiner Delfin (Delphinus delphis) \| \| \| \| |
|  | |
|  | Borneodelfin (Lagenodelphis hosei)                                                                         |
|  | |
|  | Gemeiner Delfin (Delphinus delphis)                                                                        |
|  | |

|  | Borneodelfin (Lagenodelphis hosei)  |
|  |                                     |
|  | Gemeiner Delfin (Delphinus delphis) |
|  |                                     |

|  | Tursiops                                                                                                   |
|  | |
|  | \| \| Borneodelfin (Lagenodelphis hosei) \| \| \| \| \| \| Gemeiner Delfin (Delphinus delphis) \| \| \| \| |
|  | |
|  | Borneodelfin (Lagenodelphis hosei)                                                                         |
|  | |
|  | Gemeiner Delfin (Delphinus delphis)                                                                        |
|  | |

|  | Borneodelfin (Lagenodelphis hosei)  |
|  |                                     |
|  | Gemeiner Delfin (Delphinus delphis) |
|  |                                     |

|  | Tursiops                                                                                                   |
|  | |
|  | \| \| Borneodelfin (Lagenodelphis hosei) \| \| \| \| \| \| Gemeiner Delfin (Delphinus delphis) \| \| \| \| |
|  | |
|  | Borneodelfin (Lagenodelphis hosei)                                                                         |
|  | |
|  | Gemeiner Delfin (Delphinus delphis)                                                                        |
|  | |

|  | Borneodelfin (Lagenodelphis hosei)  |
|  |                                     |
|  | Gemeiner Delfin (Delphinus delphis) |
|  |                                     |

|  | Glattdelfine (Lissodelphis)                                                               |
|  |                                                                                           |
|  | \| \| Aethalodelphis \| \| \| \| \| \| Schwarz-Weiß-Delfine (Cephalorhynchus) \| \| \| \| |
|  |                                                                                           |
|  | Aethalodelphis                                                                            |
|  |                                                                                           |
|  | Schwarz-Weiß-Delfine (Cephalorhynchus)                                                    |
|  |                                                                                           |

|  | Aethalodelphis                         |
|  |                                        |
|  | Schwarz-Weiß-Delfine (Cephalorhynchus) |
|  |                                        |

|  | Rundkopfdelfin (Grampus griseus)                                                                         |
|  | |
|  | \| \| Breitschnabeldelfin (Peponocephala electra) \| \| \| \| \| \| Grindwale (Globicephala) \| \| \| \| |
|  | |
|  | Breitschnabeldelfin (Peponocephala electra)                                                              |
|  | |
|  | Grindwale (Globicephala)                                                                                 |
|  | |

|  | Breitschnabeldelfin (Peponocephala electra) |
|  |                                             |
|  | Grindwale (Globicephala)                    |
|  |                                             |

|  | Rundkopfdelfin (Grampus griseus)                                                                         |
|  | |
|  | \| \| Breitschnabeldelfin (Peponocephala electra) \| \| \| \| \| \| Grindwale (Globicephala) \| \| \| \| |
|  | |
|  | Breitschnabeldelfin (Peponocephala electra)                                                              |
|  | |
|  | Grindwale (Globicephala)                                                                                 |
|  | |

|  | Breitschnabeldelfin (Peponocephala electra) |
|  |                                             |
|  | Grindwale (Globicephala)                    |
|  |                                             |

|  | Rundkopfdelfin (Grampus griseus)                                                                         |
|  | |
|  | \| \| Breitschnabeldelfin (Peponocephala electra) \| \| \| \| \| \| Grindwale (Globicephala) \| \| \| \| |
|  | |
|  | Breitschnabeldelfin (Peponocephala electra)                                                              |
|  | |
|  | Grindwale (Globicephala)                                                                                 |
|  | |

|  | Breitschnabeldelfin (Peponocephala electra) |
|  |                                             |
|  | Grindwale (Globicephala)                    |
|  |                                             |

|  | Rundkopfdelfin (Grampus griseus)                                                                         |
|  | |
|  | \| \| Breitschnabeldelfin (Peponocephala electra) \| \| \| \| \| \| Grindwale (Globicephala) \| \| \| \| |
|  | |
|  | Breitschnabeldelfin (Peponocephala electra)                                                              |
|  | |
|  | Grindwale (Globicephala)                                                                                 |
|  | |

|  | Breitschnabeldelfin (Peponocephala electra) |
|  |                                             |
|  | Grindwale (Globicephala)                    |
|  |                                             |

|  | Tursiops                                                                                                   |
|  | |
|  | \| \| Borneodelfin (Lagenodelphis hosei) \| \| \| \| \| \| Gemeiner Delfin (Delphinus delphis) \| \| \| \| |
|  | |
|  | Borneodelfin (Lagenodelphis hosei)                                                                         |
|  | |
|  | Gemeiner Delfin (Delphinus delphis)                                                                        |
|  | |

|  | Borneodelfin (Lagenodelphis hosei)  |
|  |                                     |
|  | Gemeiner Delfin (Delphinus delphis) |
|  |                                     |

|  | Tursiops                                                                                                   |
|  | |
|  | \| \| Borneodelfin (Lagenodelphis hosei) \| \| \| \| \| \| Gemeiner Delfin (Delphinus delphis) \| \| \| \| |
|  | |
|  | Borneodelfin (Lagenodelphis hosei)                                                                         |
|  | |
|  | Gemeiner Delfin (Delphinus delphis)                                                                        |
|  | |

|  | Borneodelfin (Lagenodelphis hosei)  |
|  |                                     |
|  | Gemeiner Delfin (Delphinus delphis) |
|  |                                     |

|  | Tursiops                                                                                                   |
|  | |
|  | \| \| Borneodelfin (Lagenodelphis hosei) \| \| \| \| \| \| Gemeiner Delfin (Delphinus delphis) \| \| \| \| |
|  | |
|  | Borneodelfin (Lagenodelphis hosei)                                                                         |
|  | |
|  | Gemeiner Delfin (Delphinus delphis)                                                                        |
|  | |

|  | Borneodelfin (Lagenodelphis hosei)  |
|  |                                     |
|  | Gemeiner Delfin (Delphinus delphis) |
|  |                                     |

|  | Tursiops                                                                                                   |
|  | |
|  | \| \| Borneodelfin (Lagenodelphis hosei) \| \| \| \| \| \| Gemeiner Delfin (Delphinus delphis) \| \| \| \| |
|  | |
|  | Borneodelfin (Lagenodelphis hosei)                                                                         |
|  | |
|  | Gemeiner Delfin (Delphinus delphis)                                                                        |
|  | |

|  | Borneodelfin (Lagenodelphis hosei)  |
|  |                                     |
|  | Gemeiner Delfin (Delphinus delphis) |
|  |                                     |

|  | Rundkopfdelfin (Grampus griseus)                                                                         |
|  | |
|  | \| \| Breitschnabeldelfin (Peponocephala electra) \| \| \| \| \| \| Grindwale (Globicephala) \| \| \| \| |
|  | |
|  | Breitschnabeldelfin (Peponocephala electra)                                                              |
|  | |
|  | Grindwale (Globicephala)                                                                                 |
|  | |

|  | Breitschnabeldelfin (Peponocephala electra) |
|  |                                             |
|  | Grindwale (Globicephala)                    |
|  |                                             |

|  | Rundkopfdelfin (Grampus griseus)                                                                         |
|  | |
|  | \| \| Breitschnabeldelfin (Peponocephala electra) \| \| \| \| \| \| Grindwale (Globicephala) \| \| \| \| |
|  | |
|  | Breitschnabeldelfin (Peponocephala electra)                                                              |
|  | |
|  | Grindwale (Globicephala)                                                                                 |
|  | |

|  | Breitschnabeldelfin (Peponocephala electra) |
|  |                                             |
|  | Grindwale (Globicephala)                    |
|  |                                             |

|  | Rundkopfdelfin (Grampus griseus)                                                                         |
|  | |
|  | \| \| Breitschnabeldelfin (Peponocephala electra) \| \| \| \| \| \| Grindwale (Globicephala) \| \| \| \| |
|  | |
|  | Breitschnabeldelfin (Peponocephala electra)                                                              |
|  | |
|  | Grindwale (Globicephala)                                                                                 |
|  | |

|  | Breitschnabeldelfin (Peponocephala electra) |
|  |                                             |
|  | Grindwale (Globicephala)                    |
|  |                                             |

|  | Rundkopfdelfin (Grampus griseus)                                                                         |
|  | |
|  | \| \| Breitschnabeldelfin (Peponocephala electra) \| \| \| \| \| \| Grindwale (Globicephala) \| \| \| \| |
|  | |
|  | Breitschnabeldelfin (Peponocephala electra)                                                              |
|  | |
|  | Grindwale (Globicephala)                                                                                 |
|  | |

|  | Breitschnabeldelfin (Peponocephala electra) |
|  |                                             |
|  | Grindwale (Globicephala)                    |
|  |                                             |

|  | Tursiops                                                                                                   |
|  | |
|  | \| \| Borneodelfin (Lagenodelphis hosei) \| \| \| \| \| \| Gemeiner Delfin (Delphinus delphis) \| \| \| \| |
|  | |
|  | Borneodelfin (Lagenodelphis hosei)                                                                         |
|  | |
|  | Gemeiner Delfin (Delphinus delphis)                                                                        |
|  | |

|  | Borneodelfin (Lagenodelphis hosei)  |
|  |                                     |
|  | Gemeiner Delfin (Delphinus delphis) |
|  |                                     |

|  | Tursiops                                                                                                   |
|  | |
|  | \| \| Borneodelfin (Lagenodelphis hosei) \| \| \| \| \| \| Gemeiner Delfin (Delphinus delphis) \| \| \| \| |
|  | |
|  | Borneodelfin (Lagenodelphis hosei)                                                                         |
|  | |
|  | Gemeiner Delfin (Delphinus delphis)                                                                        |
|  | |

|  | Borneodelfin (Lagenodelphis hosei)  |
|  |                                     |
|  | Gemeiner Delfin (Delphinus delphis) |
|  |                                     |

|  | Tursiops                                                                                                   |
|  | |
|  | \| \| Borneodelfin (Lagenodelphis hosei) \| \| \| \| \| \| Gemeiner Delfin (Delphinus delphis) \| \| \| \| |
|  | |
|  | Borneodelfin (Lagenodelphis hosei)                                                                         |
|  | |
|  | Gemeiner Delfin (Delphinus delphis)                                                                        |
|  | |

|  | Borneodelfin (Lagenodelphis hosei)  |
|  |                                     |
|  | Gemeiner Delfin (Delphinus delphis) |
|  |                                     |

|  | Tursiops                                                                                                   |
|  | |
|  | \| \| Borneodelfin (Lagenodelphis hosei) \| \| \| \| \| \| Gemeiner Delfin (Delphinus delphis) \| \| \| \| |
|  | |
|  | Borneodelfin (Lagenodelphis hosei)                                                                         |
|  | |
|  | Gemeiner Delfin (Delphinus delphis)                                                                        |
|  | |

|  | Borneodelfin (Lagenodelphis hosei)  |
|  |                                     |
|  | Gemeiner Delfin (Delphinus delphis) |
|  |                                     |

|  | Glattdelfine (Lissodelphis)                                                               |
|  |                                                                                           |
|  | \| \| Aethalodelphis \| \| \| \| \| \| Schwarz-Weiß-Delfine (Cephalorhynchus) \| \| \| \| |
|  |                                                                                           |
|  | Aethalodelphis                                                                            |
|  |                                                                                           |
|  | Schwarz-Weiß-Delfine (Cephalorhynchus)                                                    |
|  |                                                                                           |

|  | Aethalodelphis                         |
|  |                                        |
|  | Schwarz-Weiß-Delfine (Cephalorhynchus) |
|  |                                        |

|  | Rundkopfdelfin (Grampus griseus)                                                                         |
|  | |
|  | \| \| Breitschnabeldelfin (Peponocephala electra) \| \| \| \| \| \| Grindwale (Globicephala) \| \| \| \| |
|  | |
|  | Breitschnabeldelfin (Peponocephala electra)                                                              |
|  | |
|  | Grindwale (Globicephala)                                                                                 |
|  | |

|  | Breitschnabeldelfin (Peponocephala electra) |
|  |                                             |
|  | Grindwale (Globicephala)                    |
|  |                                             |

|  | Rundkopfdelfin (Grampus griseus)                                                                         |
|  | |
|  | \| \| Breitschnabeldelfin (Peponocephala electra) \| \| \| \| \| \| Grindwale (Globicephala) \| \| \| \| |
|  | |
|  | Breitschnabeldelfin (Peponocephala electra)                                                              |
|  | |
|  | Grindwale (Globicephala)                                                                                 |
|  | |

|  | Breitschnabeldelfin (Peponocephala electra) |
|  |                                             |
|  | Grindwale (Globicephala)                    |
|  |                                             |

|  | Rundkopfdelfin (Grampus griseus)                                                                         |
|  | |
|  | \| \| Breitschnabeldelfin (Peponocephala electra) \| \| \| \| \| \| Grindwale (Globicephala) \| \| \| \| |
|  | |
|  | Breitschnabeldelfin (Peponocephala electra)                                                              |
|  | |
|  | Grindwale (Globicephala)                                                                                 |
|  | |

|  | Breitschnabeldelfin (Peponocephala electra) |
|  |                                             |
|  | Grindwale (Globicephala)                    |
|  |                                             |

|  | Rundkopfdelfin (Grampus griseus)                                                                         |
|  | |
|  | \| \| Breitschnabeldelfin (Peponocephala electra) \| \| \| \| \| \| Grindwale (Globicephala) \| \| \| \| |
|  | |
|  | Breitschnabeldelfin (Peponocephala electra)                                                              |
|  | |
|  | Grindwale (Globicephala)                                                                                 |
|  | |

|  | Breitschnabeldelfin (Peponocephala electra) |
|  |                                             |
|  | Grindwale (Globicephala)                    |
|  |                                             |

|  | Tursiops                                                                                                   |
|  | |
|  | \| \| Borneodelfin (Lagenodelphis hosei) \| \| \| \| \| \| Gemeiner Delfin (Delphinus delphis) \| \| \| \| |
|  | |
|  | Borneodelfin (Lagenodelphis hosei)                                                                         |
|  | |
|  | Gemeiner Delfin (Delphinus delphis)                                                                        |
|  | |

|  | Borneodelfin (Lagenodelphis hosei)  |
|  |                                     |
|  | Gemeiner Delfin (Delphinus delphis) |
|  |                                     |

|  | Tursiops                                                                                                   |
|  | |
|  | \| \| Borneodelfin (Lagenodelphis hosei) \| \| \| \| \| \| Gemeiner Delfin (Delphinus delphis) \| \| \| \| |
|  | |
|  | Borneodelfin (Lagenodelphis hosei)                                                                         |
|  | |
|  | Gemeiner Delfin (Delphinus delphis)                                                                        |
|  | |

|  | Borneodelfin (Lagenodelphis hosei)  |
|  |                                     |
|  | Gemeiner Delfin (Delphinus delphis) |
|  |                                     |

|  | Tursiops                                                                                                   |
|  | |
|  | \| \| Borneodelfin (Lagenodelphis hosei) \| \| \| \| \| \| Gemeiner Delfin (Delphinus delphis) \| \| \| \| |
|  | |
|  | Borneodelfin (Lagenodelphis hosei)                                                                         |
|  | |
|  | Gemeiner Delfin (Delphinus delphis)                                                                        |
|  | |

|  | Borneodelfin (Lagenodelphis hosei)  |
|  |                                     |
|  | Gemeiner Delfin (Delphinus delphis) |
|  |                                     |

|  | Tursiops                                                                                                   |
|  | |
|  | \| \| Borneodelfin (Lagenodelphis hosei) \| \| \| \| \| \| Gemeiner Delfin (Delphinus delphis) \| \| \| \| |
|  | |
|  | Borneodelfin (Lagenodelphis hosei)                                                                         |
|  | |
|  | Gemeiner Delfin (Delphinus delphis)                                                                        |
|  | |

|  | Borneodelfin (Lagenodelphis hosei)  |
|  |                                     |
|  | Gemeiner Delfin (Delphinus delphis) |
|  |                                     |

|  | Rundkopfdelfin (Grampus griseus)                                                                         |
|  | |
|  | \| \| Breitschnabeldelfin (Peponocephala electra) \| \| \| \| \| \| Grindwale (Globicephala) \| \| \| \| |
|  | |
|  | Breitschnabeldelfin (Peponocephala electra)                                                              |
|  | |
|  | Grindwale (Globicephala)                                                                                 |
|  | |

|  | Breitschnabeldelfin (Peponocephala electra) |
|  |                                             |
|  | Grindwale (Globicephala)                    |
|  |                                             |

|  | Rundkopfdelfin (Grampus griseus)                                                                         |
|  | |
|  | \| \| Breitschnabeldelfin (Peponocephala electra) \| \| \| \| \| \| Grindwale (Globicephala) \| \| \| \| |
|  | |
|  | Breitschnabeldelfin (Peponocephala electra)                                                              |
|  | |
|  | Grindwale (Globicephala)                                                                                 |
|  | |

|  | Breitschnabeldelfin (Peponocephala electra) |
|  |                                             |
|  | Grindwale (Globicephala)                    |
|  |                                             |

|  | Rundkopfdelfin (Grampus griseus)                                                                         |
|  | |
|  | \| \| Breitschnabeldelfin (Peponocephala electra) \| \| \| \| \| \| Grindwale (Globicephala) \| \| \| \| |
|  | |
|  | Breitschnabeldelfin (Peponocephala electra)                                                              |
|  | |
|  | Grindwale (Globicephala)                                                                                 |
|  | |

|  | Breitschnabeldelfin (Peponocephala electra) |
|  |                                             |
|  | Grindwale (Globicephala)                    |
|  |                                             |

|  | Rundkopfdelfin (Grampus griseus)                                                                         |
|  | |
|  | \| \| Breitschnabeldelfin (Peponocephala electra) \| \| \| \| \| \| Grindwale (Globicephala) \| \| \| \| |
|  | |
|  | Breitschnabeldelfin (Peponocephala electra)                                                              |
|  | |
|  | Grindwale (Globicephala)                                                                                 |
|  | |

|  | Breitschnabeldelfin (Peponocephala electra) |
|  |                                             |
|  | Grindwale (Globicephala)                    |
|  |                                             |

|  | Tursiops                                                                                                   |
|  | |
|  | \| \| Borneodelfin (Lagenodelphis hosei) \| \| \| \| \| \| Gemeiner Delfin (Delphinus delphis) \| \| \| \| |
|  | |
|  | Borneodelfin (Lagenodelphis hosei)                                                                         |
|  | |
|  | Gemeiner Delfin (Delphinus delphis)                                                                        |
|  | |

|  | Borneodelfin (Lagenodelphis hosei)  |
|  |                                     |
|  | Gemeiner Delfin (Delphinus delphis) |
|  |                                     |

|  | Tursiops                                                                                                   |
|  | |
|  | \| \| Borneodelfin (Lagenodelphis hosei) \| \| \| \| \| \| Gemeiner Delfin (Delphinus delphis) \| \| \| \| |
|  | |
|  | Borneodelfin (Lagenodelphis hosei)                                                                         |
|  | |
|  | Gemeiner Delfin (Delphinus delphis)                                                                        |
|  | |

|  | Borneodelfin (Lagenodelphis hosei)  |
|  |                                     |
|  | Gemeiner Delfin (Delphinus delphis) |
|  |                                     |

|  | Tursiops                                                                                                   |
|  | |
|  | \| \| Borneodelfin (Lagenodelphis hosei) \| \| \| \| \| \| Gemeiner Delfin (Delphinus delphis) \| \| \| \| |
|  | |
|  | Borneodelfin (Lagenodelphis hosei)                                                                         |
|  | |
|  | Gemeiner Delfin (Delphinus delphis)                                                                        |
|  | |

|  | Borneodelfin (Lagenodelphis hosei)  |
|  |                                     |
|  | Gemeiner Delfin (Delphinus delphis) |
|  |                                     |

|  | Tursiops                                                                                                   |
|  | |
|  | \| \| Borneodelfin (Lagenodelphis hosei) \| \| \| \| \| \| Gemeiner Delfin (Delphinus delphis) \| \| \| \| |
|  | |
|  | Borneodelfin (Lagenodelphis hosei)                                                                         |
|  | |
|  | Gemeiner Delfin (Delphinus delphis)                                                                        |
|  | |

|  | Borneodelfin (Lagenodelphis hosei)  |
|  |                                     |
|  | Gemeiner Delfin (Delphinus delphis) |
|  |                                     |

Nicht aufgeführt in diesem Kladogramm ist die Gattung der Fleckendelfine (Stenella), der Zwerggrindwal (Feresa attenuata) und der Kleine Schwertwal (Pseudorca crassidens). Zwerggrindwal und Kleiner Schwertwal gehören zur Unterfamilie Globicephalinae und haben nach McGowen et al. (2020) eine Position zwischen dem Rundkopfdelfin (Grampus griseus) und der von den Grindwalen (Globicephala) und dem Breitschnabeldelfin (Peponocephala electra) gebildeten Klade. Die Fleckendelfine gehören in die Unterfamilie Delphininae und sind nach McGowen et al. (2020) eine polyphyletische Gruppe.
In dem Artikel Systematik der Wale befindet sich ein Vergleich des Verbreitungsgebietes, der Häufigkeit und Bedrohung, sowie der Größe der verschiedenen Delfine.

## Delfine und Menschen

### Früheste Erwähnung
Wenn es sich, wie David Fouts vermutet, bei dem in den Annalen von Aššur-bēl-kala im 11. Jahrhundert v. Chr. erwähnten nahiru (meist als „Seepferd“ übersetzt) tatsächlich um einen Delfin handelt, ist dies die früheste schriftliche Erwähnung eines Delfins. Der assyrische König befuhr in einem Schiff aus Arwad das Mittelmeer und „erschlug ein nahiru auf dem großen Meer“. Zwei nahiru gehörten auch zu den Wächterfiguren von Aššur-bēl-kalas Palast in Aššur.
Der Name stammt vom lateinischen delphinus; aus gleichbedeutend griechisch δελφίς (delphís); vermutlich zu δελφύς (delphýs) „Gebärmutter“, womit die Körperform des Delfins gemeint ist.

### Haltung
→ Hauptartikel: Delfinarium

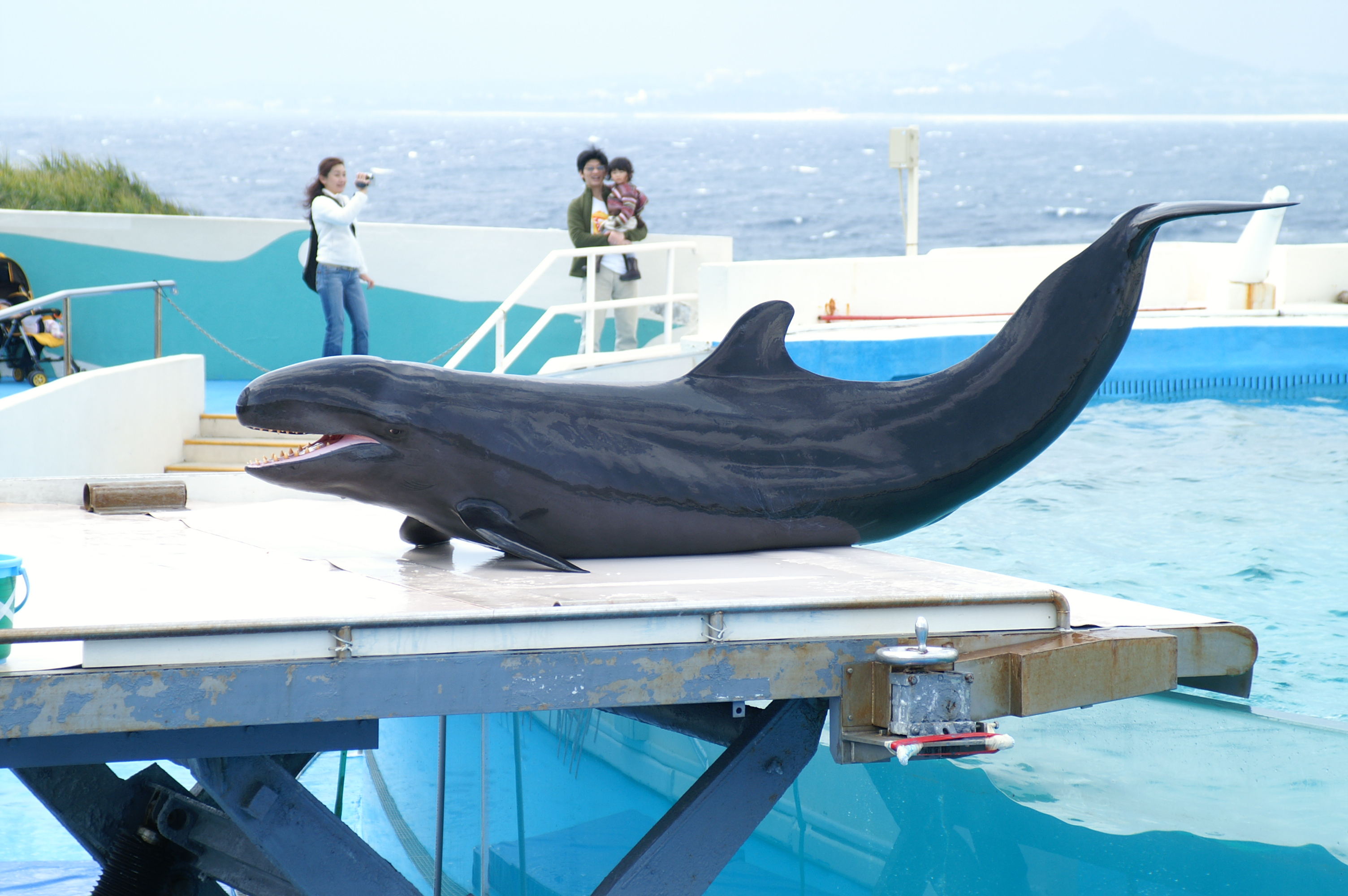
Kleiner Schwertwal (Pseudorca crassidens) in einem Delfinarium

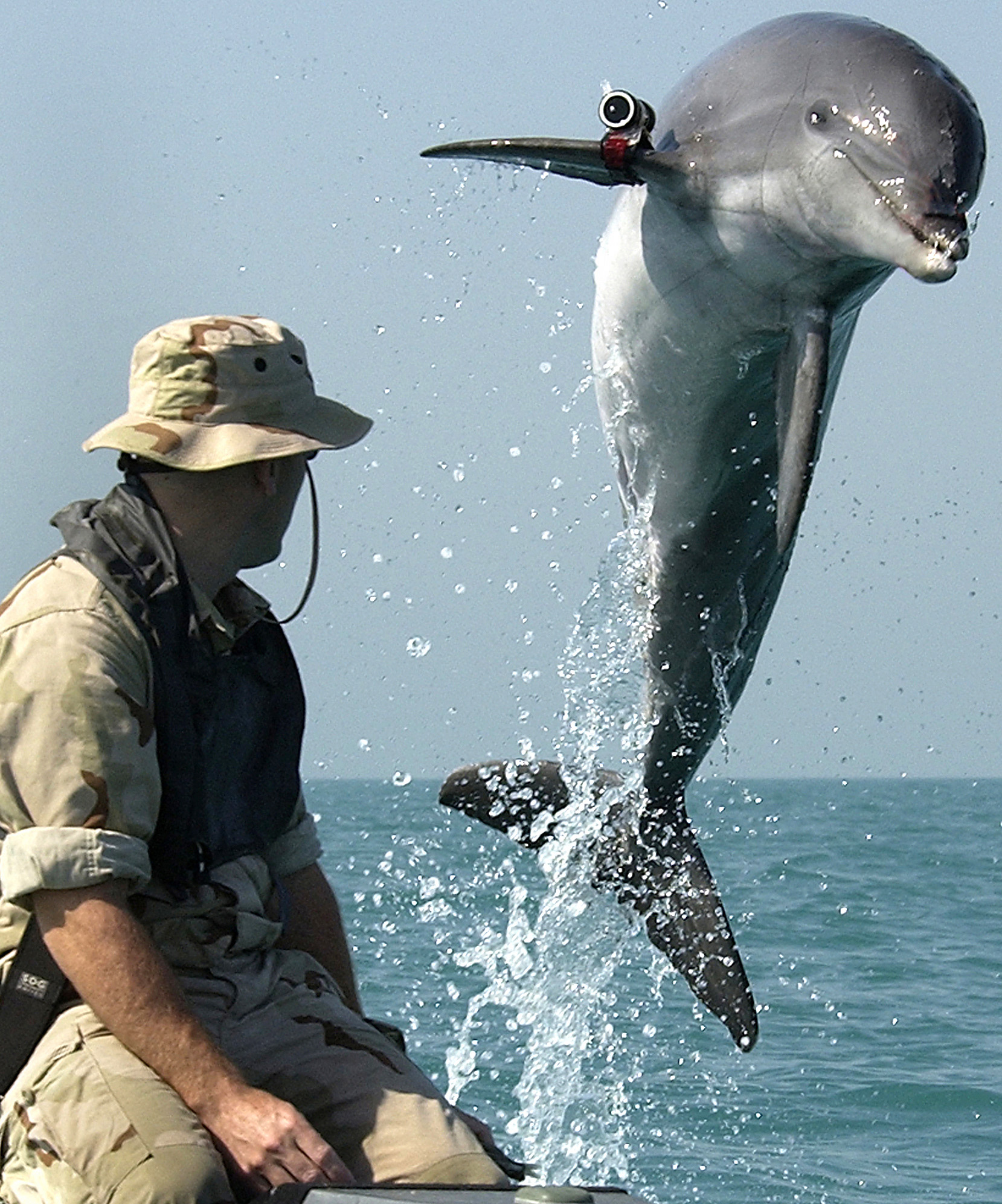
Zur Ortung von Seeminen ausgebildeter Delfin des US-Militärs mit Ortungsgerät

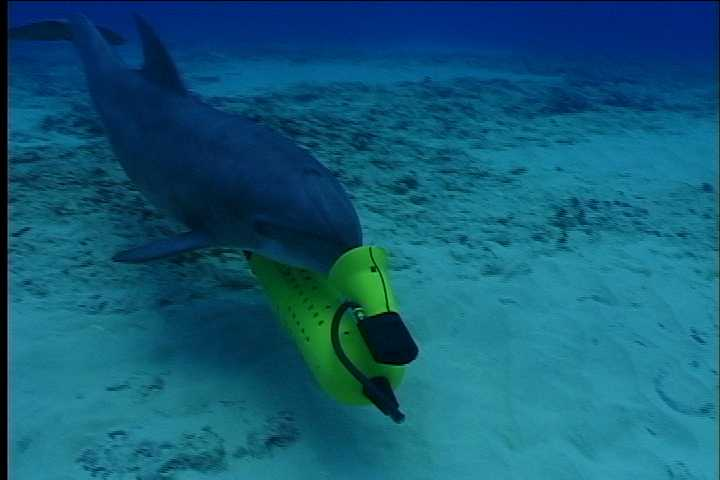
Delfin des US-Militärs mit Marker für Seeminen

Von allen Delfinarten ist der Große Tümmler (Tursiops truncatus) die bekannteste. Er wird am häufigsten in Delfinarien gehalten und kann dort auch seit Jahren erfolgreich nachgezüchtet werden. Weitere häufig gehaltene Arten sind u. a. Weißstreifendelfine und Große Schwertwale, insgesamt werden viele verschiedene Delfinarten in Zoos, Aquarien und Vergnügungsparks präsentiert. Die Haltung von Delfinen in Delfinarien ist umstritten. Tierschutz- und Tierrechtsorganisationen üben immer wieder scharfe Kritik. Dagegen wehren sich wissenschaftlich geführte Zoos und Aquarien mit Delfinarien zunehmend. Sie würden sich deutlich von reinen Show-Delfinarien unterscheiden. Die Kritikpunkte werden teilweise als veraltet angesehen.
Wegen der hohen Lernfähigkeit werden Große Tümmler vom Militär in den USA und in Russland gehalten, um beispielsweise Seeminen an feindlichen Schiffen zu installieren oder Minen zu entschärfen. Dass Delfine abgerichtet wurden, um gegnerische Kampftaucher zu töten, ist vermutlich eine Legende, die im Gefolge des Thrillers Der Tag des Delphins (The Day of the Dolphin) von Mike Nichols aus dem Jahr 1973 entstanden ist.
Auch für die Delfintherapie schwerkranker und autistischer Menschen werden Delfine eingesetzt. Aufgrund ihrer Verspieltheit eignen sie sich dafür besonders. Meist halten sich die Patienten an der Rückenflosse des Delfins fest und werden von ihm durch das Wasser gezogen. Bei vielen Patienten lösen sich dadurch Blockaden. Im deutschsprachigen Raum ist die Studie der Universität Würzburg in Kooperation mit dem Tiergarten Nürnberg die wohl bekannteste. Die Delfintherapie ist jedoch ebenfalls umstritten, da der gleiche Effekt meist auch mit anderen Tieren zu wesentlich geringeren Kosten erzielt werden kann. Außerdem wirft man den bekannten Studien methodische Mängel vor.

### Bedrohung durch Delfinjagd und Fischernetze
Delfinjagd findet durch die Färöer-Inseln beim Grindadráp (hier bei Delfinen hauptsächlich Weißseitendelfine) und Japan statt. Durch den Oscar-prämierten Dokumentarfilm Die Bucht aus dem Jahr 2009 wurde vor allem die Stadt Taiji bekannt, in der jedes Jahr mehr als tausend Delfine gefangen und getötet werden.
Auch Fischernetze, einschließlich sogenannter „Geisternetze“, stellen eine Bedrohung für die Tiere dar. Entweder werden sie als „wertloser“ Beifang über Bord geworfen und verenden verletzt oder sie verheddern sich im Netz und ertrinken. So gehen Schätzungen davon aus, dass alleine im Jahr 2019 mehr als 11.000 Delfine vor der Küste Frankreichs in Folge der Fischerei als Beifang verendeten. Daher wird über Pinger zum Schutz der Tiere in Europa verhandelt.

### Verschmutzung der Meere
Delfine stehen an der Spitze der Nahrungskette. Dementsprechend sammeln sich schädliche Stoffe aus der Umwelt in ihrem Verdauungstrakt. Phthalatmetaboliten sind im Urin von Delfinen nachgewiesen worden. Phthalat gehört zu den Weichmachern in Kunststoffen und kann negative Auswirkungen auf den Stoffwechsel und die Fortpflanzung der Tiere haben.

### Delfinschutzgebiet
Das Aquatorium zwischen den Inseln Cres und Lošinj in Kroatien wurde 2006 offiziell zu einem Delfinschutzgebiet erklärt. Es ist damit eines der ersten Schutzgebiete für Delfine weltweit und das erste im Mittelmeerraum. Die Organisation Blue World, die ihren Sitz in der nahegelegenen Küstenortschaft Veli Lošinj hat und sich aktiv für den Schutz von Delfinen und anderen Meerestieren einsetzt, informiert über das richtige Verhalten bei Delfinensichtungen, wie man Boote steuern sollte und vieles mehr. In Veli Lošinj befindet sich auch ein kleines Delfin-Museum. Jedes Jahr im August findet ein großes Delfin-Fest in der Ortschaft statt, bei dem versucht wird, die Bevölkerung auf die Meerestiere und den Naturschutz aufmerksam zu machen.

### Delfine in der Mythologie

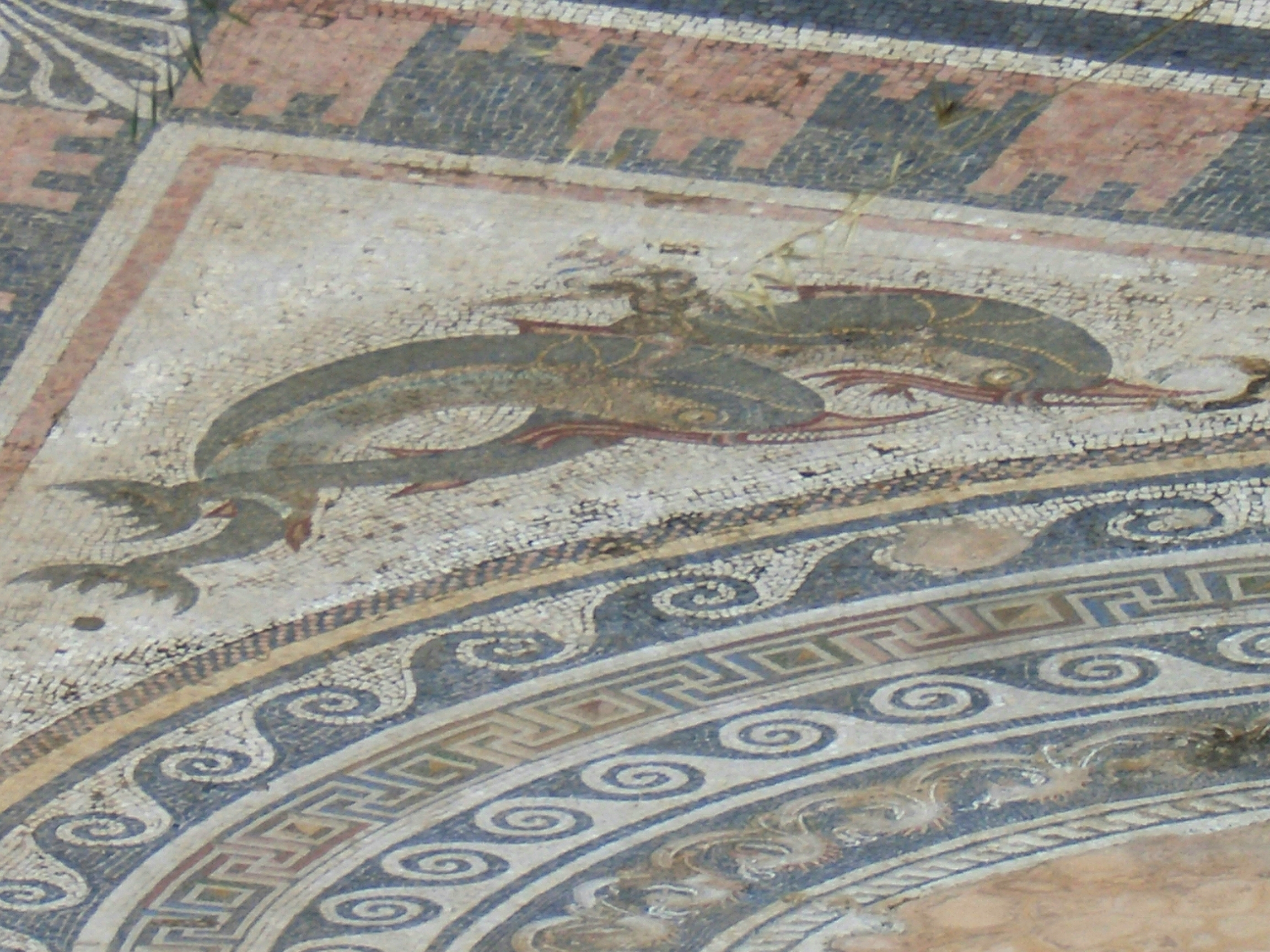
Mosaik im Haus der Delphine auf der Insel Delos.

Wappen von Rivarolo Mantovano

In der griechischen Mythologie tauchen Delfine als Tier der Göttin Demeter auf. Als der Sonnengott Apollon auf einer Insel mitten im Meer geboren wurde, wurde er anschließend von einem Delfin an Land gebracht. Als Sternbild in den Himmel erhoben wurde der Delphin, weil er Poseidon half, die Hand der Meeresnymphe Amphitrite zu gewinnen. In vielen altgriechischen Darstellungen ritten die Nereiden auf dem Rücken von Delfinen. Der aus Neid über Bord geworfene Sänger Arion von Lesbos wurde der Sage nach von Delfinen gerettet.
Aufgrund der Wertschätzung des Delfins und seiner überaus positiven Besetzung in der Mythologie wurde er in der Heraldik des europäischen Mittelalters auch als Wappentier verwendet. Am folgenreichsten war die entsprechende Verwendung durch die Grafen von Vienne, die letztlich dazu führte, dass der französische Kronprinz über Jahrhunderte den Titel Dauphin, also eben „Delfin“, führte.
Auch in der modernen Mythologie und Esoterik spielen Delfine eine erhebliche Rolle. Insbesondere der amerikanische Neurophysiologe John Cunningham Lilly, der in den sechziger und siebziger Jahren obskure Experimente mit Isolationstanks und LSD betrieb und behauptete, so mit Delfinen kommunizieren zu können, machte Delfine zum Symboltier in der Esoterik- und Hippie-Bewegung. In den fünfziger und sechziger Jahren hatte Lilly zunächst wissenschaftlich anerkannte Beiträge zur Kommunikation und zur Verhaltensphysiologie der Delfine geleistet.

### Delfine in der Literatur
Delfine sind gern genutzte Figuren in Literatur und Film. Ein bekannter Roman ist Ein vernunftbegabtes Tier (Aufbau Tb 2003, ISBN 3-7466-1222-5) von Robert Merle. Auch die Figur Flipper aus der gleichnamigen Fernsehserie ist sehr bekannt. In Macht’s gut, und danke für den Fisch von Douglas Adams erleben wir das Rätsel einer neuen Erde, ähnlich der alten, aber diesmal ohne Delfine.
In David Brins Roman Sternenflut sind Delfine der Gattungen Tursiops und Steno, neben den Schimpansen, durch den Menschen mittels genetischer Veränderung auf eine höhere Bewusstseins- und Intelligenzebene „erhoben“ worden (engl. uplifting). In Brins Uplift-Universum besitzen sie daher eine dem Menschen vergleichbare Intelligenz und Stellung in der Gesellschaft.
Scheffel besingt Delfine vor Salerno in dem Lied Der Delphin.
Eine feindselige und boshafte Rolle spielen Delphine hingegen im Hauptwerk des sizilianischen Autors Stefano D’Arrigo. In Horcynus Orca dient die Gattung als konsequenter Antagonist der Fischer, als Chiffre für den italienischen Faschismus und mythische Todesfigur.
In der Literatur der Weimarer Klassik fand der Delphin ebenfalls seine Rezeption. Zum Beispiel bei Goethe im Faust. Der Tragödie zweiter Teil in der Klassischen Walpurgisnacht nimmt Proteus die Gestalt eines Delphins an, auf dem Homunculus reitet: Dabei zerschellt Homunculus am Muschelwagen der Galatee. Bei Christoph Martin Wieland findet sich der Delphin im Abentheuer des Don Sylvio von Rosalva. oder Die Geschichte des Prinzen Biribinker. Demnach reitet Biribinker auf einen schwimmenden Delphin von Tritonen, Nymphen und Delphinen umkreist. Es ist Gegenstand eines im 18. Jahrhundert beliebten Feenmärchens. Dieses 1764 entstandene Stück wiederum ist das erste Kunstmärchen aus der Sammlung Dschinnistan. Das Vorbild war hierbei die Geschichte des Don Quichote. Auch in die Dichtung eines Friedrich Schiller fand der Delphin in der Elegie Das Glück seinen Eingang. Darin heißt es:
```
  
---Vor ihm ebnet 
Poseidon
 das Meer, sanft gleitet

                                               
des Schiffes

  
Kiel, dass dem Cäsar führt und sein allmächtiges

                                               
Glück.

  
Ihm zu Füßen legt sich der Leu, der brausende Delphin

  
Steigt aus den Tiefen, und fromm beut er den Rücken ihm an.---
[
30
]
```

### Sonstiges
Das Internationale Jahr der Delphine wurde 2007 ausgerufen.
Der Schwimmstil des Schmetterlingsschwimmens wurde früher auch als „Delfinschwimmen“ bezeichnet. Als „Delphinflug“ bezeichnet man metaphorisch eine im Segelflug angewandte, dem Schwimmstil von Delfinen gleichende Flugstrategie.
Delfine (insbesondere Schwertwale) sind die beliebtesten Modelle für aufblasbare Gummitiere.
Die Schöpfer der „Delfinstrategie“ wählten den Delfin als Metapher für ihre Managementmethode.
Ein dem Delfin ähnelndes Fabelwesen wird im Physiologus als Säge bezeichnet.